# Patrimoine architectural non classé de Senlis
Cet article présente des monuments historiques inscrits de Senlis qui ne bénéficient pas d'articles détaillés. Il fournit de plus amples renseignements sur ces monuments que l'article principal et présente certains monuments que l'article principal ne décrit pas, faute de place. En outre, le présent article est consacré aux éléments du patrimoine architectural qui sont protégés au titre des sites, ainsi qu'à ceux qui ne bénéficient d'aucune protection, comme c'est le cas du petit patrimoine notamment : lieux en dehors du secteur sauvegardé, anciens moulins, fontaines, statues, calvaires, lavoirs, etc.

## Bâtiments inscrits au titre des Monuments historiques

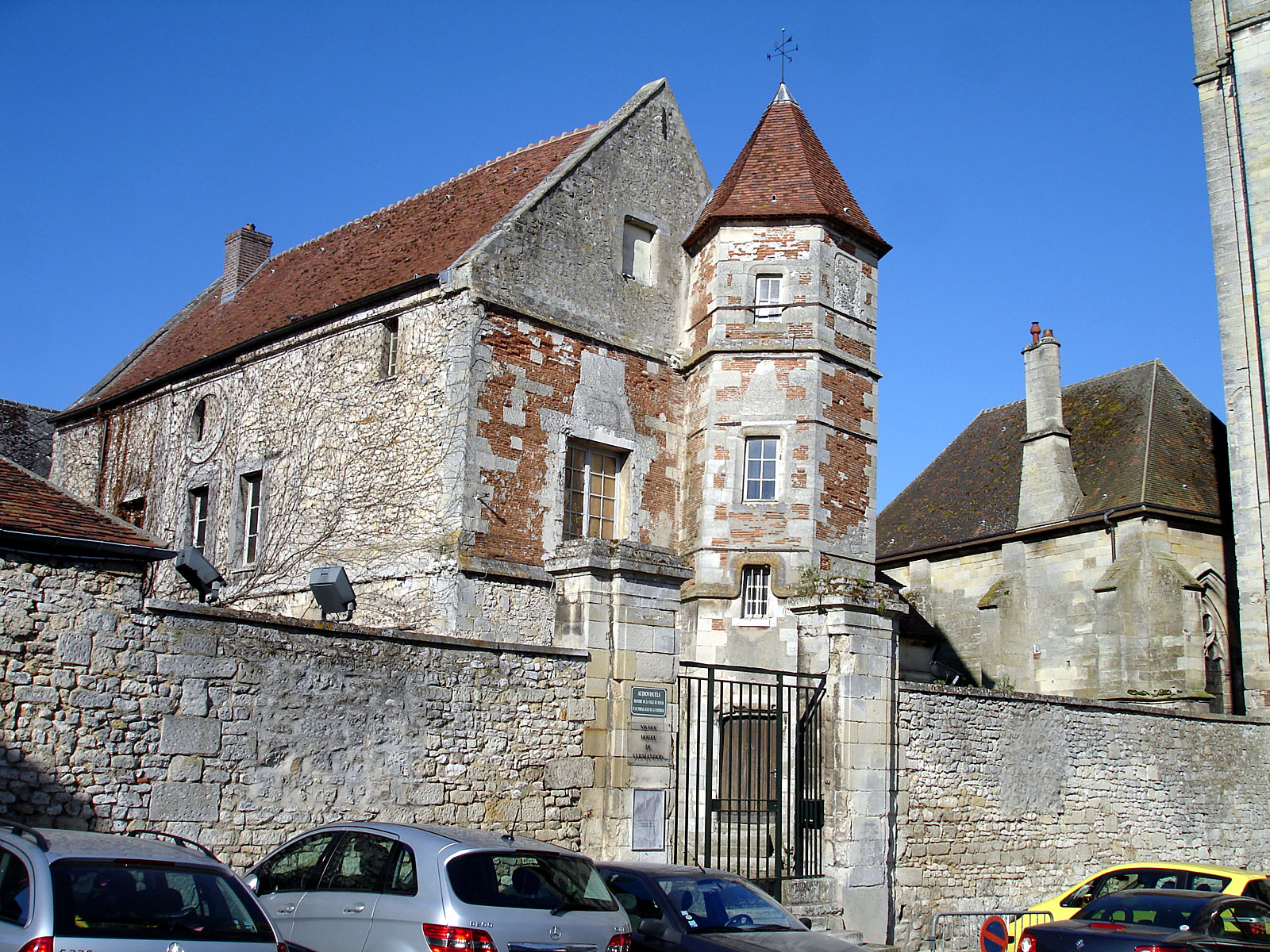
L'hôtel de Vermandois, place du Parvis. Son musée est fermé au public en raison du mauvais état du bâtiment.
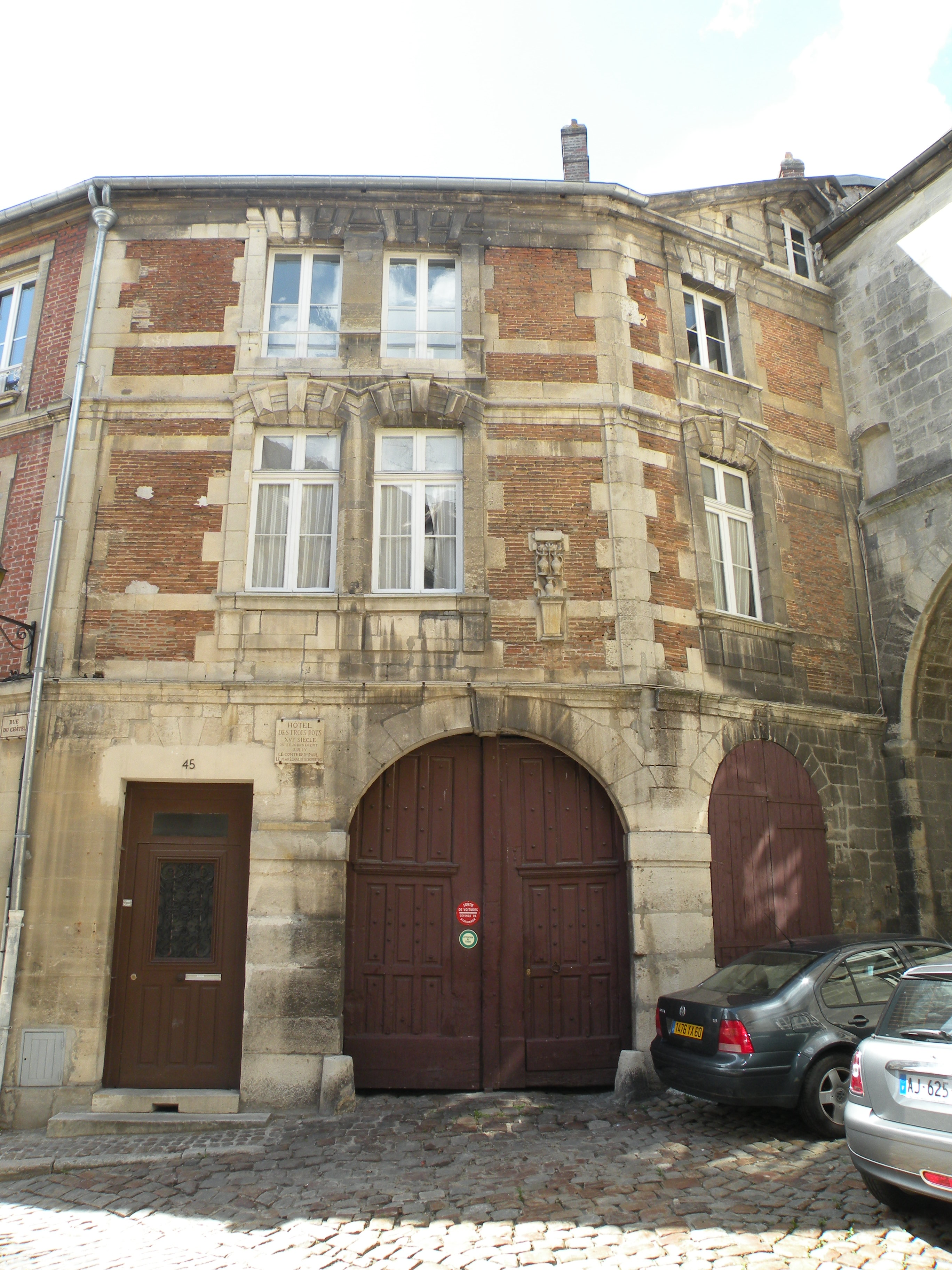
L'hôtel des Trois-Pots ou hôtel de Sully, rue du Châtel. Ancienne hôtellerie.
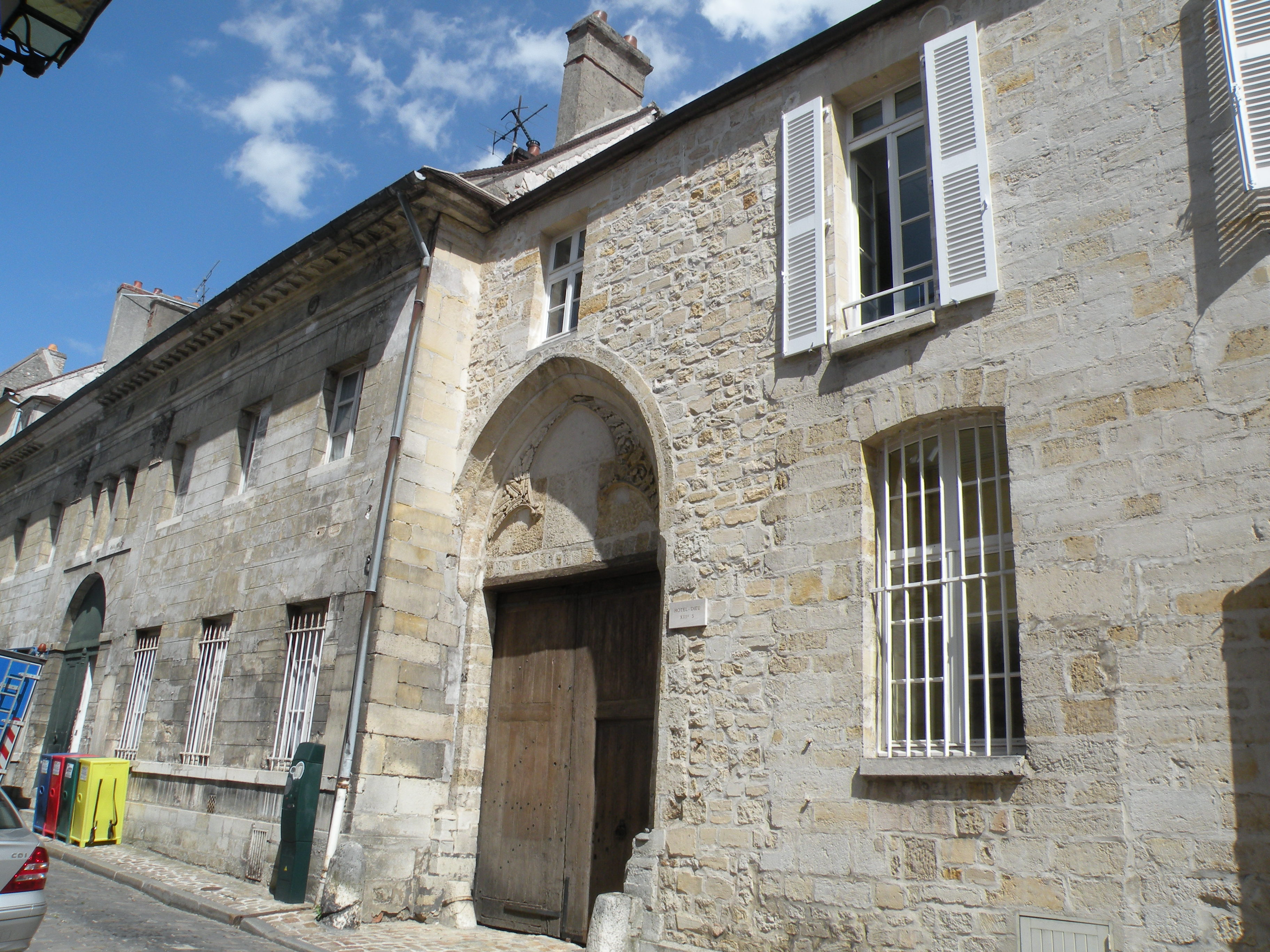
Portail de la chapelle de l'Hôtel-Dieu de Gallande du XIIIe siècle, rue du Châtel.
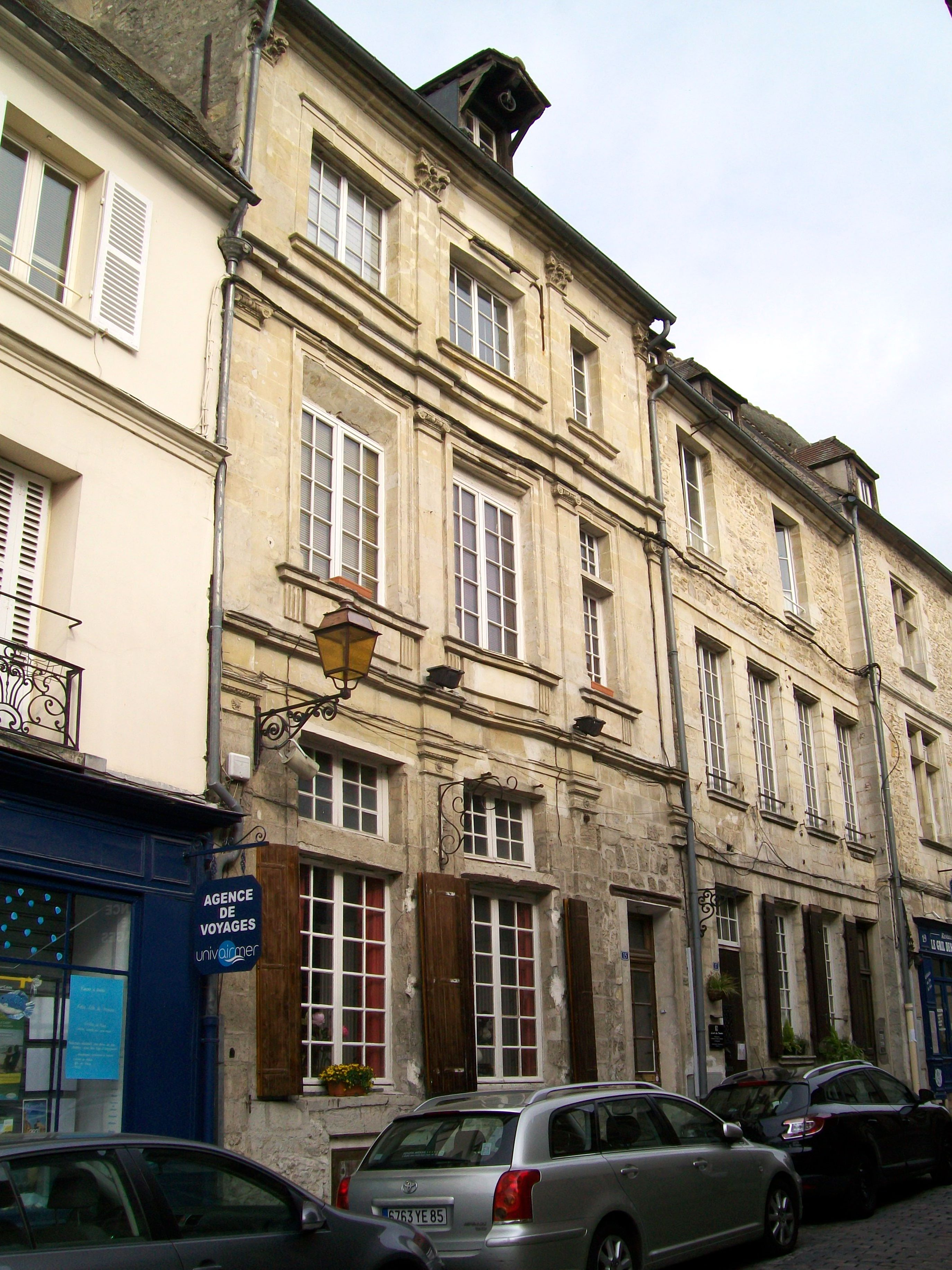
L'hôtel des Trois-Morts, 15 rue du Châtel, ancien siège de la chancellerie.
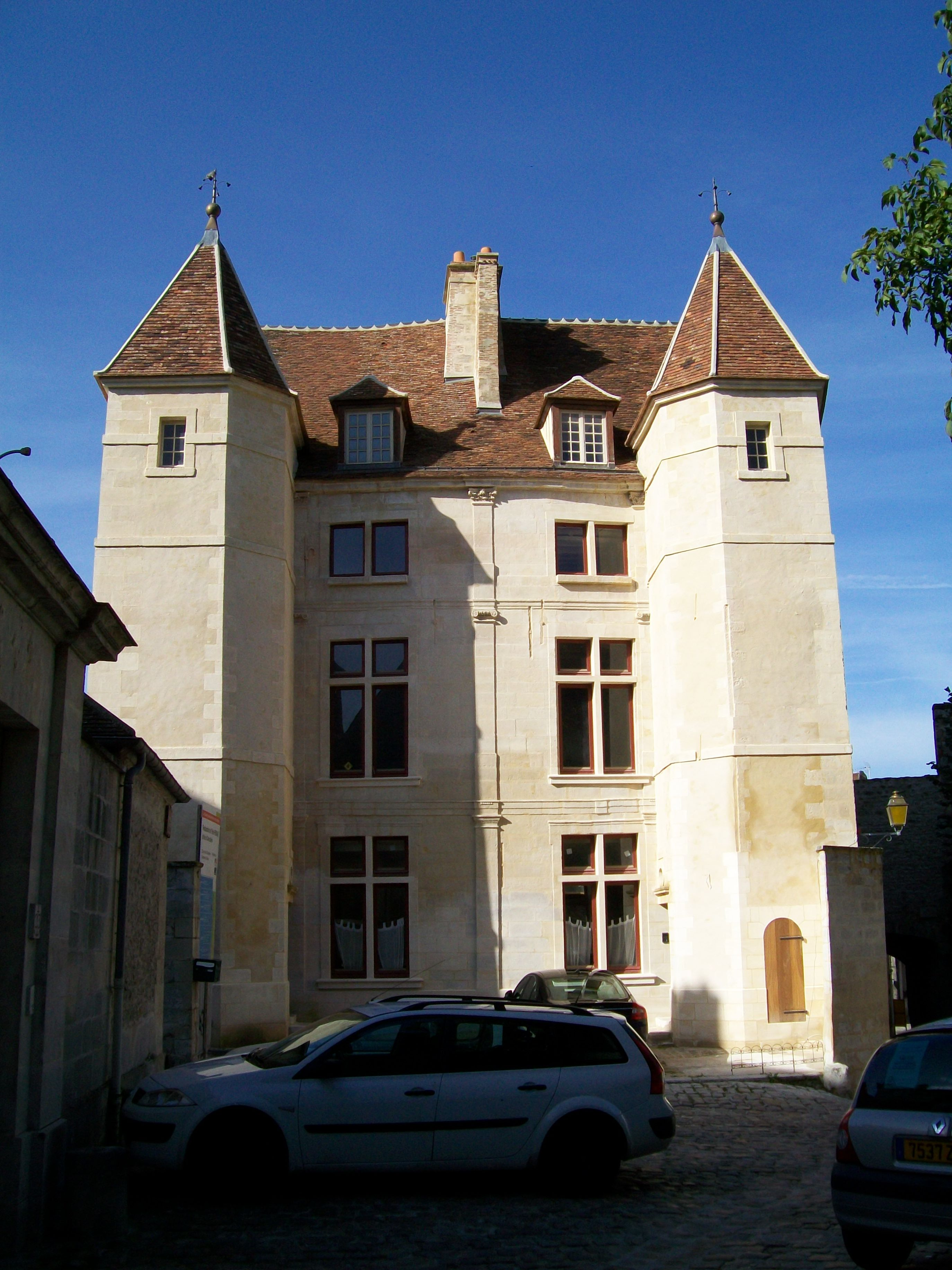
Hôtel de la Chancellerie, façade principale du style Renaissance sur la rue de la Chancellerie.

- Hôtel Raoul de Vermandois, place du parvis Notre-Dame (inscription le 1er, mai 1933[1]) : Selon la tradition, la demeure aurait été construite pour Raoul Ier de Vermandois, fils d'Henri Ier de France. Achevé probablement à sa mort en 1152, l'hôtel est donné au chapitre Notre-Dame en 1174 puis devient maison canoniale. Toutefois, les parties les plus anciennes de l'actuelle maison ne semblent pas remonter avant le XIVe siècle. L'étage et la tourelle avec son escalier à vis sont construits au XVIe siècle. Côté jardin, subsistent le mur de la cité et l'une des vingt-huit tours. Le bâtiment accueille une école des frères chrétiens à partir de 1823[2] et est agrandi à cette occasion. La ville achète la maison en 1976 et installe un petit musée d'histoire au rez-de-chaussée en 1989[3],[4].

- Hôtel des Trois Pots, 33 rue du Châtel (inscription par arrêté du 28 juillet 1927[5]) : mentionné des 1292, c'est un ancien manoir devenu plus tard hôtel de voyageurs, connu aussi comme l'hôtel du [petit] Pot d'estaing ou l'hôtel des Trois pots d'étain. Le petit enseigne en pierre sculptée est toujours visible. Auberge de renom pendant les XVIe et XVIIe siècles, des hôtes illustres y descendaient, comme le duc de Sully lorsque Henri IV était à Senlis (plaque de commémoration). De 1688 à 1765, l'hôtel sert de relais de poste, et les maîtres de poste furent Augustin Houbigant (1693-1697), Robert Polehq (1706), Jean Barbier (1711-1742), Guillaume Godart (1751-1759) et Chenu (1768). - Au XVIe siècle, le bâtiment a été remanié, recevant une façade de briques, en ligne brisée avec des chaînes de pierre en bossage. Dans les caves sur deux niveaux, subsistent des chapiteaux sculptés des XIIIe et XIVe siècles. La grande porte-cochère est remarquable[6],[7] ; elle mène vers la cour et le jardin de l'hôtel le long de l'impasse Beaumé (anciennement rue des Prisons). À côté, un autre grand portail constitue l'un des accès au parc de l'ancien château royal.

- Ancien hôtel-Dieu de Gallande, 26 rue du Châtel (inscription par arrêté du 14 mai 1927, portant sur la porte du XIIIe siècle et les arcades intérieures[8]) : fondé en 1223 par le seigneur de Gallande ou Garlande, d'une famille importante présente aussi à Livry, pour remplacer l'hôpital Saint-Martin, dans le faubourg en face de l'église du même nom (disparus tous les deux). L'hôtel-Dieu était desservi par des religieuses, qui étaient des Augustines (aidées par des sœurs laïques) et qui étaient appelées localement les Magdeleines parce que leur couvent intégré dans l'hôpital était dédié à Marie-Madeleine. L'administration était toutefois assurée par des frères. On sait qu'une chapelle construite à neuf fut inaugurée en 1503, ce qui ne dit pas qu'il n'y avait pas eu de chapelle avant ; le nombre de lits était alors de vingt-quatre. Furent accueillis surtout les pauvres, sauf pendant les grandes épidémies ; le financement se faisant à travers des dons et des legs, souvent sous la forme de dîmes. En 1696, les sœurs de Saint Vincent de Paul prennent le relais. Ainsi, l'hospice fonctionne jusqu'en 1792, mais la Révolution fait d'énormes dégâts par la suite et ne laisse subsister que les murs et la chapelle, dont les voûtes sont toutefois détruites. Une usine de chicorée fonctionne dans les locaux reconstruits pendant le XIXe siècle[9]; aujourd'hui, c'est la caisse d'épargne. L'on peut apercevoir depuis la salle des guichets l'ancienne chapelle, dépourvue du mur vers le sud et ouvrant ainsi la vue sur les deux rangées de colonnes. Cette chapelle était en même temps le domicile des malades et le local principal de l'hospice : des grillages en bois entre les colonnes séparaient la nef en trois parties dans toute sa longueur. À gauche, étaient les lits des hommes, et à droite, les lits des femmes[10].

- Hôtel des Trois-Morts, 15 rue du Châtel (inscription par arrêté du 30 mars 1978[11]) : ancien siège de la chancellerie. Dans la grande salle, se tenait l'assemblée de la ville, par exemple en 1417[12],[13].

- Hôtel de la Chancellerie ou ancien hôtel d’Hérivaux, 23 rue de la Chancellerie (inscription par arrêté du 23 juin 1933, portant sur les façades et la toiture[14]) : Il tient son appellation de Henri de Marle, nommé chancelier de France le 8 août 1413 et assassiné cinq ans plus tard. Les de Marle furent seigneurs de Versigny et possédèrent plusieurs maisons dans cette même rue. L'hôtel de la Chancellerie, construit entièrement en pierre, comporte deux étages et est bâti à l'arrière sur l'enceinte gallo-romaine. Sous les pignons, les façades sont fonctionnelles et présentent plus ou moins leur aspect d'origine après la récente restauration, tandis que la façade principale sur la rue se veut représentative. Elle a été remaniée selon le goût de la Renaissance, avec des pilastres ioniques au premier étage et corinthiens au second, et encadrée par deux tours hexagonales[15].

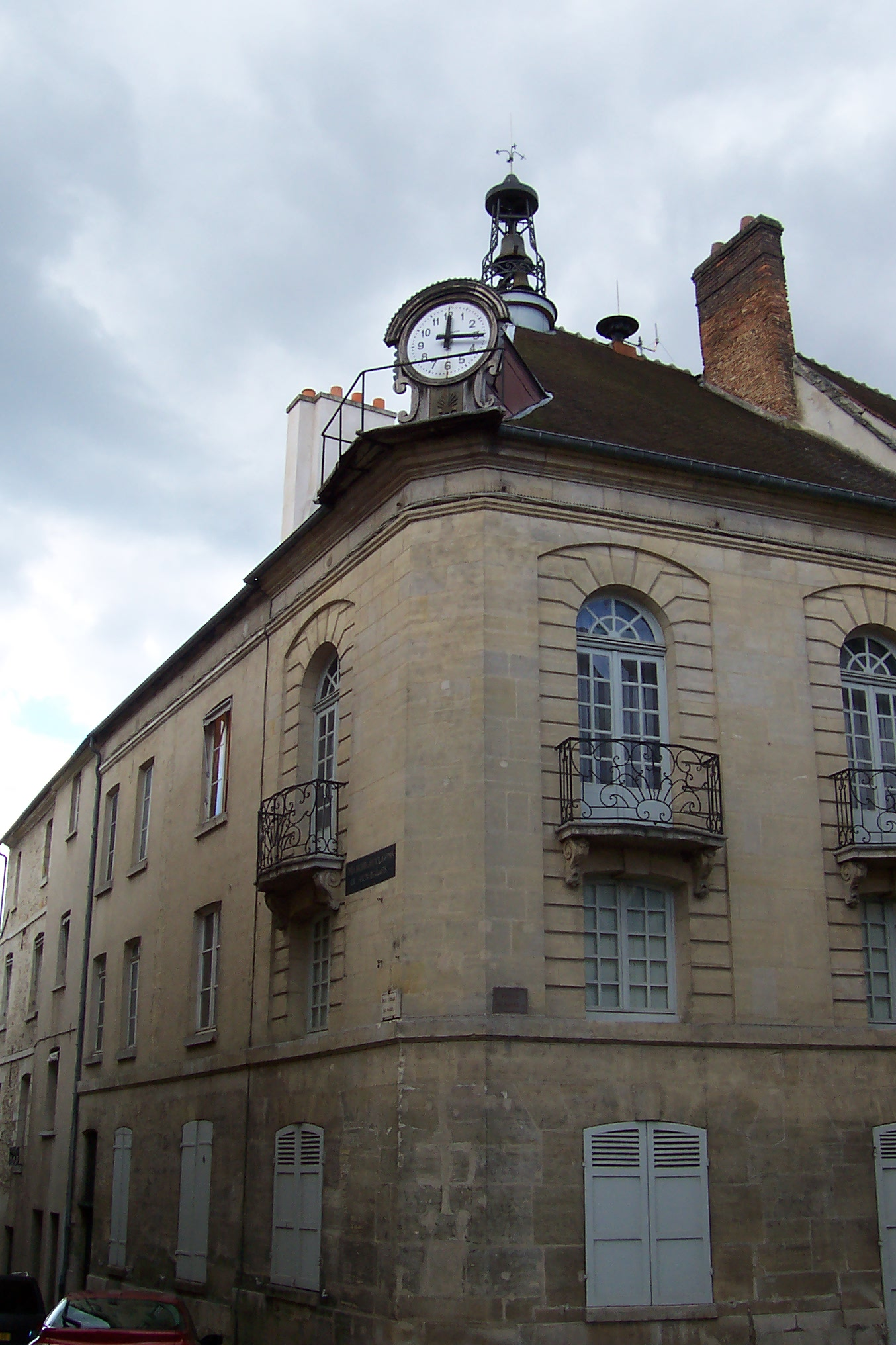
Hôtel de ville, rue de Beauvais à l'angle de la rue Vieille de Paris. Il date du Moyen Âge et a été remanié au XVIIIe siècle.
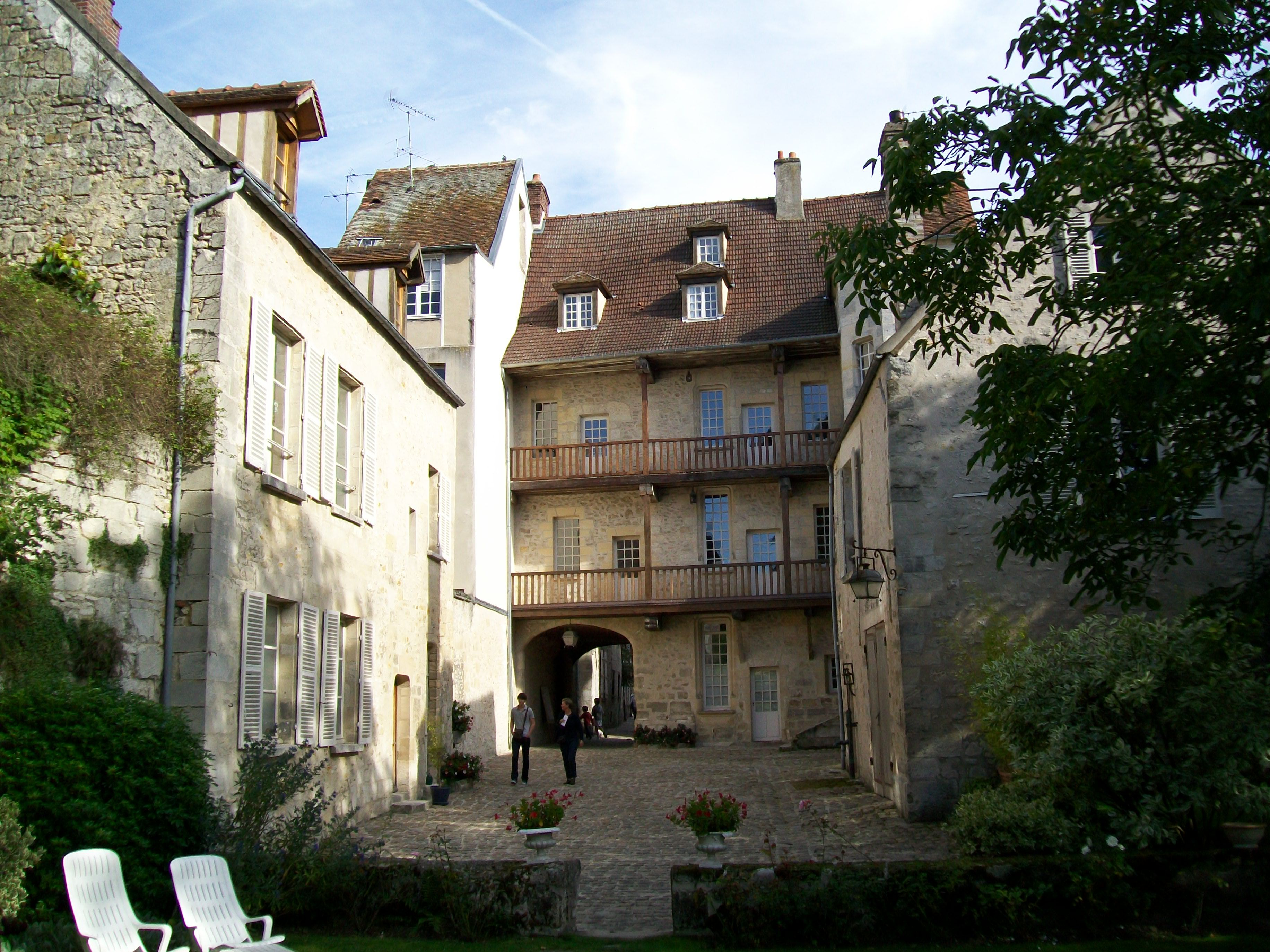
Cour intérieure de l'hôtel de l'Ange, ancienne poste à chevaux dans la rue Vieille de Paris.
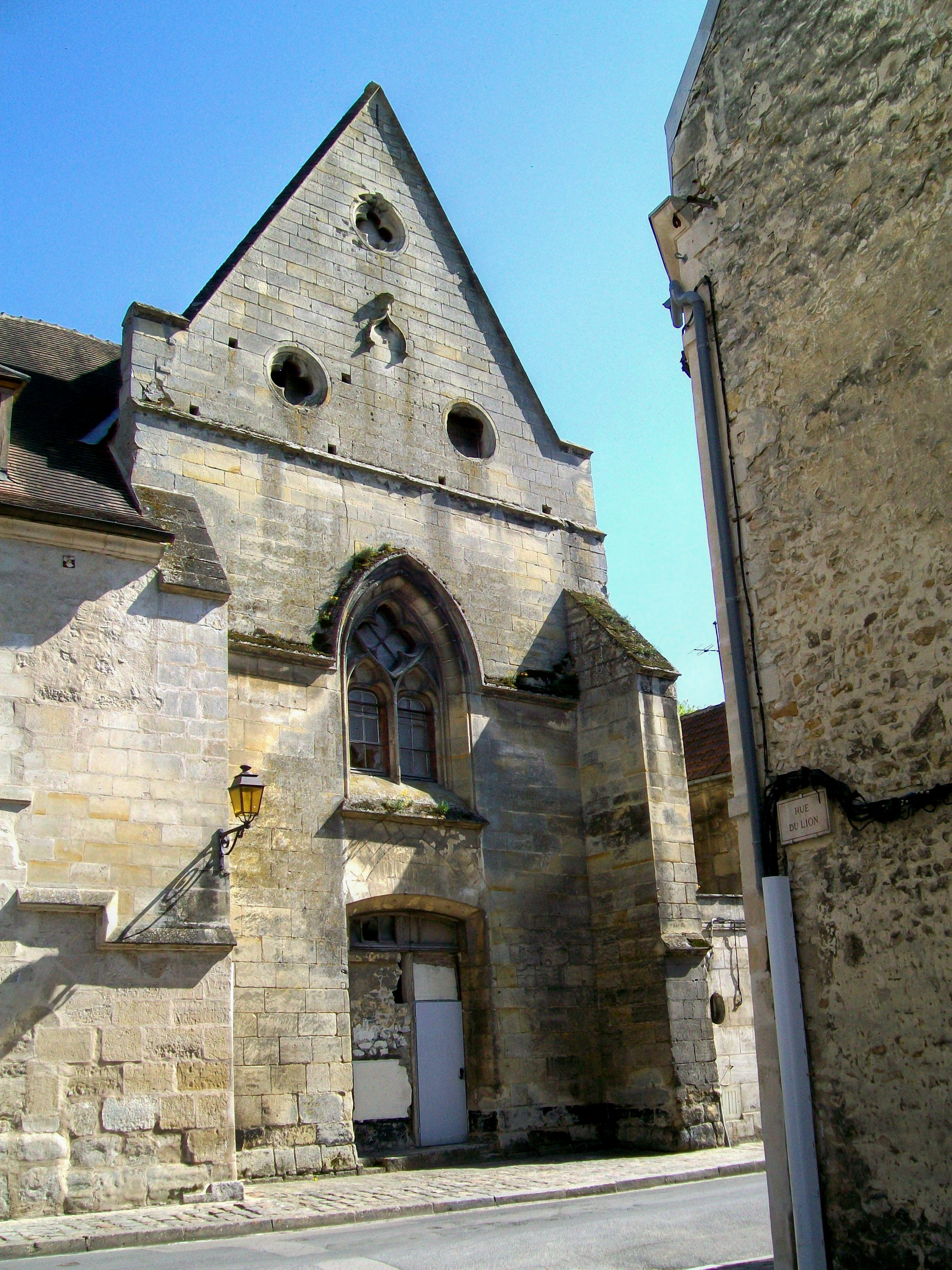
L'ancienne chapelle ruinée du couvent des Carmes, vue depuis la rue du Lion. Le couvent a été réhabilité en logements.
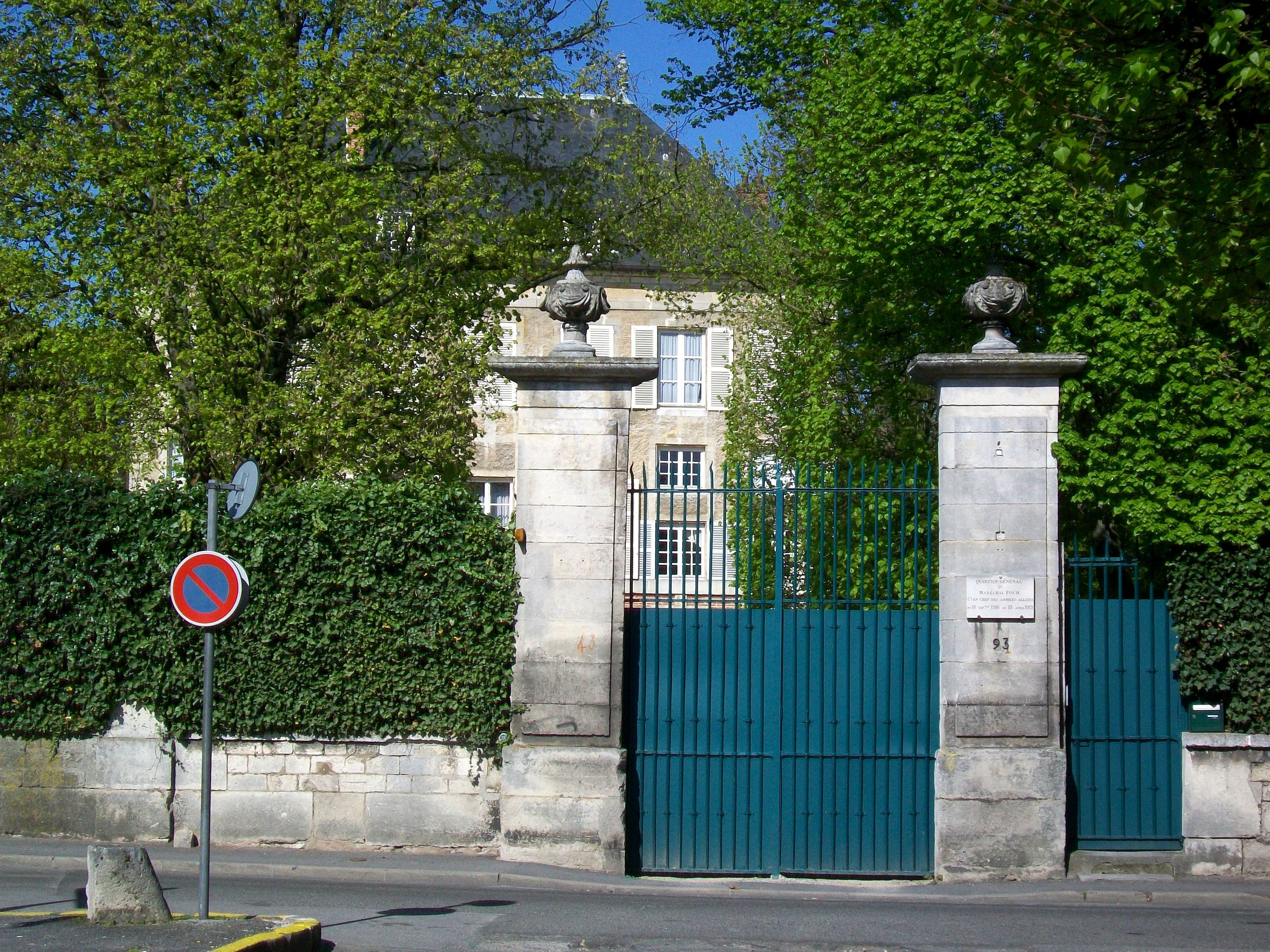
L'ancien quartier interallié et quartier général du maréchal Foch du 18 septembre 1918 au 15 avril 1919, au 93 rue du Faubourg Saint-Martin.

- Hôtel de Ville, rue de Beauvais / rue du Châtel (inscription par arrêté du 8 mai 1933, portant sur les façades du XVIIIe siècle et les balcons en fer forgé[16]) : rebâti et agrandi par annexion de la halle des bouchers à la suite d'une décision du 3 novembre 1495, l'on voit toujours qu'il se compose de bâtiments distincts. Sa substance date essentiellement de la fin du XVe siècle, avec notamment la façade sur la rue de Beauvais, mais aussi du Moyen Âge et du XVIIIe siècle (1753-1767), quand la façade à l'angle des deux rues a été remaniée. À l'intérieur, peu d'éléments visibles du passé ont survécu aux modifications et modernisations successives, hormis la tour d'escalier polygonale[17], une ancienne cour intérieure et certains détails.

- Hôtel de l'Ange, 39 rue Vieille de Paris (inscription par arrêté du 6 octobre 1975[18]) : maison en pierre du XVIe siècle à deux étages, avec une façade sobre, mais représentative sur la rue, se caractérisant par des larges baies et un portail en anse de panier. Sur la cour, les galeries extérieures d'accès aux chambres sont caractéristiques des hostelleries des XVIe – XVIIIe siècles. La tour d'escalier polygonale présente un portail Renaissance richement sculpté. Deux bâtiments annexes se situent sur la cour, mais les écuries ont disparu. La demeure remonte au XIIIe siècle et appartenait à l'abbaye de Chaalis, qui la loua de 1656 à 1768 à des aubergistes. Pour la période de 1574 à 1606, une utilisation comme hôtellerie est également attestée. Le dernier bailleur avant la Révolution était par contre laboureur, ce qui illustre le déclin de l'hôtellerie sur la rue Vieille de Paris après le percement de l'actuelle rue de la République. Après la Révolution, l'ensemble a été vendu comme bien national est reste propriété privée depuis. C'est Louis Graves qui le qualifia le premier d'ancienne poste à chevaux, vers le milieu du XIXe siècle, erreur qui s'est maintenue longtemps après. L'on sait pourtant les anciens relais de poste de Senlis : entre 1688 et 1765, ce fut l'hôtel des Trois-Pots, et ensuite, jusqu'à la suppression en 1872, un établissement à l'emplacement actuel de la caserne « Quartier Ordener »[6].

- Couvent des Carmes et ancien hôpital Saint-Louis, 4 rue Vieille de Paris (inscription par arrêté du 21 septembre 1994, portant sur l'église ; le bâtiment sur la rue Vieille de Paris, abritant les vestiges de l'ancienne galerie occidentale et de l'ancienne galerie méridionale du cloître ; les façades et toitures du grand bâtiment d'habitation du XVIe siècle sur la cour ; l'escalier en pierre et en bois du XVIIe siècle à l'intérieur de ce grand bâtiment d'habitation ; le mur de clôture du jardin[19]) : fondés en 1303 par l'ordre des Bonshommes, établis à Paris depuis 1285 et adoptant la règle de saint Augustin en 1347. Au XVIIe siècle, l'ordre est endetté et le couvent ruiné. Les Bonshommes le vendent aux Carmes déchaussés en 1641, qui remboursent les dettes et payent une pension au prieur et aux cinq moines survivants. Commence ensuite la reconstruction du couvent et de l'hôpital, ainsi que du portail de l'église Notre-Dame de la Charité de 1303 (aucun lien avec l'hôpital de la Charité). À nef unique, l'église mesure vingt-cinq mètres sur dix avec quatre travées, le transept étant simulé par deux absides à mi-hauteur. Le chœur est pentagonal, présentant comme toute l'église une architecture simple et élégante. Le clocher a été abattu en 1792 après de la vente du couvent comme bien national. Le moulin des Carmes proche du couvent a été détruit le 2 septembre 1914 lors de la bataille de Senlis. Pendant l'utilisation de l'ancien couvent comme caserne « quartier Montmarie » entre 1856 et 1998, l'église est utilisée comme magasin de vêtements. La nef a été divisée en deux niveaux par un plafond intermédiaire, et la décoration intérieure s'est fortement dégradée. Après des décennies d'un entretien déficient, l'édifice menace aujourd'hui ruine, contrairement aux bâtiments conventuels, qui ont été réhabilités en logements de 1999 à 2001[20],[21],[22].

- Pavillon Saint Martin, 93 rue du faubourg Saint-Martin (inscription au titre des Monuments historiques par arrêté du 18 avril 1966, portant sur le jardin[23], site inscrit par arrêté du 17 décembre 1948[24]) : L'histoire de cette propriété reste énigmatique. L'on sait qu'elle remplace une maison plus ancienne, dont ne subsistent que trois marches d'un escalier en colimaçon dans la cave. « La demeure actuelle, par ses lignes générales et sa masse évoque la première moitié du XVIIe siècle, alors que l'examen intérieur ne décèle aucun détail décoratif, moulure, serrurerie, menuiserie ou autre qui s'affirme avant le XVIIIe siècle ». Plusieurs indices permettent de croire que les aménagements du XVIIIe siècle sont l'œuvre de Claude Nicolas Ledoux. Le premier propriétaire dont le nom est connu est Claude-Gaspard Boucher d'Argis de Guillerville, receveur particulier des Finances, écuyer, avocat en Parlement de Paris, etc., en 1787. Sous la Révolution, il est nommé procureur de la commune de Senlis. L'hôtel est vendu à Louis Piquery en 1816, et après son décès en 1838, il appartient pendant quarante ans à ses héritiers en indivision. Pendant le XIXe siècle et jusqu'au début du XXe siècle, la propriété est successivement agrandie par le rachat de parcelles limitrophes, y inclus l'ancien emplacement de l'église paroissiale Saint-Martin démolie après la Révolution. En 1879, Félicité Piquery devient la seule propriétaire et le reste jusqu'à sa mort en 1893. Sa petite fille, devenue Mme de Bellegarde, hérite d'elle et procède à des modifications à l'intérieur. Deux salons donnant sur le parc sont particulièrement remarquables pour leurs boiseries du XVIIIe siècle, provenant pour partie d'un château en Normandie. Avec le rachat par Maurice Labouret en 1919, la propriété quitte la famille Piquery. - La demeure tient son importance historique du fait qu'elle hébergea le quartier interallié et le quartier général du maréchal Foch du 18 septembre 1918 au 15 avril 1919, comme le rappelle la plaque commémorative à côté du portail. Les habitants ont dû quitter la maison pendant cette période, dont certains aménagements spécifiques maintiennent encore le souvenir[25].

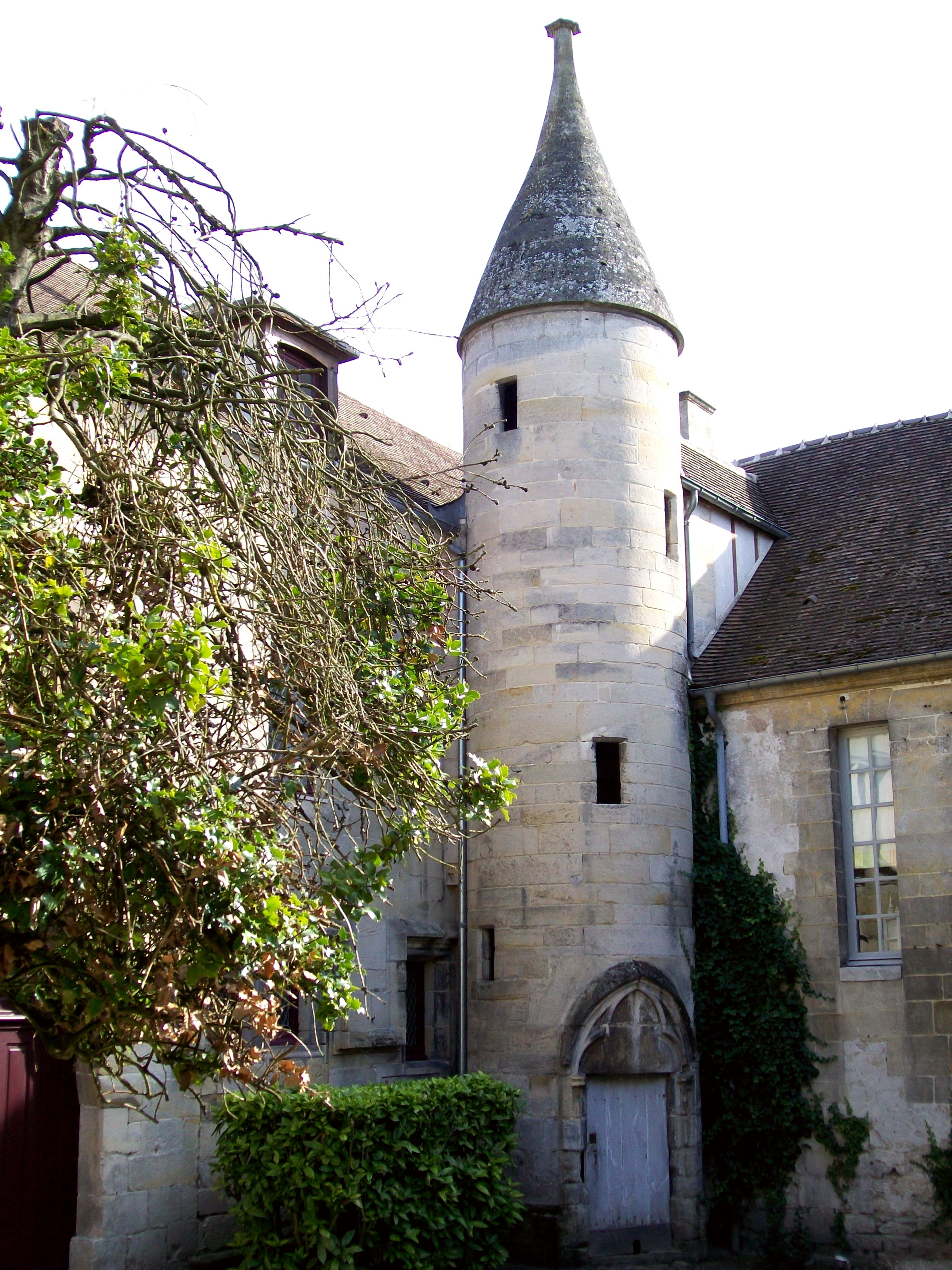
L'hôtel du Flamant, ancienne sous-préfecture, consiste d'un bâtiment gothique du XIVe siècle (dont cette tourelle d'escalier) modifié au XVe siècle, et d'un bâtiment XVIIIe siècle.
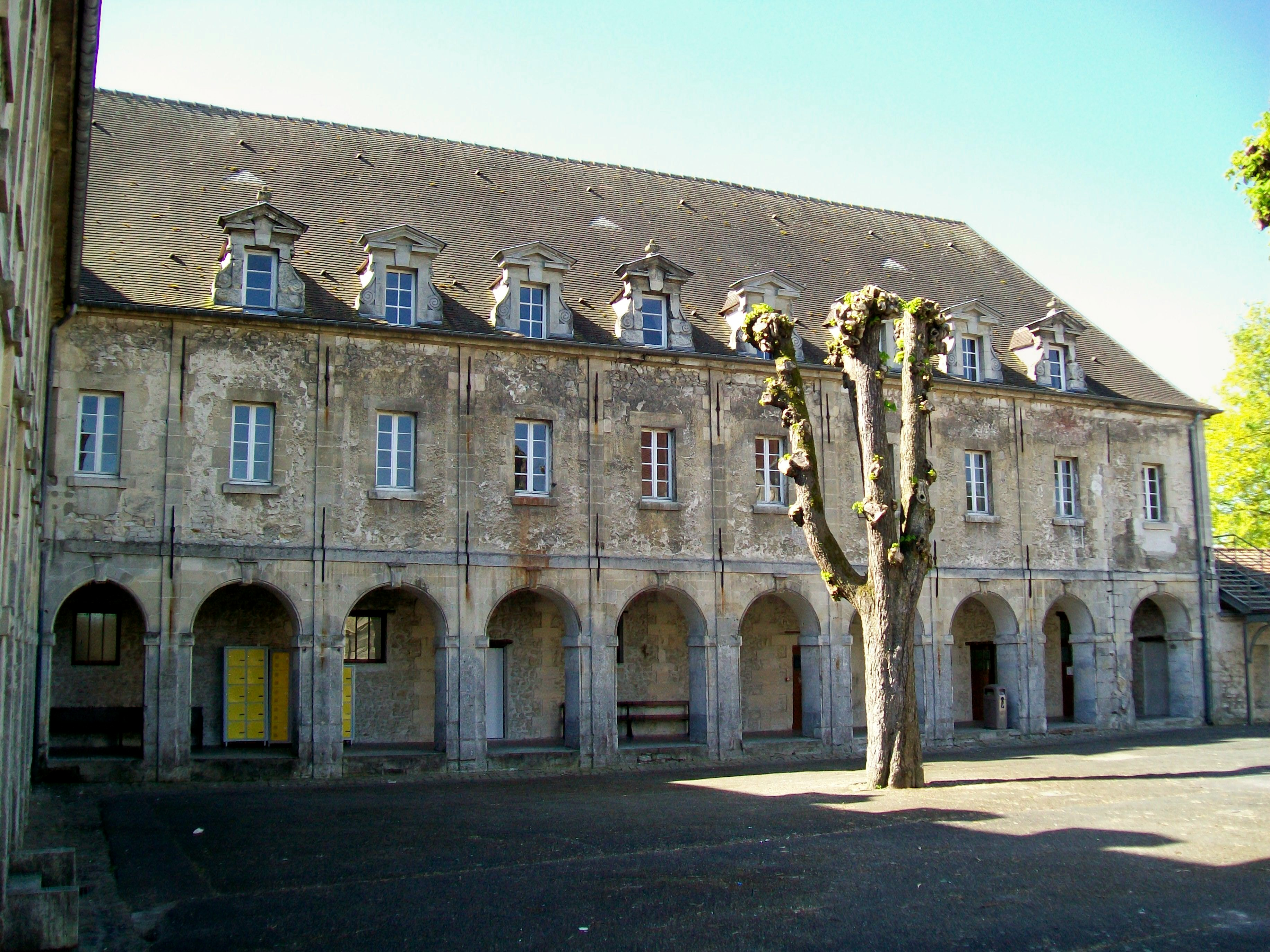
Couvent N.D. de la Présentation, « quartier Saint-Louis », jadis séparé de l'abbaye St-Vincent par le prolongement de la rue de la Tournelle Saint-Vincent.
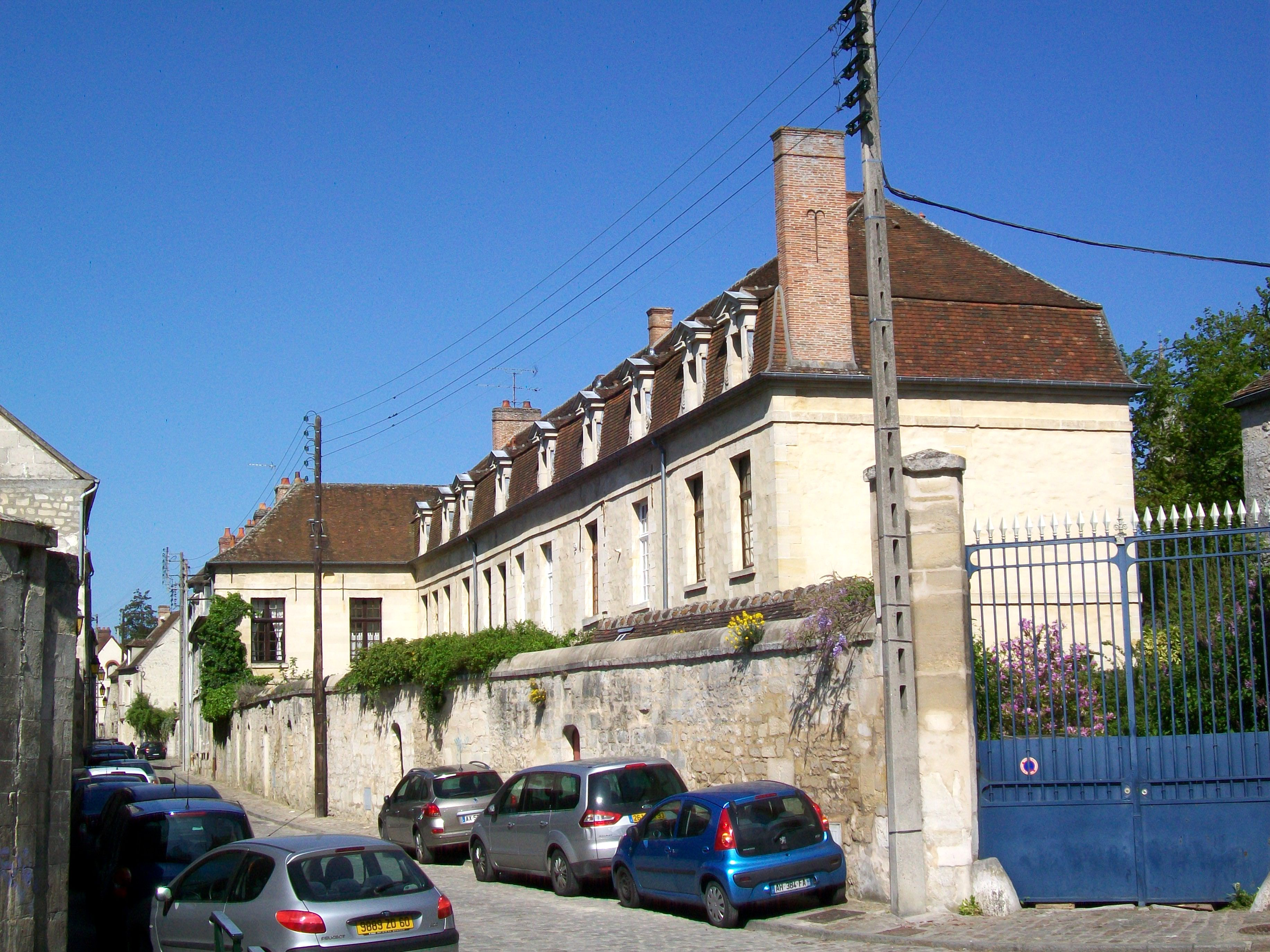
L'ancienne école du couvent de la Présentation, séparé de ce dernier par la rue de Meaux (visible sur la photo, le couvent étant à gauche), mais relié par un passage souterrain.
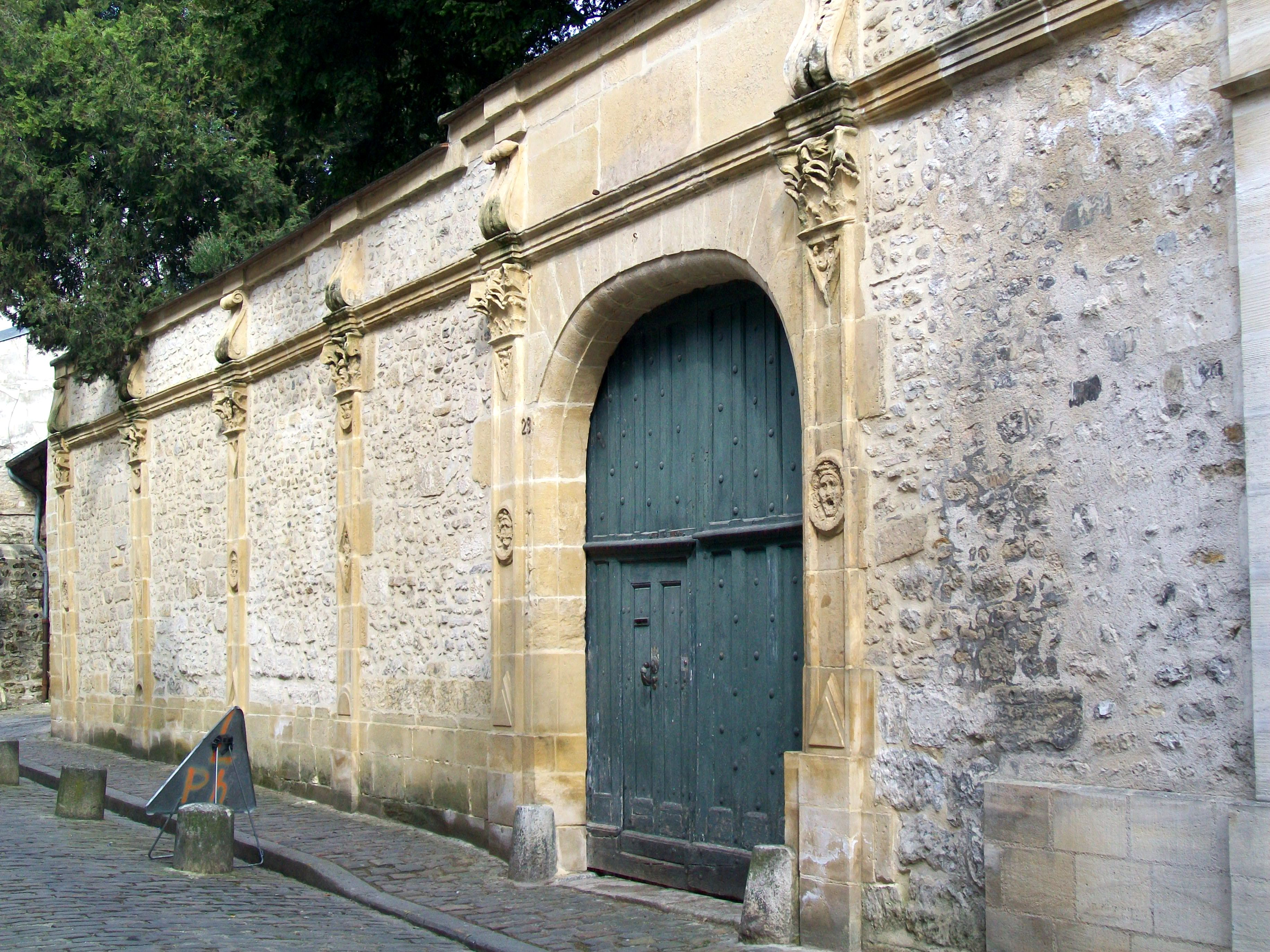
L'hôtel de Rasse de Saint-Simon, rue Bellon. Son élément architectural le plus intéressant est cette muraille Renaissance, qui contraste avec la sobriété de la demeure qu'elle cache.
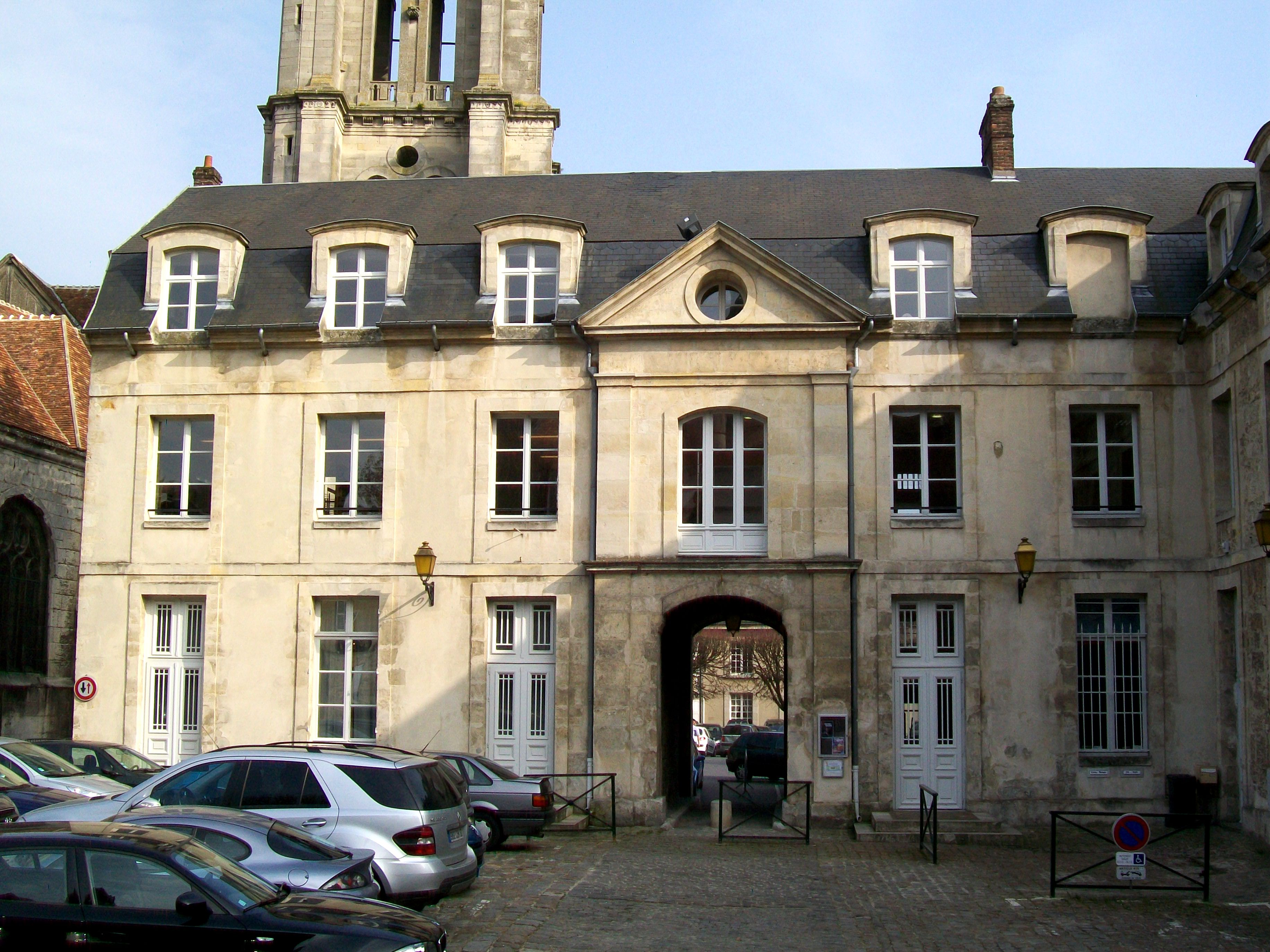
L'ancien séminaire construit en 1711-12, place Saint-Pierre. L'aile méridionale a longtemps servi de poste. Depuis 1976, la bibliothèque occupe tout le bâtiment.

- Hôtel du Flammant, 10 rue des Cordeliers (inscription par arrêté du 23 juin 1933, portant sur la porte-cochère monumentale du XVIIe siècle ; les façades sur la cour et la toiture[26]) : Il tient son nom de la famille de notables le Flammant, initialement le Flamenc, propriétaires de la maison au XIIIe siècle. La porte monumentale ouvre sur une cour carrée, avec des constructions à un étage de trois côtés. Les bâtiments en face et à gauche comportent le logis à l'étage, où l'on accède par un escalier du XVIIe siècle à rampe de fer forgé dans le bâtiment central, ou par l'escalier à vis de la tourelle d'angle avec sa flèche de pierre. La tourelle et six fenêtres du bâtiment à gauche datent encore du XIVe siècle, tandis que le bâtiment central est un peu moins âgé, et celui à droite date du XVIIIe siècle seulement. Le rez-de-chaussée a abrité de divers ateliers et servi de remise et d'écurie, mais sa destination initiale reste inconnue. Jusqu'en 1838, l'hôtel est loué au sous-préfet de Senlis, qui y établit le siège de son administration[27]: l'inscription reste toujours bien visible au-dessus du portail. C'était le deuxième siège de la sous-préfecture après l'évêché et avant l'hôpital de la Charité, qui fonctionna jusqu'en 1838.

- Ancien couvent de la Présentation, rue de Meaux (inscription par arrêté du 10 décembre 2001, portant sur les façades et toitures, les caves sous l’aile du bâtiment du côté impair de la rue de Meaux[28]) : dernier établissement religieux fondé à Senlis sous l'Ancien Régime, en 1628-29, par l'évêque de Senlis, Nicolas Sanguin. La construction de l'église commence en 1639, située rue de Meaux, à l'angle avec la rue de la Tournelle Saint-Vincent qui n'était pas encore une impasse. Les religieuses vivaient sous la règle de saint Augustin et tenaient une pension de jeunes filles, ainsi qu'une école qui était gratuite pour les filles de Senlis. Le couvent ayant acquis l'hôtel de Jérusalem au sud, de l'autre côté de la rue de la Tournelle, et deux maisons en face de l'entrée de l'abbaye Saint-Vincent, il voit la nécessité de les relier par des souterrains, ce qui conduit à des litiges avec la ville. De 1816 à 1824, le bâtiment du couvent qui fait partie du lycée Saint-Vincent depuis sa création héberge un collège pour les fils des chevaliers de l'ordre royal et militaire de Saint-Louis[29],

. La chapelle et deux côtés du cloître du couvent de la Présentation sont par ailleurs détruits à la Révolution. Outre le bâtiment en L connu comme le « quartier Saint-Louis », subsistent notamment des bâtiments de service avec les anciennes cuisines, etc., et l'ancienne école au nord de la rue de Meaux, séparée du couvent proprement dit par cette rue, avec le jardin donnant sur la rue des Bordeaux.
- Hôtel de Rasse de Saint-Simon, rue Bellon (inscription par arrêté du 5 avril 1930, portant sur le mur[31]) : nommé ainsi d'après la Maison de Rouvroy de Saint-Simon, liée à la seigneurie de Rasse. Construit en 1522, l'hôtel proprement dit est un bâtiment de peu de caractère, contrairement à la haute mur d'enceinte avec son portail. Le mur est orné de pilastres, de médaillons et de consoles renversées dans le style de la Renaissance, avec des motifs variés[32],[33].

- Ancien séminaire, rue / place Saint-Pierre et place André-Malraux (inscription par arrêté du 23 janvier 1970[34]) : consenti par la ville en 1664 sous la condition de ne pas imiter les autres ordres religieux et de démolir le moins possible de maisons, il est établi tout d'abord dans le presbytère de Saint-Pierre[35], dont la paroisse n'a plus besoin puisque les prêtres enseignant au séminaire desservent aussi l'église. L'enseignement est assuré par des prêtres de la congrégation du Saint-Sacrement de Valence jusqu'en 1703, et par les Eudistes ensuite. Le séminaire rachète des maisons mitoyennes et demande en 1710 l'autorisation de construire un nouveau bâtiment : l'ancien presbytère et les autres maisons sont donc démolis, et les travaux pour le nouveau séminaire commencent le 8 avril 1711. Il fonctionne jusqu'à la Révolution. Entre 1832 et 1873 environ, l'ancien séminaire devient la première caserne de l'Histoire de Senlis et accueille une petite garnison de cavalerie, qui occupe également l'église Saint-Pierre. Au dernier quart du XIXe siècle, le bâtiment est agrandi vers la rue Bellon d'un annexe sans étage, et les postes et télégraphes s'y installent, mais n'occupent pas l'ancien séminaire en entier. L'aile nord accueillera le tribunal de commerce, et les combles la bibliothèque municipale, dès la fin du XIXe siècle. Après le déménagement du tribunal de commerce vers l'hôtel Dufresne de Saint-Leu et la construction de la nouvelle poste en 1971, l'ensemble est rénové à partir de 1973. L'annexe ayant hébergé la poste est rehaussée et adapté aux façades de l'ancien séminaire, et la bibliothèque agrandie et améliorée ouvre en 1976 sur une surface de 1 200 m2[36],[37],[38],[39],[40].

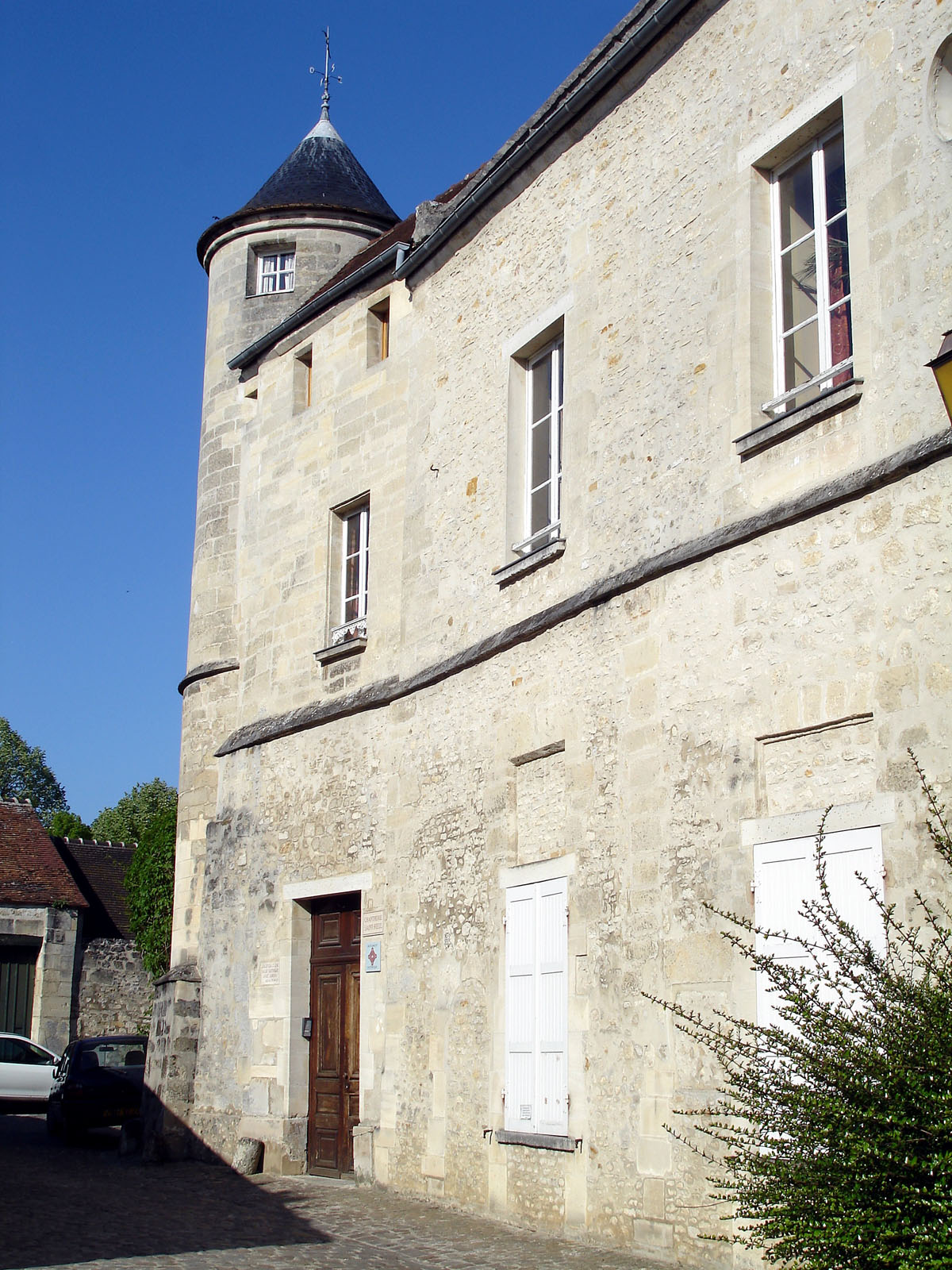
L'ancienne Chantrerie Saint-Rieul, ou hôtel des Tournelles, 2-4 rue Afforty. Sa cave gothique peut être louée pour des réceptions.
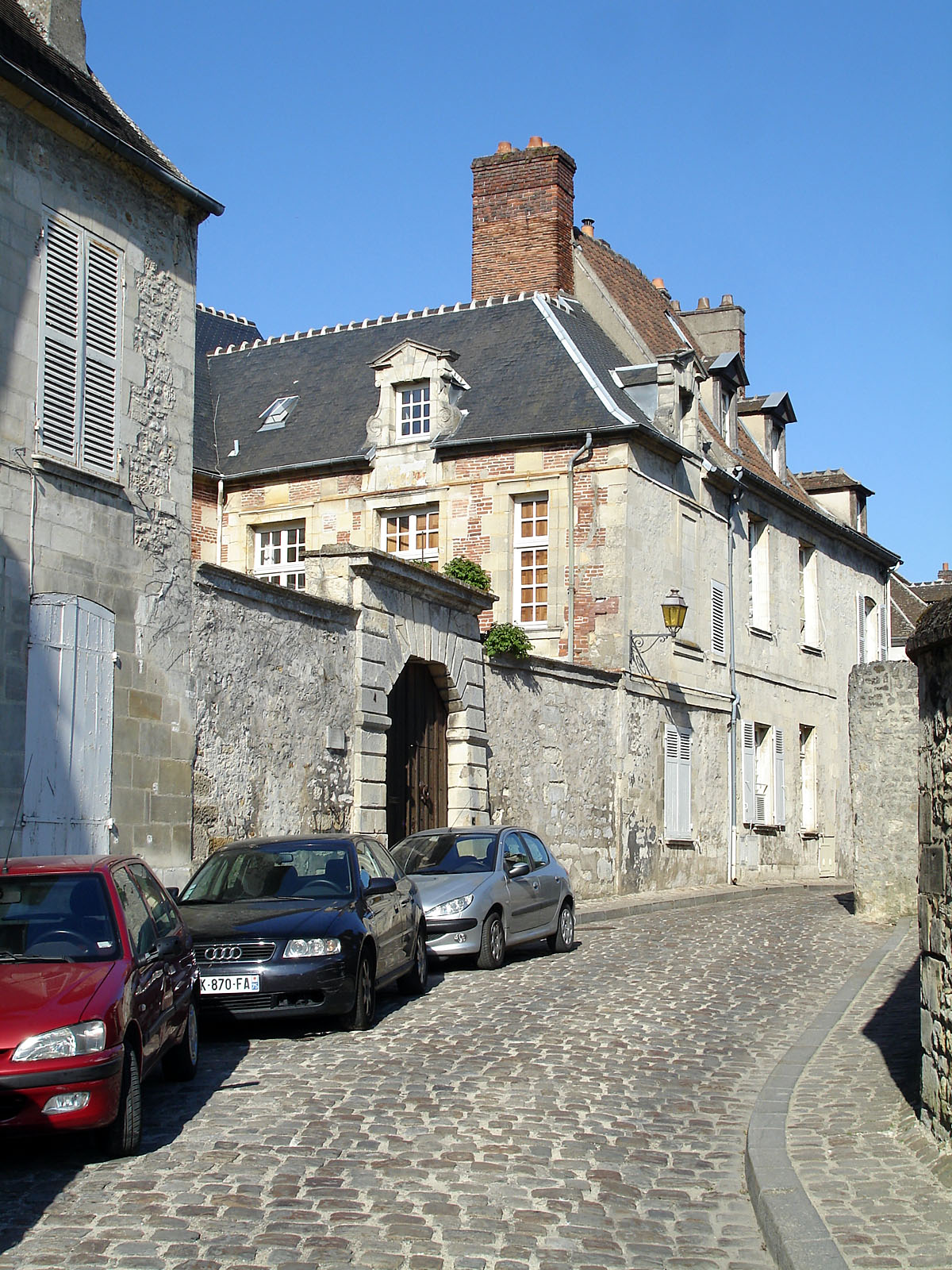
La maison dite hôtel de la Marine, qui présente lui aussi une façade Renaissance utilisant la brique rouge.
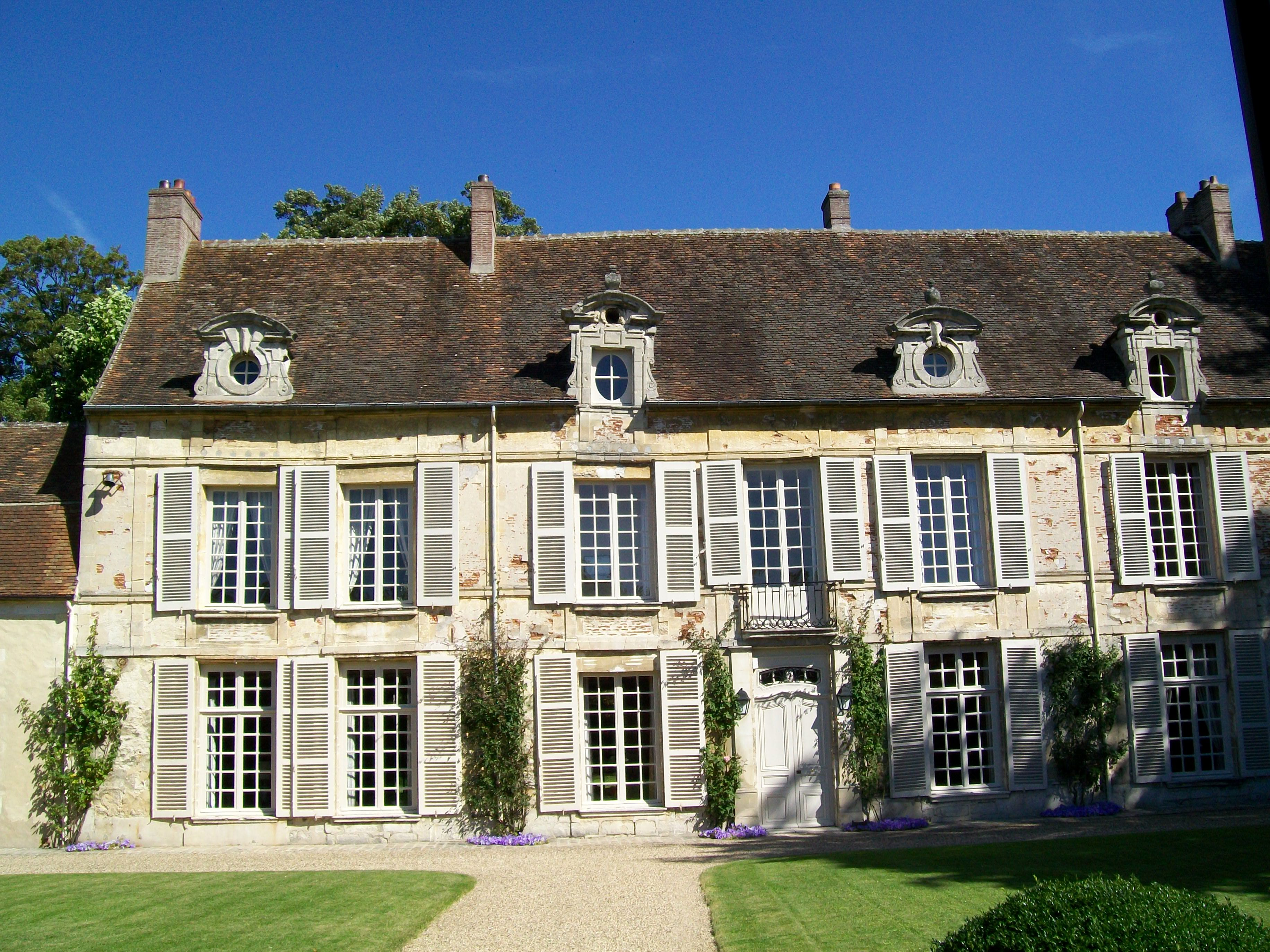
L'hôtel Germain du XVIIe siècle, place Gérard-de-Nerval, est entouré d'un vaste jardin et dispose de plusieurs annexes.
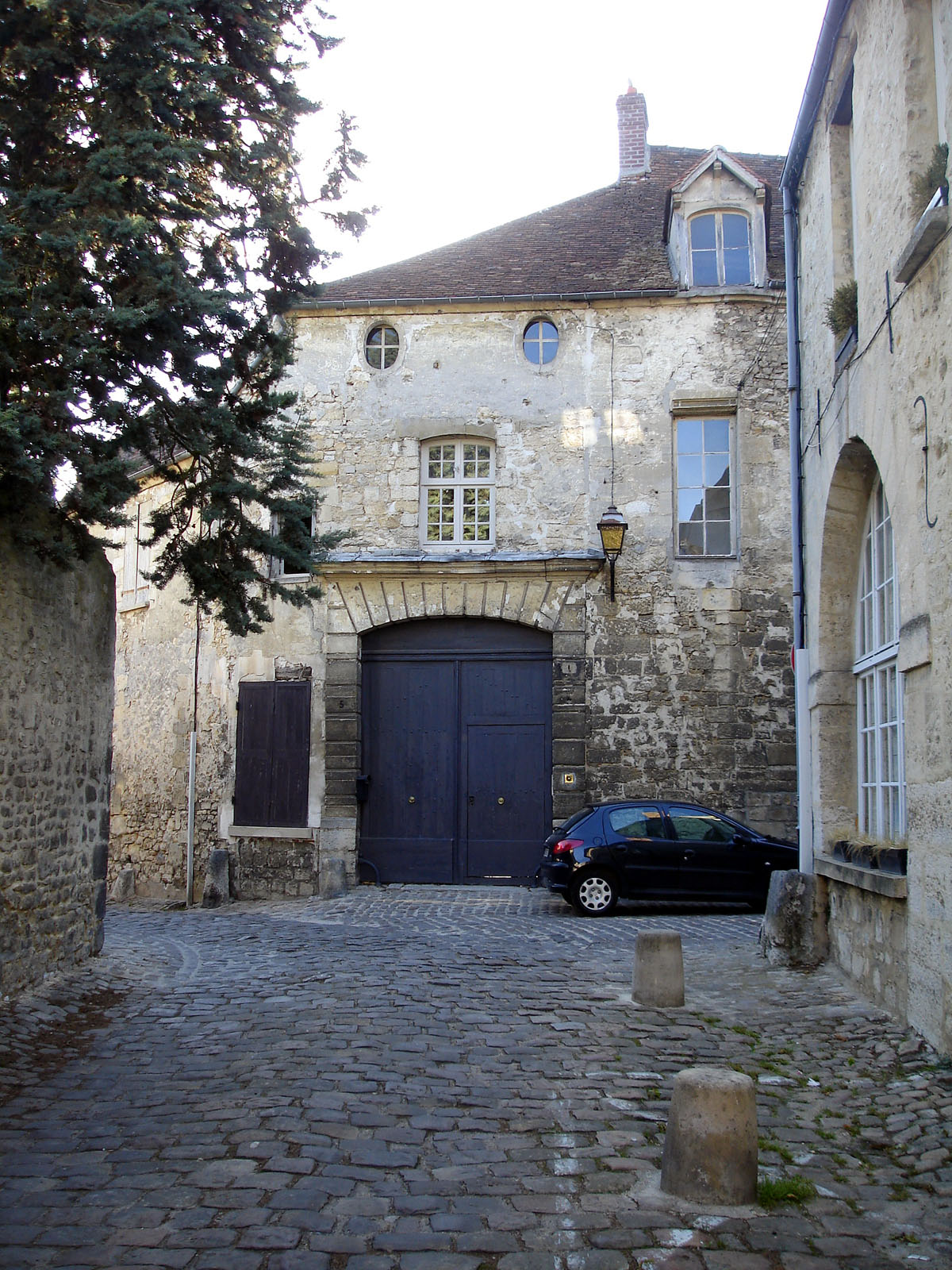
L'hôtel Regnard et Bruslé, 5 rue des Vétérans, du XVIIe siècle (vue depuis la rue Lavarande).
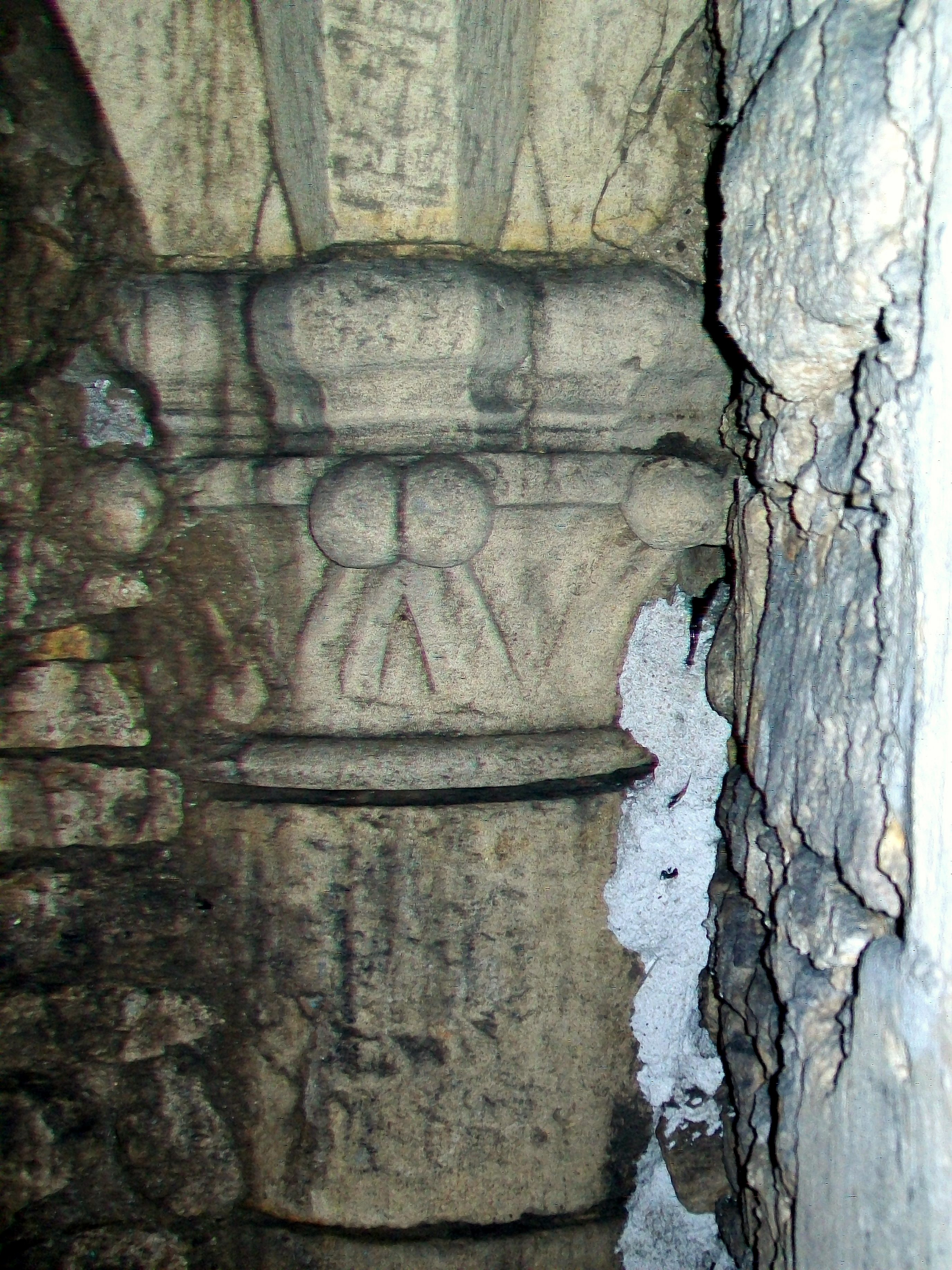
Chapiteau gothique dans la cave 11 rue des Vétérans. Une partie de la cave ayant été condamnée, il n'est plus entièrement visible.

- Ancienne chantrerie Saint Rieul ou hôtel des Tournelles, 2 rue Afforty (inscription par arrêté du 21 décembre 1987, portant sur les façades et toitures; la salle voûtée ; les caves[41]) : Cette solide maison à un étage porte les caractéristiques de l'architecture du XIVe siècle, mais la façade principale sur la rue Afforty a perdu ses ouvertures d'origine au cours du XVIIIe siècle. La tourelle ronde du XVIe siècle comporte un deuxième étage et est construite à quelques mètres de distance du corps de logis. Une galerie, dont la façade sur le jardin est construite en colombages, la relie à la maison. À l'intérieur, sont à signaler les caves gothiques et la salle capitulaire avec son unique pilier central. L'hôtel appartenait au chapitre de l'église Saint-Rieul et a été occupé par son chantre[42].

- Hôtel de Cornouailles ou de la Marine, 4 rue du Chat Haret (inscription par arrêté du 27 mars 1936[43]) : La maison reconstruite au XVIIe siècle à la place d'une habitation médiévale a appartenu à Nicolas de Corno[u]ailles, chanoine de Notre-Dame, de 1626 à sa mort. La famille de Cornouailles, d'origine anglaise, était établie à Senlis depuis 1475. Ses armes surmontent l'entrée du corps de logis. Ensuite, l'hôtel est entré dans la famille Saint-Gobert par héritage, qui le garda jusqu'en 1762. Pendant la première moitié du XXe siècle, c'était la demeure du maire Félix Louat (maire de 1930 à 1941)[44]. Dans l'histoire de la maison, l'on ne trouve aucune référence expliquant le sobriquet hôtel de la Marine.

- Hôtel Germain ou hôtel Carter, 7 place Gérard-de-Nerval (inscription par arrêté du 21 décembre 1987, portant sur les façades et toitures ; la cave médiévale et la carrière la prolongeant[45]; site inscrit par arrêté du 17 décembre 1948[46]) : C'est l'une des plus somptueuses résidences privées de Senlis, dont le nom remonte à Jacques Germain, secrétaire du roi en 1608. Résultat de plusieurs campagnes de constructions aux XVIIe et XVIIIe siècles, l'hôtel compte néanmoins des caves des XIIIe et XIVe siècles : la dernière est une ancienne carrière, et la première a été voûtée vers la fin du XIIIe siècle. Le décor de la porte-cochère de 1770 rappelle le style des célèbres galeries sur la cour d'honneur du château de Raray. La porte n'ouvre pas sur une étroite cour, comme c'est le cas de la plupart des hôtels particuliers de Senlis, mais sur un vaste parc, traité partiellement à la française et partiellement à l'anglaise, avec une cour d'honneur devant la façade principale. Cette dernière, remaniée au XVIIIe siècle, montre des similitudes avec l'hôtel du Plat-d'étain voisin : style classique, avec des grandes fenêtres encadrées de bandeaux horizontaux et des pilastres. Les lucarnes présentent également des frontons curvilignes et l'ensemble est empreint d'une grande harmonie[47].

- Hôtel Regnard et Bruslé, 5 rue des Vétérans (inscription par arrêté du 21 décembre 1987, portant sur le portail et le mur de clôture ; les façades et toitures ; les caves médiévales[45]) : cet hôtel est issu de deux propriétés distinctes, réunies en 1784 sous leur nouveau propriétaire, le sieur Deslandes, lieutenant-général du bailliage de Senlis. Une partie de son domaine appartenait toutefois à l'abbaye de Royaumont. La partie sud de l'hôtel avait été achetée par Louis Regnard de Gozengré en 1749. La partie nord a été acquise par François Bruslé en 1621 et se situait à côté du jeu de paume de Follemprise. L'architecture ne présente aucune qualité particulière, mais la maison possède de grands jardins, des dépendances et surtout des caves médiévales sur deux niveaux, des XIIIe et XIVe siècles. Le premier niveau, à peu de profondeur, est voûté d'ogives et a pu servir d'atelier de tissage. Composé de six travées, le plafond est supporté de deux colonnes centrales comportant des chapiteaux sculptés. Un autre chapiteau est engagé dans un mur. Le second niveau est issu de Carrière (géologie) pour l'extraction de calcaire, et comporte un puits. Vu les dimensions relativement modestes de ces caves d'extraction, il n'a pu s'agir d'une exploitation commerciale, les pierres ayant seulement servi à construire les bâtiments se situant au-dessus. Les caves d'extraction ont été utilisées pour le stockage de fûts de vin et d'autres denrées, et servaient de lieux de refuge en cas de guerre. - Les caves sous l'hôtel Regnard et Bruslé proprement dit sont dans un état ne permettant pas leur visite, mais les caves sous la dépendance 11 rue des Vétérans se visitent les jeudis et un week-end sur deux d'avril à septembre[48].

## Bâtiments protégés au titre des sites inscrits

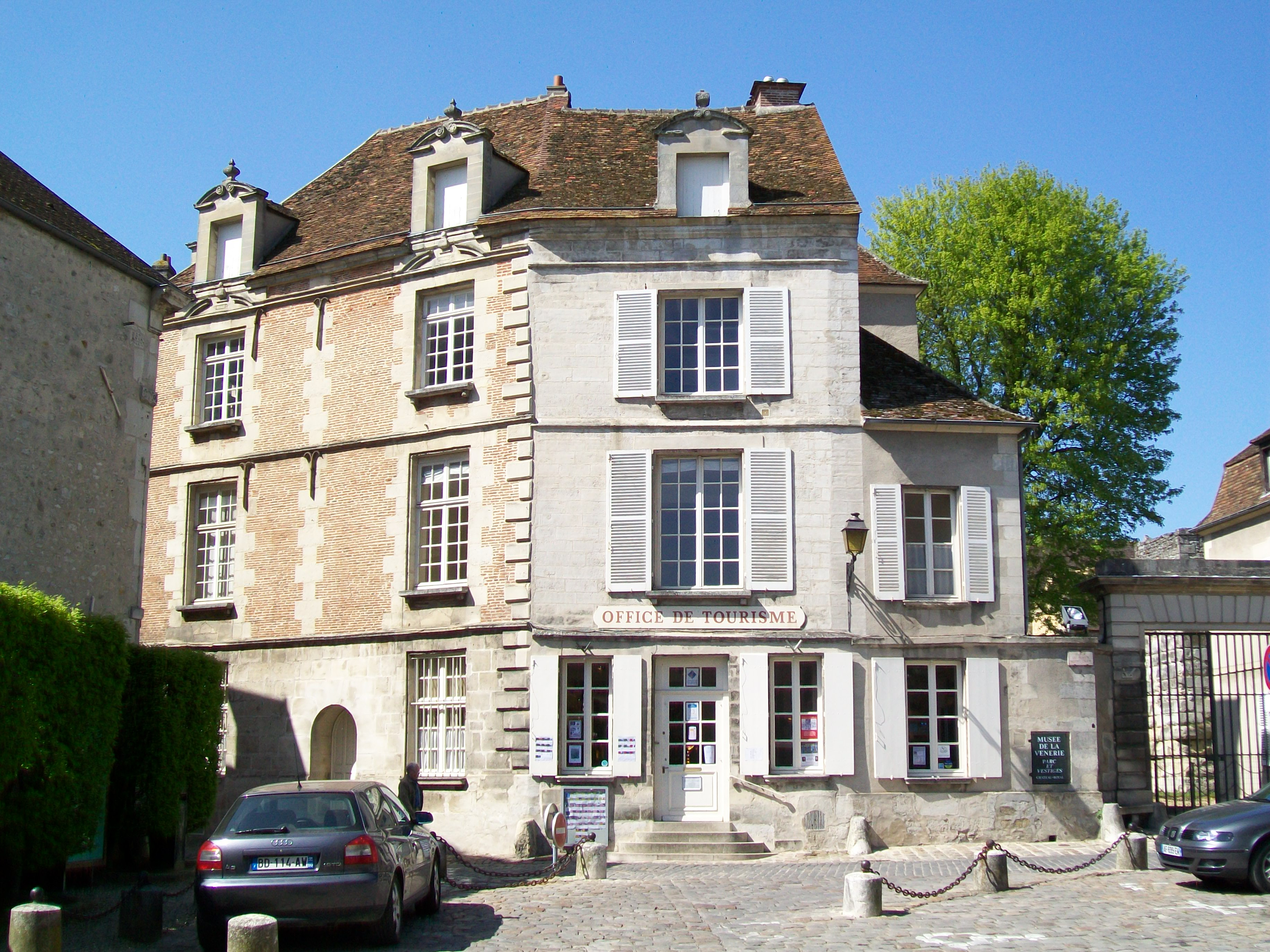
L'hôtel de l'Homme sauvage (Office de tourisme), place du Parvis.
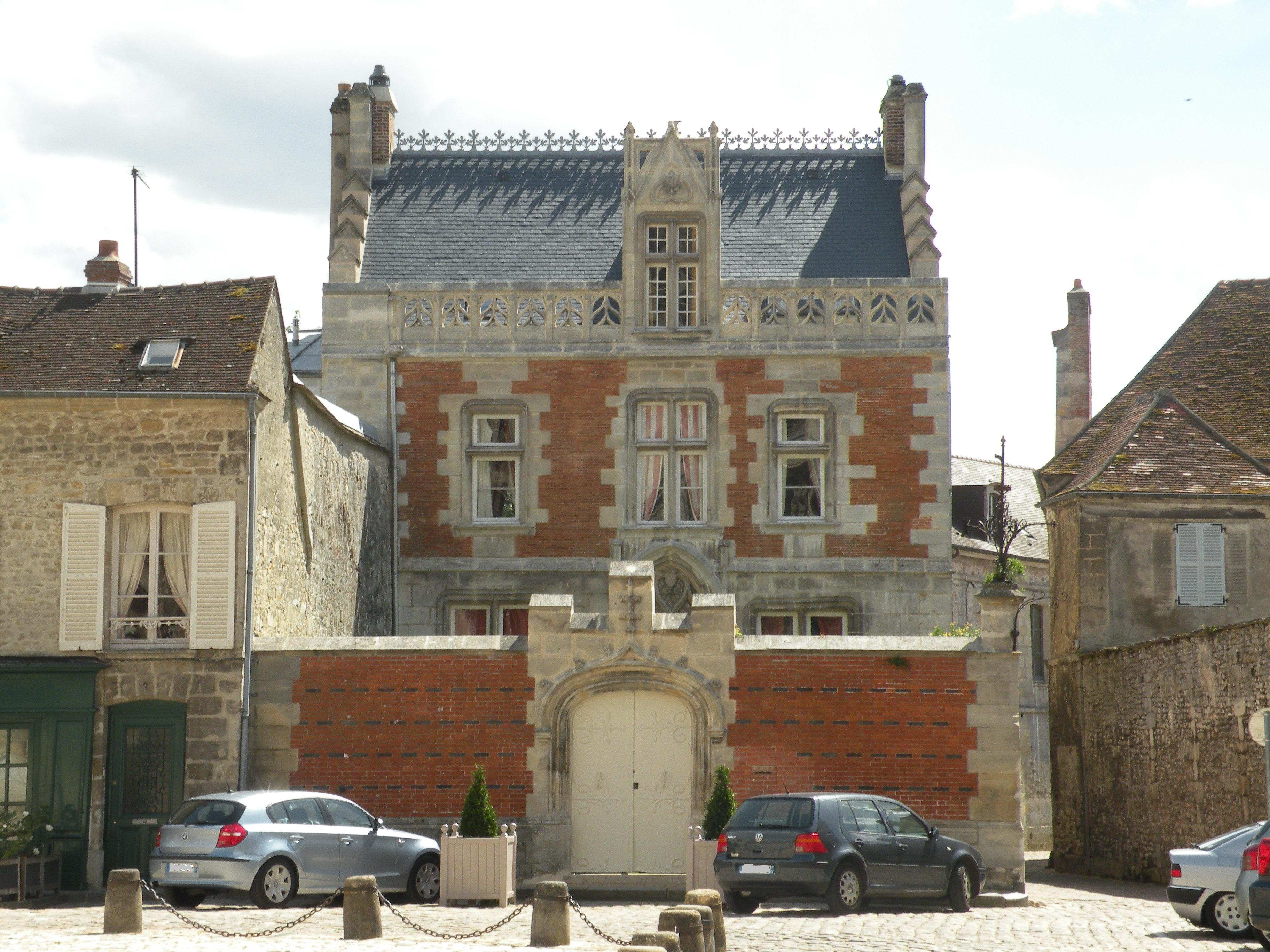
L'ancien hôtel du chanoine Desprez, au sud de la place Notre-Dame.
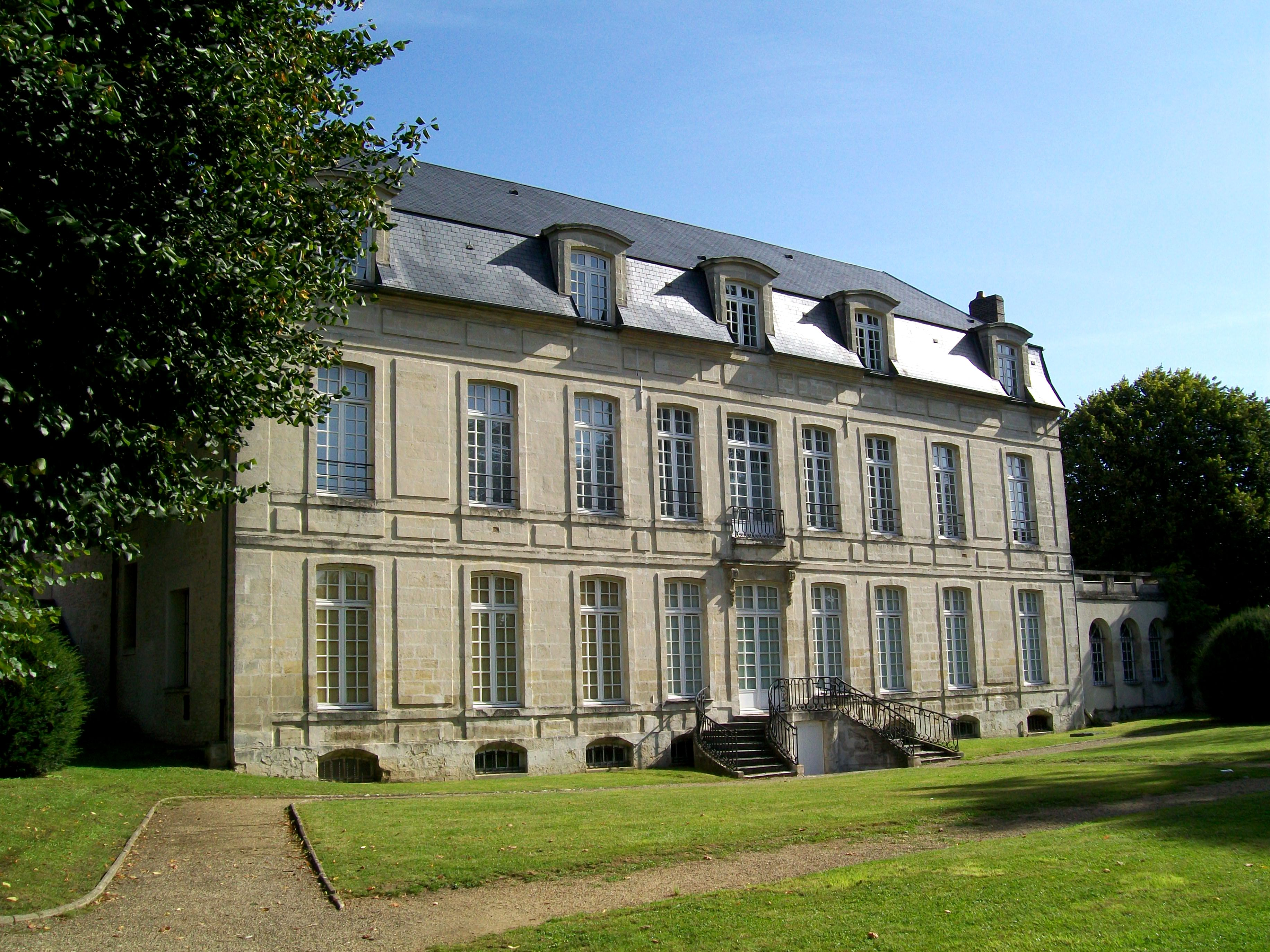
Hôtel Dufresne de Saint-Leu, rue de la République / 14 rue Bellon.
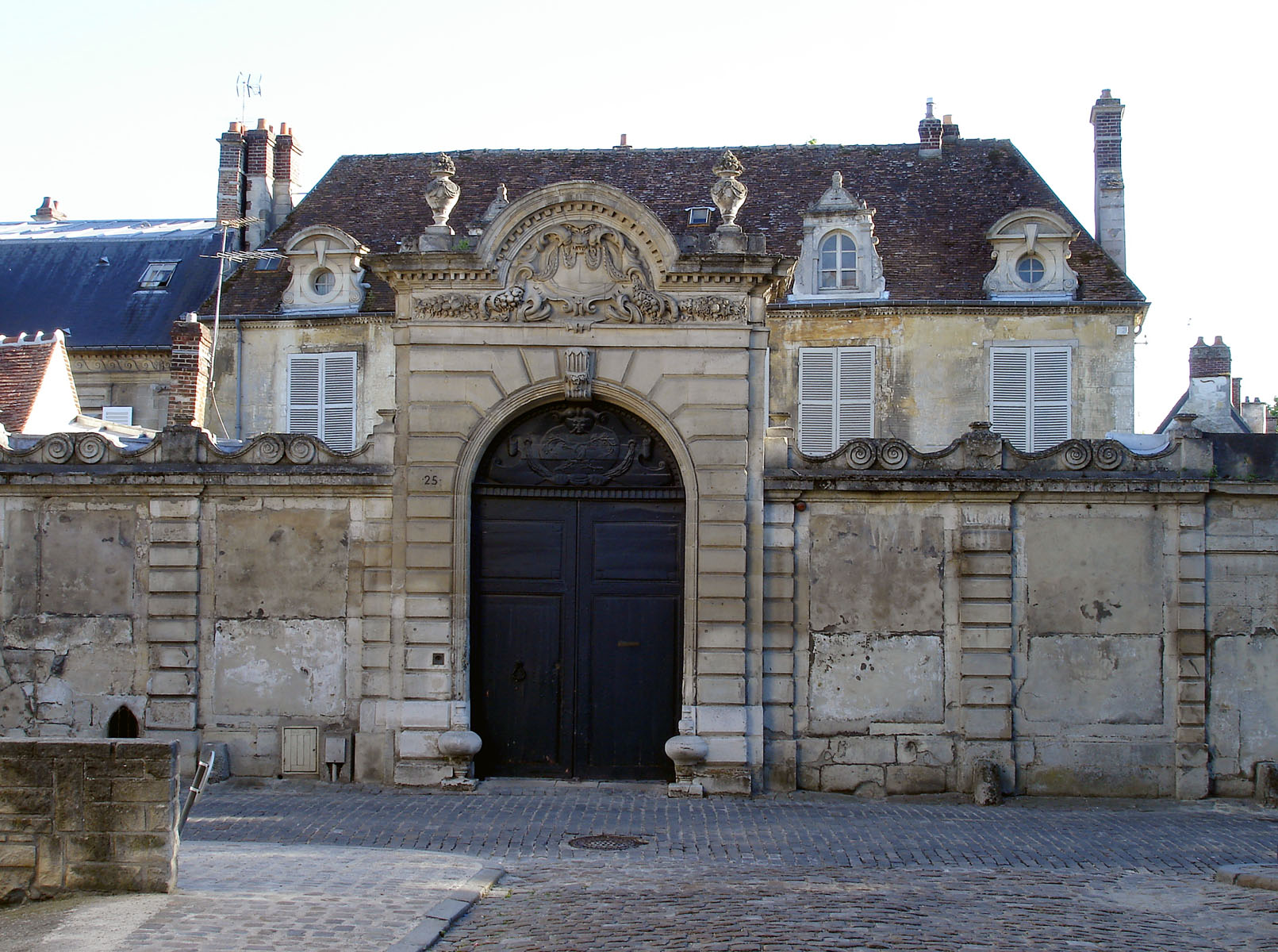
Hôtel de la Londe, rue de Beauvais. Le portail provient de l'ancien évêché de Senlis.
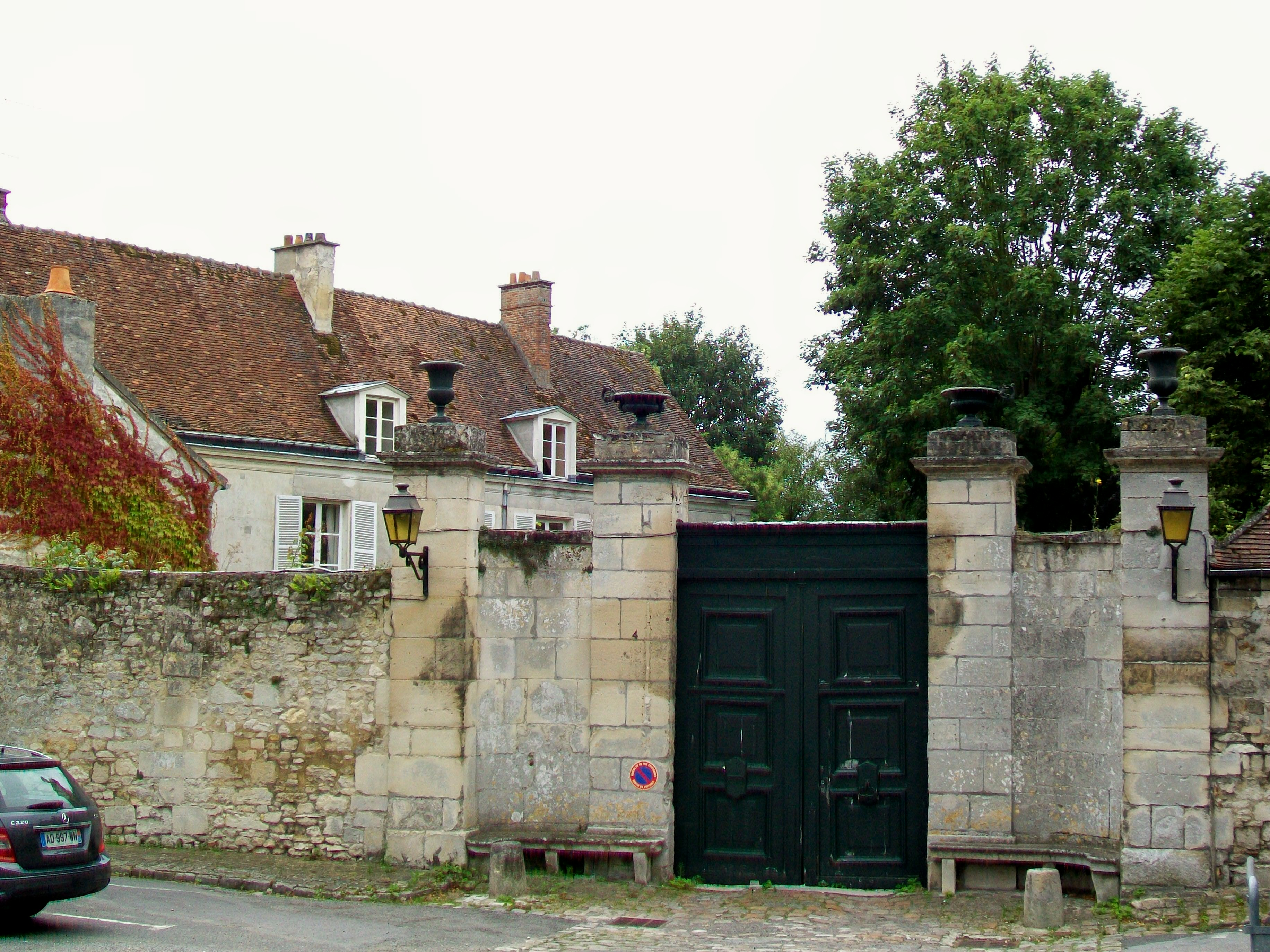
L'hôtel Parseval, du XVIIIe siècle, place Gérard-de-Nerval.

- Places publiques du Parvis, Notre-Dame et Saint-Frambourg, avec les façades et toitures des maisons (site inscrit par arrêté du 17 décembre 1948[49]) : ce site porte sur trois places publiques d'une superficie de trente-cinq ares, ainsi que sur sept cents mètres de façades. Ces maisons anciennes présentent pour la plupart une certaine harmonie, avec des toits aigus, une hauteur similaire, et des façades basses et simples. D'autres bâtiments se démarquent : l'hôtel du Vermandois (ancien musée), l'hôtel de l'Homme sauvage (Office de tourisme[50]), l'ancien hôtel du chanoine Desprez et l'ancienne maison du chapitre Notre-Dame (tous les deux au sud de la place Notre-Dame[50]), et, bien sûr, l'ancien évêché.

- Hôtel Dufresne de Saint-Leu, 14 rue Bellon / rue de la République et ses abords (site inscrit par arrêté du 17 décembre 1948[51]) : construit après le percement de la rue de la République (ancienne rue Royale) en 1753 pour dame Marie-Anne-Catherine de Saint-Leu, veuve du conseiller du Roi Nicolas Dufresne. C'est ici que le maréchal Foch et son chef d'état-major, le général Weygand, préparèrent la victoire à la fin de la Première Guerre mondiale et partirent pour imposer l'armistice[52]. Après, une école catholique de filles y est installée pendant une vingtaine d'années[53]. L'hôtel, considéré comme l'un des plus beaux de Senlis, est acquis par la ville en automne 1938[54]. Quand le tribunal de commerce quitte l'ancien séminaire et le tribunal d'instance l'ancien évêché, en 1973, ces deux juridictions prennent domicile en l'hôtel Dufresne et y restent jusqu'en 1981, quand la cité judiciaire est mise en service. Depuis, l'hôtel et la propriété du Conseil général de l'Oise, abritant le service de planning familial[53].

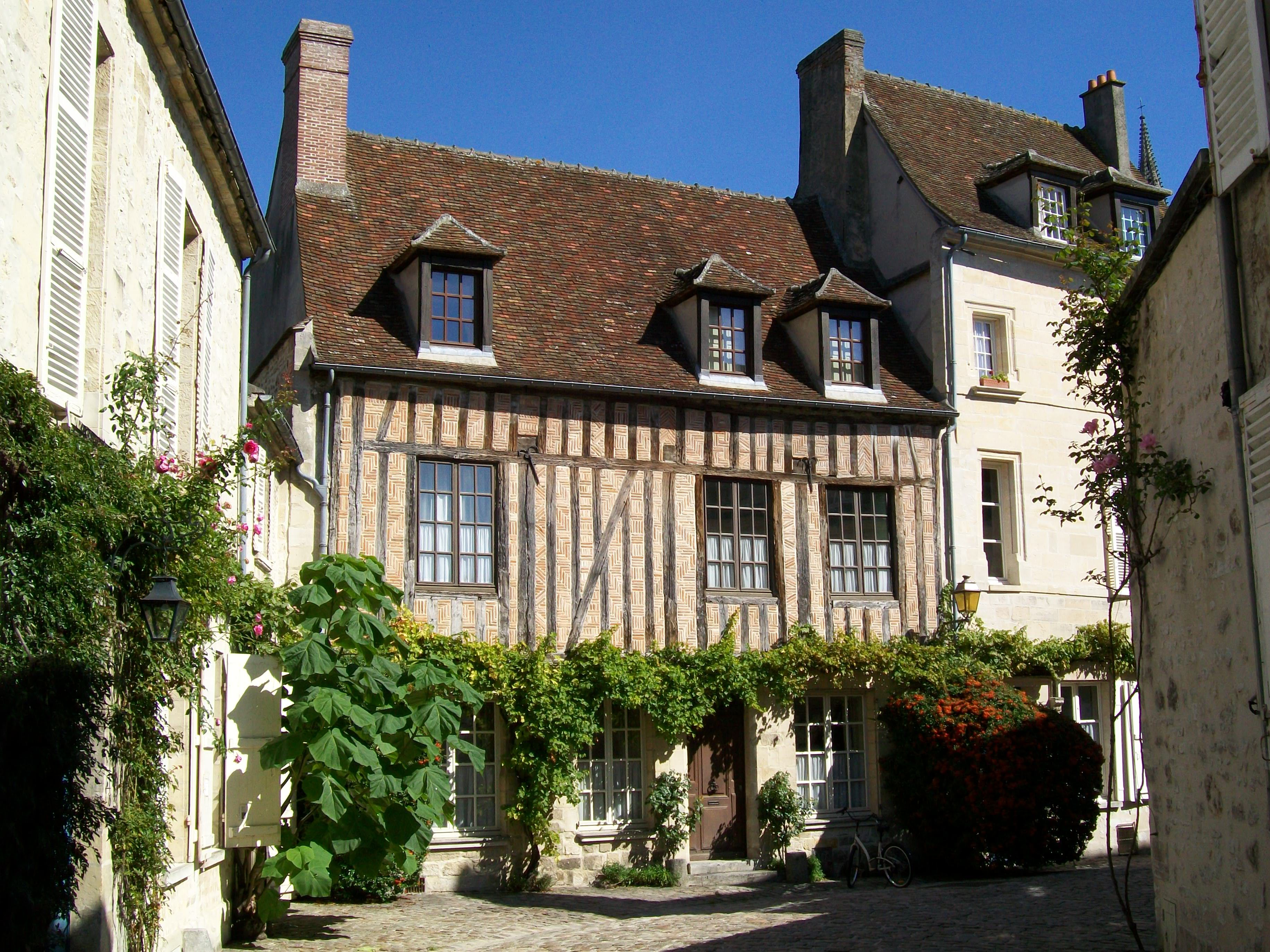
L'hôtel Séguin, maison à colombages, rue de la Treille. Henri IV y logea plusieurs fois.

- Façades sud de la rue de Beauvais (site inscrit par arrêté du 17 décembre 1948[55]) : Les hôtels du Plat d'étain et de la Londe[56] en font partie, tout comme l'église Saint-Aignan. Le site inscrit porte sur une portion de deux cents mètres, avec des façades authentiques d'une grande tenue, provenant d'époques diverses, des XIe, XIIIe, XVe, XVIIe et XVIIIe siècles. Ceci n'empêche pas une certaine homogénéité. Côté nord, la rue n'est occupée que par des maisons récentes sans intérêt architectural. De ce fait, seules les façades côté sud ont été retenues lors de l'inscription du site.

- Hôtel Parseval, place Gérard-de-Nerval (site inscrit par arrêté du 17 décembre 1948[57]) : Hôtel de caractère du XVIIIe siècle, avec des détails soignés, tels que des lucarnes sculptées. L'entrée est située place Gérard-de-Nerval, mais l'hôtel donne sur une cour privée. Le jardin d'une trentaine d'ares est surplombé par l'avenue du Montauban, établi sur la couronne des anciens remparts médiévaux ; il permet une belle vue sur la ville et la tour de la cathédrale.

- Rue de la Treille (site inscrit par arrêté du 17 décembre 1948[58]) : Il s'agit d'une petite rue d'un parcours anguleux à l'intérieur de l'enceinte gallo-romaine, avec des petites maisons simples présentant souvent des façades intéressantes, dont des maisons à colombages. Se situent également dans cette rue, l'hôtel Séguin, où Henri IV a logé à plusieurs reprises[59], l'hôtel de Saint-Gobert du XVIIe siècle et la poterne connue comme « la Fausse-Porte ». La minuscule place Sainte-Bathilde rentre dans le site inscrit, qui s'étend sur la totalité de la rue, soit sur cent-quatre-vingts-mètres de façades, entre la place Lavarande à l'ouest et la rue du Châtel à l'est.

## Monuments non classés ou inscrits

### Divers

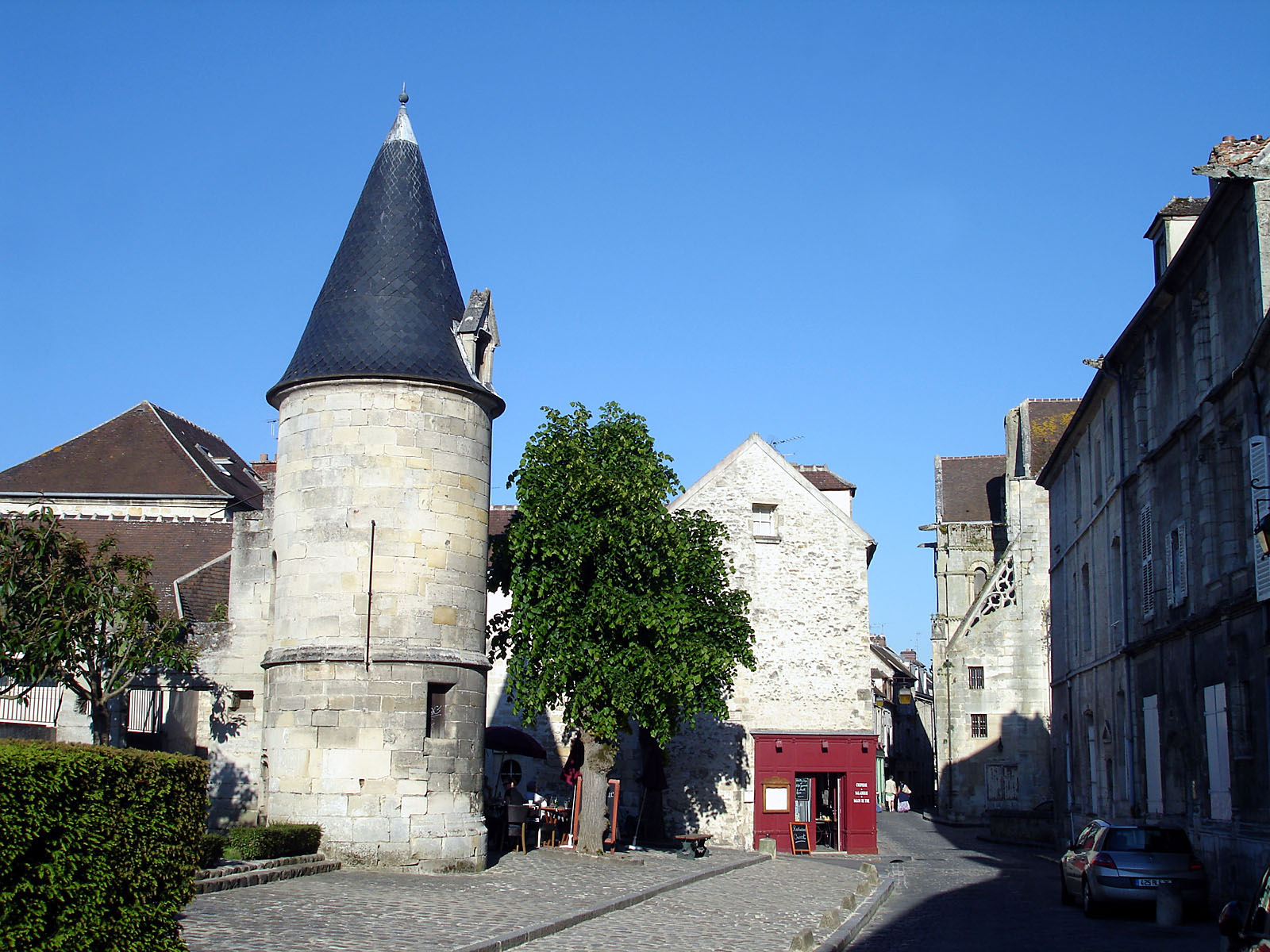
La tourelle de la rue de Beauvais, au centre-ville.
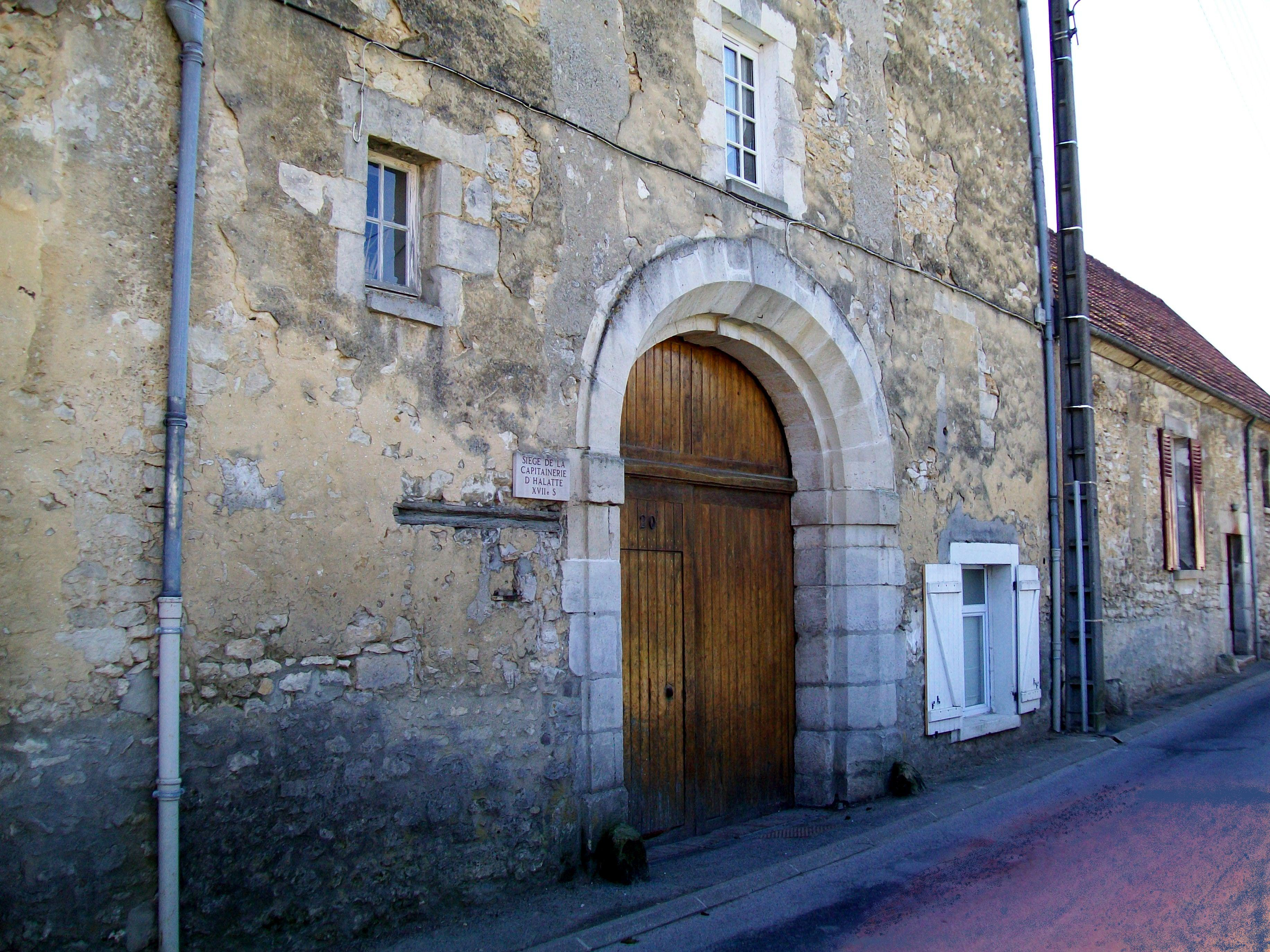
L'ancienne capitainerie de la forêt d'Halatte du XVIe siècle, façade nord.
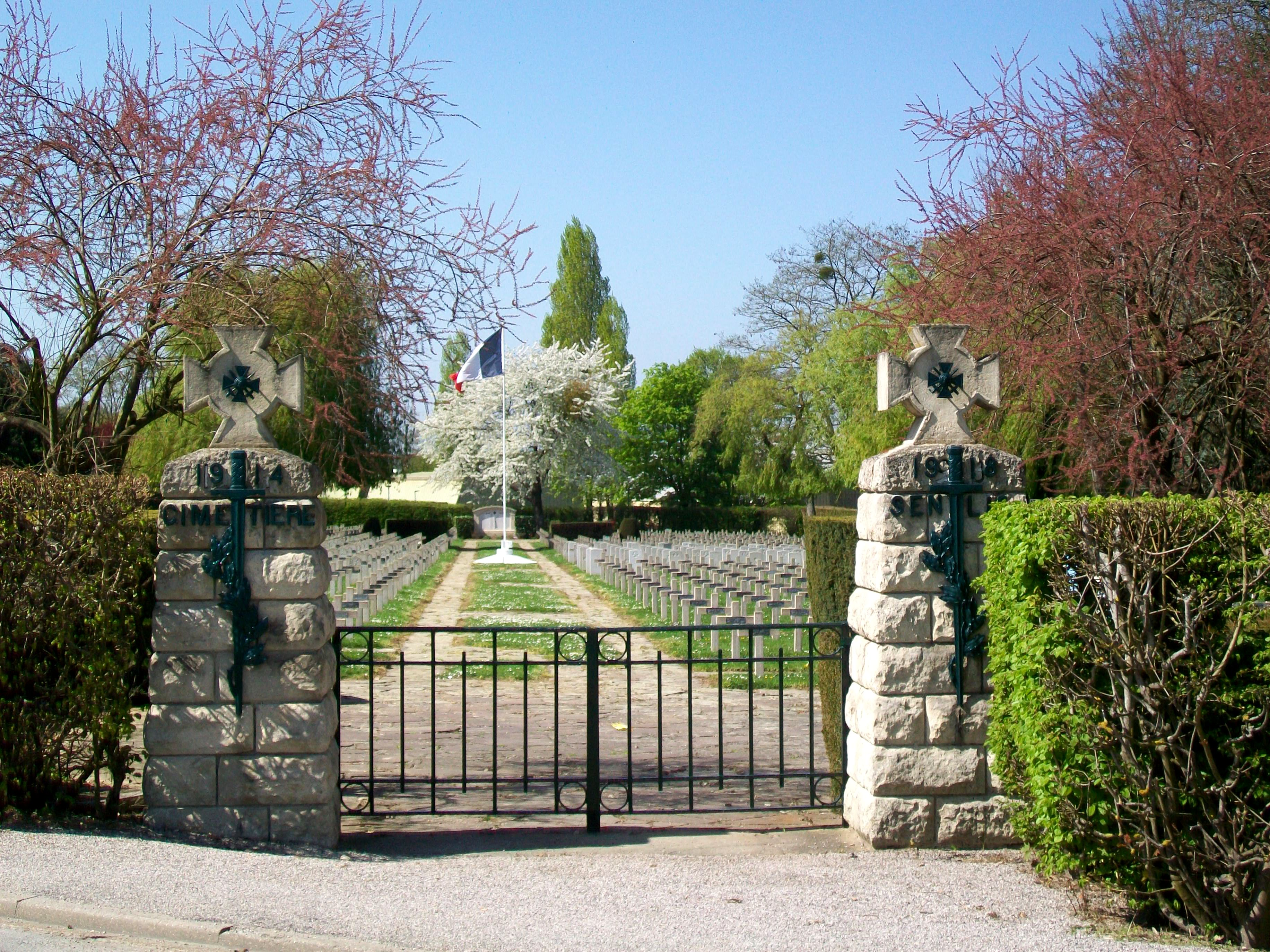
L'entrée de la nécropole nationale, rue Yves Carlier.
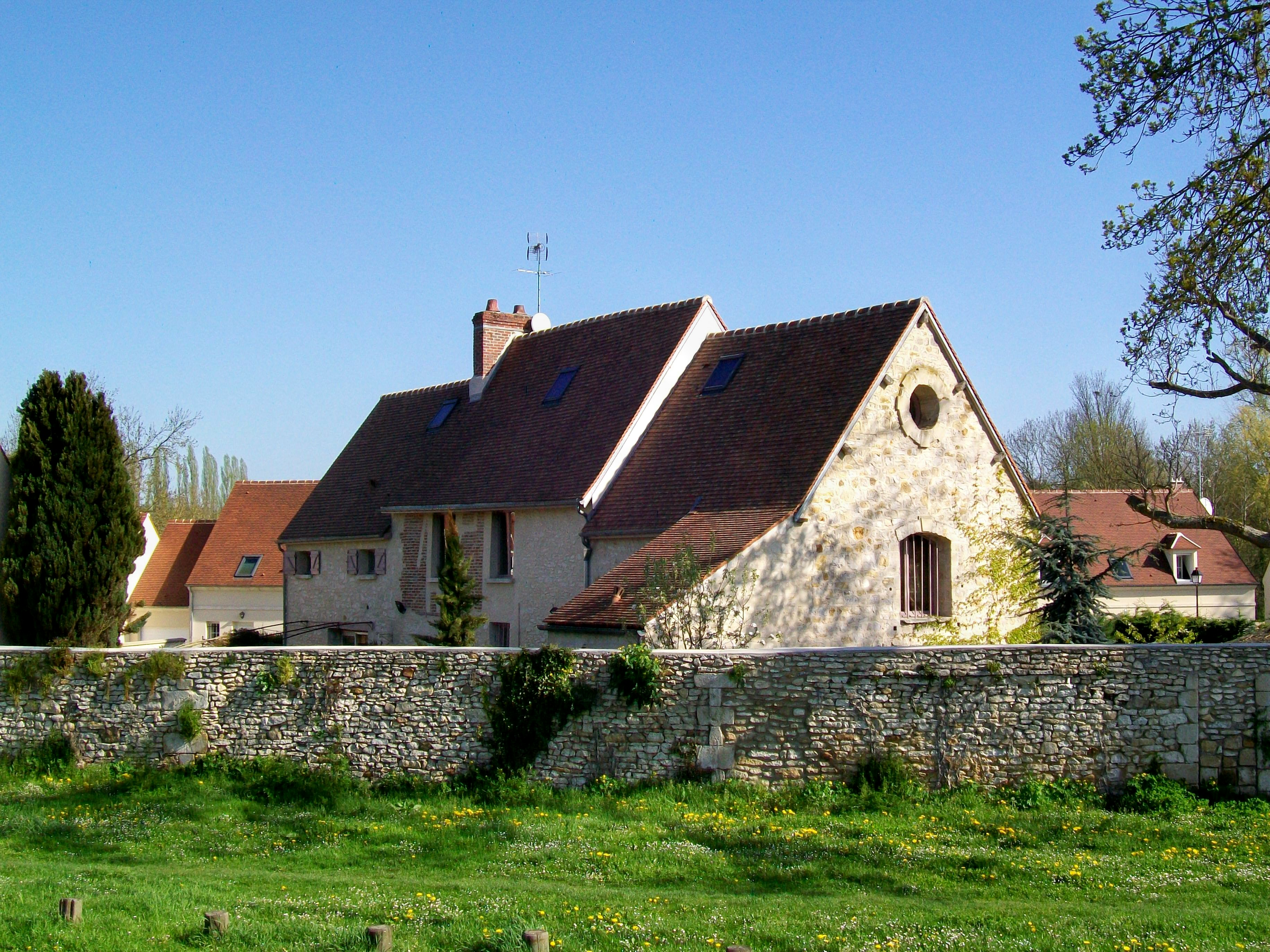
L'ancien Hôtel-Dieu des Marais, route de St-Léonard, près du quartier Brichebay.
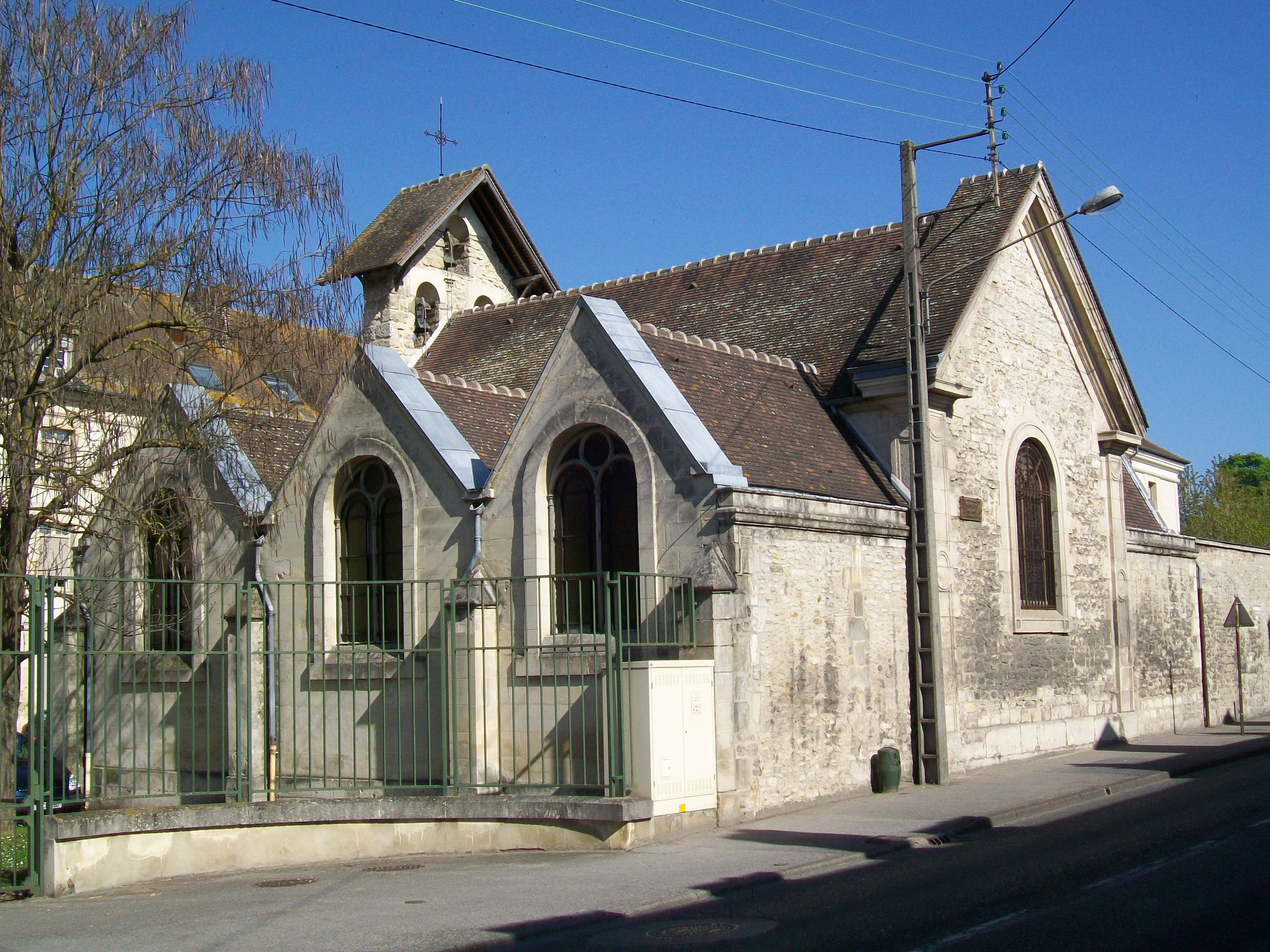
La chapelle Saint-Lazare du centre hospitalier, rue du Faubourg Saint-Martin.

- La tourelle de la rue de Beauvais, au centre-ville : Tour ronde à un étage et au toit en poivrière, avec deux entrées au rez-de-chaussée. Le niveau du sol se situe au-dessous de l'actuel niveau de la route. Les portails sont ornés de décors sculptés renvoyant au Moyen Âge. Une lucarne au fronton triangulaire regarde vers la rue. Des pans de mur sont adossés à la tour, vestiges de constructions disparues. La tour est supposée dater du XVe ou XVIe siècle, mais « aucune attribution historique ne se rapporte à ces vestiges »[60].

- L'ancienne capitainerie de la forêt d'Halatte ou Gruerie, rue du Haut de Villevert, au faubourg Villevert : Une tour d'escalier polygonale se trouve à l'arrière de l'immeuble du XVIe siècle[61]. On appelait gruyers certains seigneurs qui percevaient sur toutes les ventes faites dans les forêts un certain droit appelé gruerie[62].

- La nécropole nationale (cimetière militaire), rue Yves-Carlier : L'un des dix-neuf cimetières nationaux pour accueillir les soldats morts pour la France lors des deux guerres mondiales (dont treize dans l'Oise), placés sous la responsabilité du Secrétariat d'état aux anciens combattants[63]. La nécropole de Senlis a son origine dans un cimetière créé par les hôpitaux militaires de Senlis le 21 juin 1918, en pleine Première Guerre mondiale ; aussi des soldats de toutes les nationalités - même allemands - y ont été enterrés au début. Les corps provenaient en partie de cimetières provisoires de Chantilly, Gouvieux, Ognolles et Vineuil-Saint-Firmin. Depuis septembre 1921, la nécropole a pris le statut d'un cimetière national franco-anglais. Au total, 1 146 soldats français et 138 soldats alliés de la Première Guerre mondiale reposent dans la nécropole, ainsi que quatre soldats tombés dans la Seconde Guerre mondiale. Les tombes sont marquées par des croix ou des stèles en béton, peintes en blanc, ayant remplacé des croix en bois. Les croix désignent des sépultures de soldats chrétiens, et les stèles des sépultures de soldats musulmans, juifs et athées[64].

- L'ancien Hôtel-Dieu des Marais, route de Saint-Léonard, près du quartier Brichebay[65] : mentionné pour la première fois en 1468, il servait notamment pour soigner les victimes de la peste à partir de 1523[66]. L'hospice ferma apparemment avant la Révolution et a été transformé en haras Saint-Nicolas en 1906[67], qui aujourd'hui n'existe plus : Un lotissement a récemment été construit dans l'enceinte. L'ancien Hôtel-Dieu se présente comme un bâtiment oblong d'un étage, construit principalement en pierre, au toit assez raide, divisé en trois parties. La partie centrale est légèrement plus élevée et présente des colombages remplis de briques, surtout sur la façade est. La partie sud ne comporte pas de subdivision en étages et est percée de hautes baies, faisant penser à un édifice religieux. Son pignon comporte en outre une fenêtre ronde. Il s'agit vraisemblablement de l'ancienne chapelle. En dépit de l'intérêt historique indéniable du bâtiment, les historiens l'ont toujours négligé dans leurs études sur Senlis.

- La chapelle Saint-Lazare du centre hospitalier, en face de l'ancienne entrée, rue de la République : En cet endroit, une maladrerie a été fondée probablement en 1025, ancêtre direct de l'hôpital général puis du centre hospitalier. La chapelle a été si souvent remaniée dans son plan et son architecture qu'il n'est plus possible de reconstituer sa forme initiale. La nef représente la partie la plus ancienne et remonte vraisemblablement au XIIe siècle, à en juger par le style des chapiteaux. En 1516, la chapelle a été reconstruite. Le chœur, se terminant aujourd'hui par un chevet plat, a été raccourci lors de la construction de la nouvelle route de Paris, pendant les années 1750. Quant aux bas-côtés, à trois travées et non voûtés, ils ont été ajoutés lors des profonds remaniements du XIXe siècle[68],[69]. Ils confèrent à la chapelle un plan quasiment carré, du fait de la faible profondeur de la nef. Le bas-côté Sud est actuellement interdit d'accès par risque d'effondrement, et l'humidité se propage dans le bâtiment, en fort mauvais état. La chapelle est toutefois toujours affectée au culte[70].

- L'ancienne église Saint-Étienne transformée en habitation, au 12 rue Saint-Étienne : Une chapelle existait en ce lieu depuis le Moyen Âge central, érigée en paroisse en 1232 par Adam de Chambly pour décharger celle de Saint-Pierre. Le premier couvent des Cordeliers était à côté de l'église  Saint-Étienne, jusqu'en 1243, quand ces locaux ne leur suffisaient plus. - La nouvelle paroisse comprenait uniquement des rues des faubourgs est : le faubourg Saint-Étienne avec la Bigude (ou la Bigüe), Villemétrie, Valgenceuse et la rue des Jardiniers. Lors du siège de Senlis de 1589, la « belle » église a été détruite par le duc d'Aumale. Une nouvelle église a été construite au même endroit, bénie le 22 juillet 1601. C'est de ce bâtiment de peu de caractère que datent les vestiges toujours visibles. Utilisé encore comme oratoire pendant un certain temps après la Révolution, elle a finalement été transformée en grange. Dans les années 1870, subsistaient encore les six fenêtres plein cintre qui éclaircissaient la courte nef[71]. L'actuelle maison a été bâtie vers la fin du XIXe siècle en intégrant au minimum les façades est et ouest. Ne restent aujourd'hui que le chœur pentagonal avec deux fenêtres ogivales murées, et la porte, une niche et au moins la grande fenêtre centrale sur la façade occidentale.

### Les anciens moulins à eau

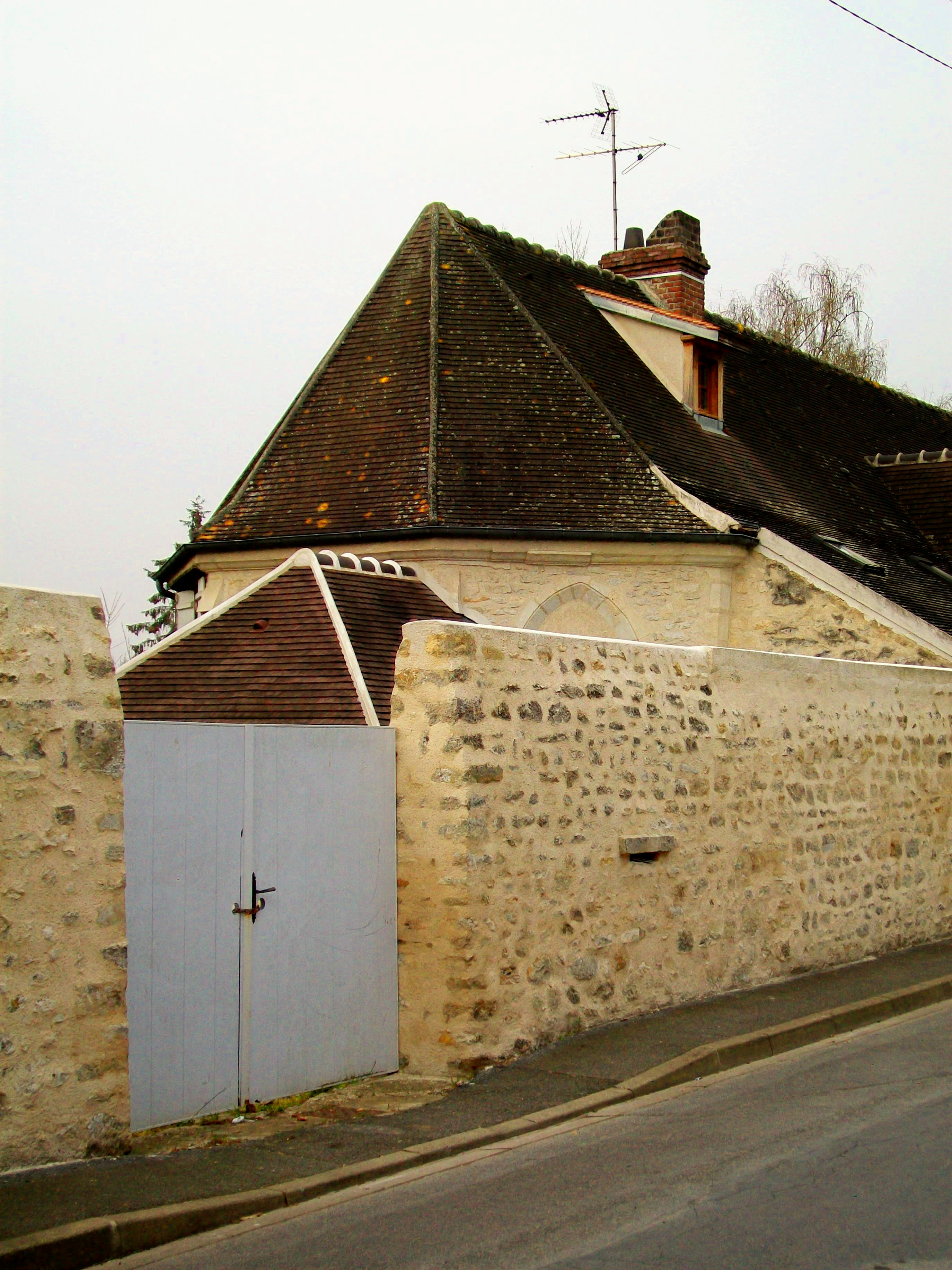
Chevet de l'ancienne église Saint-Étienne, désaffectée à la Révolution.
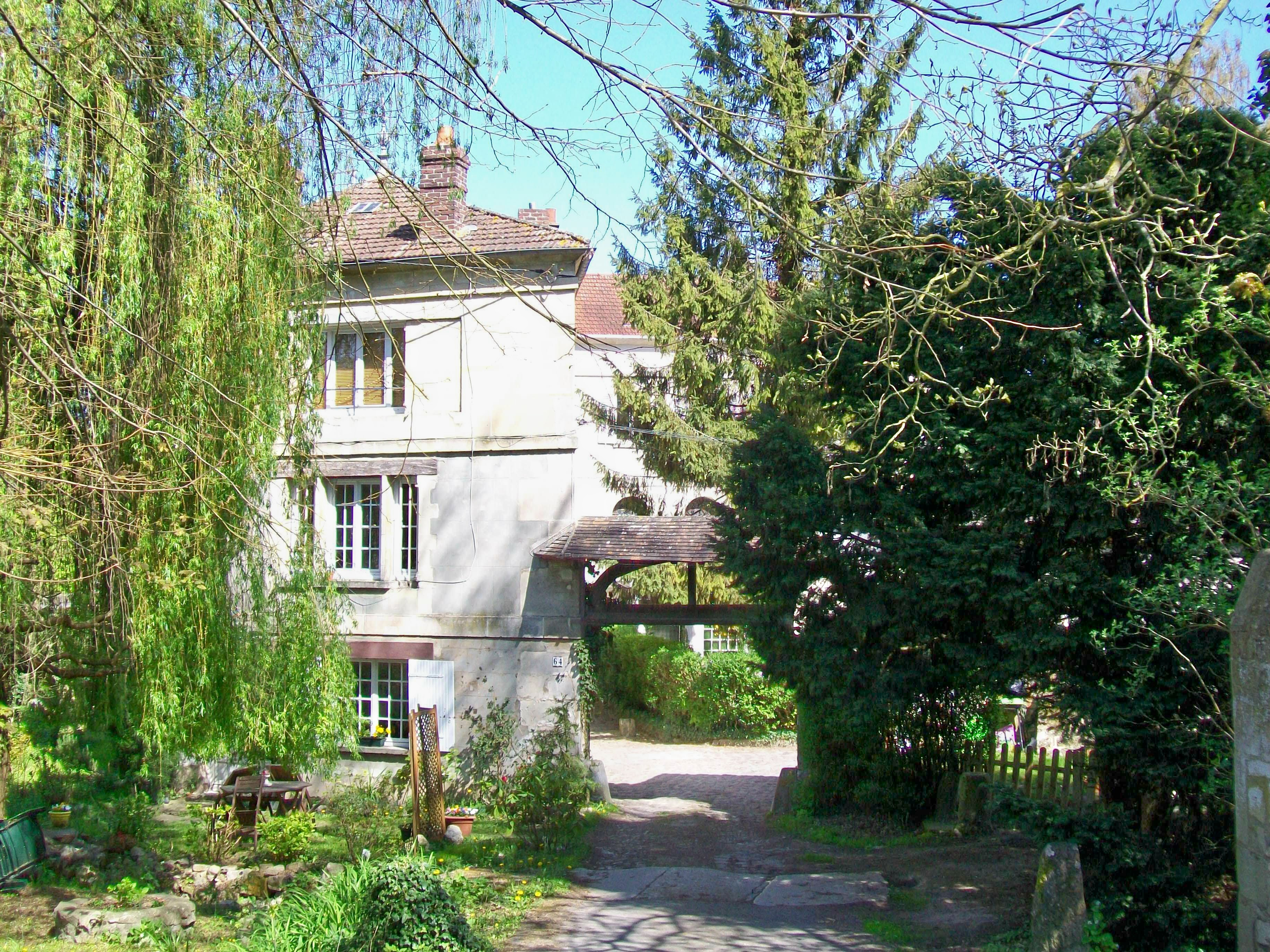
Le moulin Saint-Rieul sur l'Aunette, rue du moulin Saint-Rieul au faubourg Villevert.
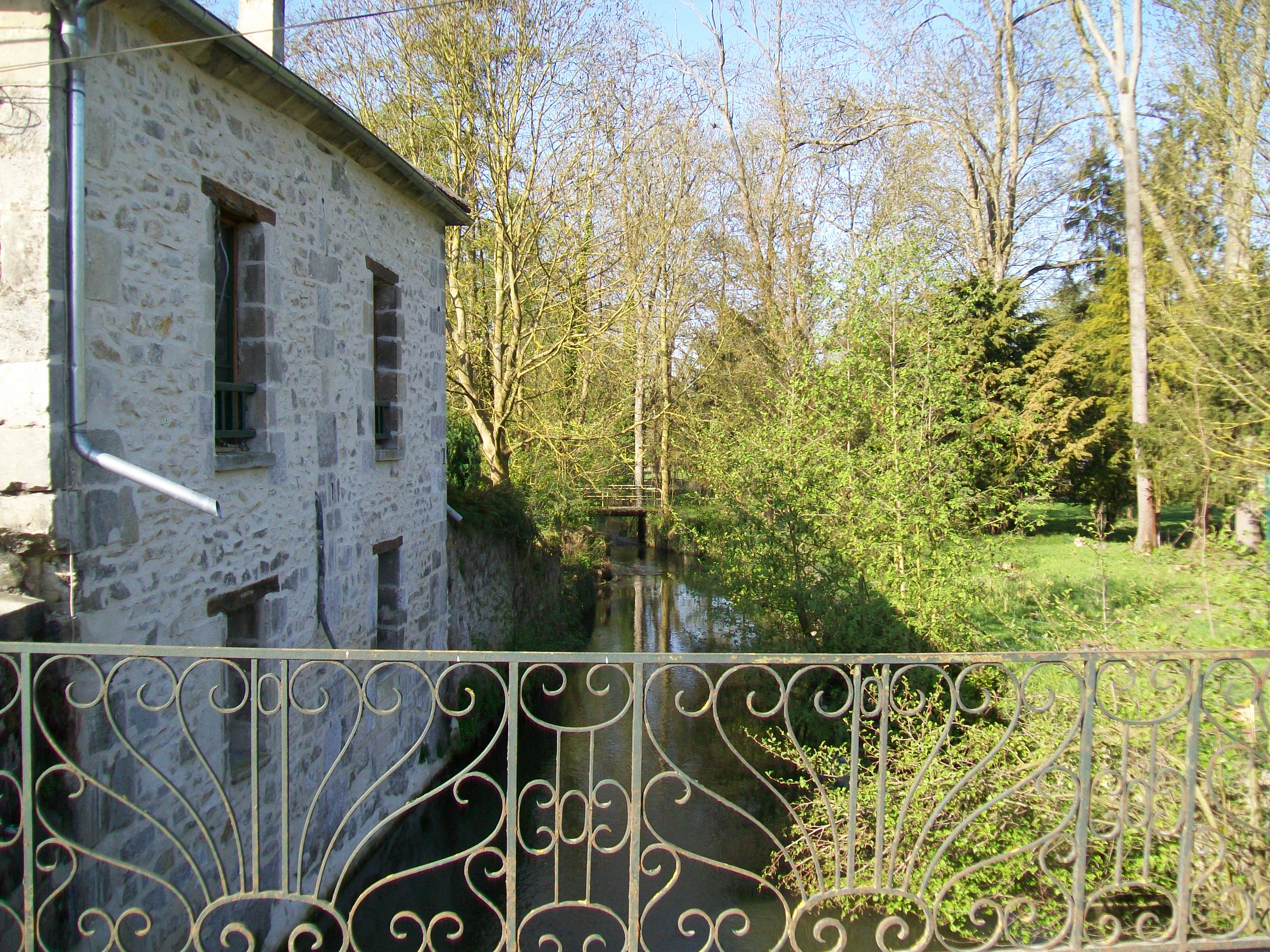
La Nonette à l'ancien moulin du Roi, qui a perdu sa roue à aubes.
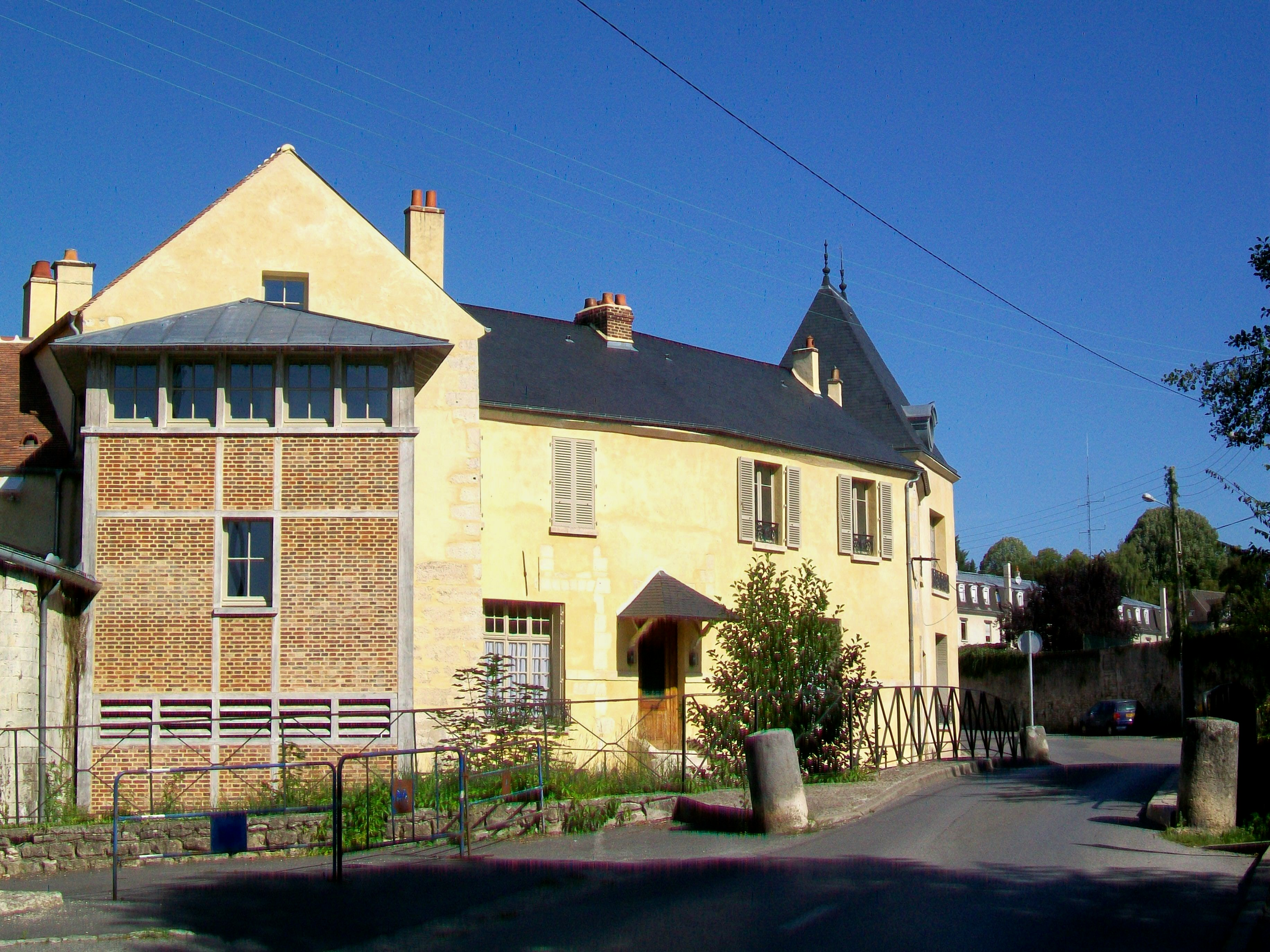
L'ancien moulin Saint-Étienne et le pont sur la Nonette.
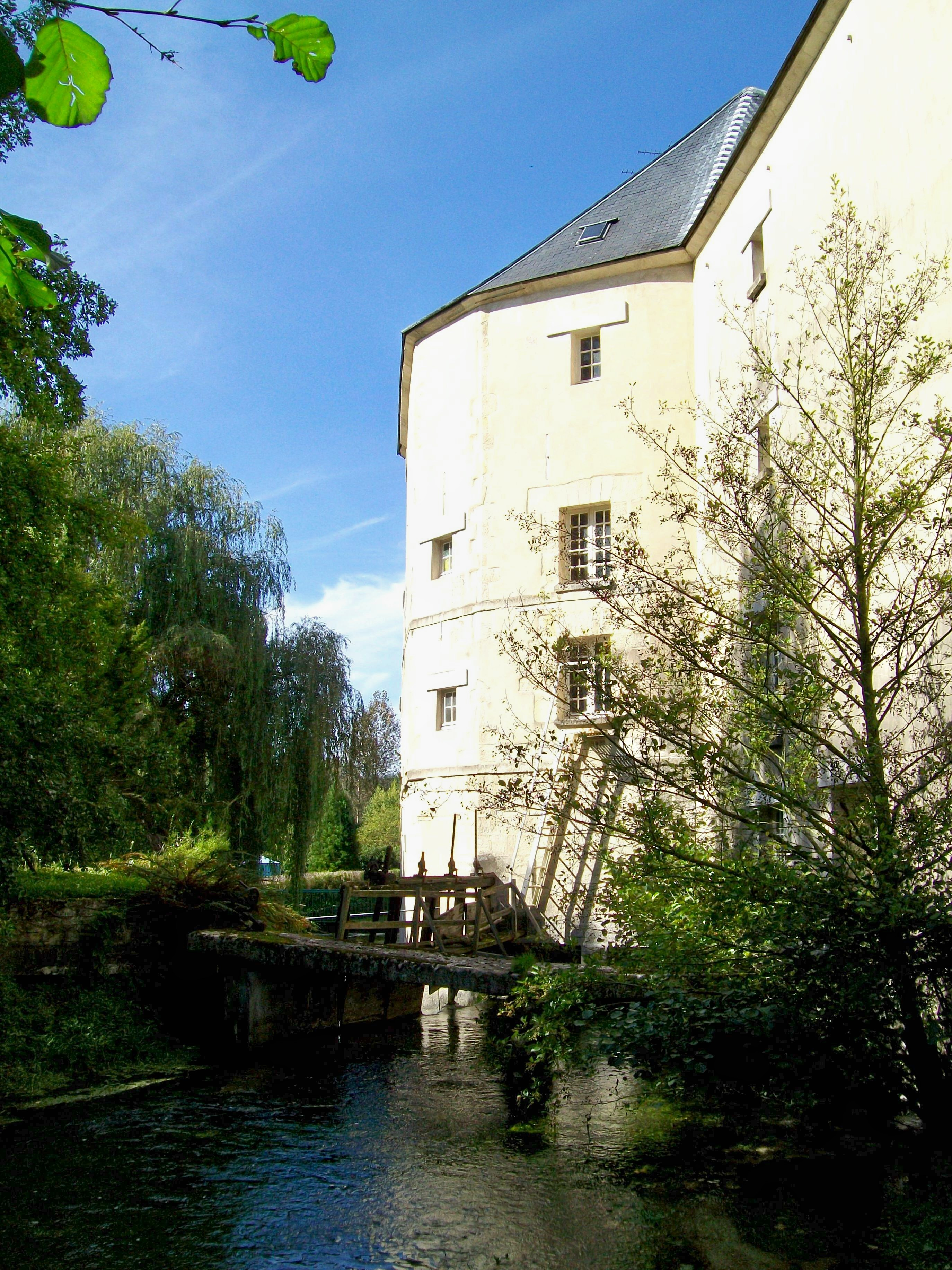
L'ancien moulin de Villemétrie, au hameau du même nom, sur la Nonette.

- L'ancien moulin Saint-Rieul, sur la Launette, rue du moulin Saint-Rieul, au faubourg Villevert : Anciennement appelé moulin Saint-Maurice, car il appartenait au prieuré Saint-Maurice de Senlis, après avoir appartenu au chapitre Notre-Dame. Le nom actuel vient de la fontaine près de laquelle le moulin est bâti[72]. Les bâtiments de l'ancien moulin ont été transformés en habitation, et l'une des annexes est utilisée par la Croix-Rouge.
- L'ancien moulin du Roi, sur la Nonette, près du faubourg des Arènes : Ce moulin a été mentionné dès 1527, et il a appartenu à l'Hôtel-Dieu en 1750. Ce fut un moulin à huile à partir de 1854, année de son rachat par M. de Waru[73],[74],[75]. Le moulin sert aujourd'hui d'habitation, et son site accueille un centre équestre.
- L'ancien moulin Saint-Étienne, sur la Nonette, rue du moulin Saint-Étienne, au faubourg Saint-Étienne : Le premier moulin en ce lieu a été donné à l'abbaye Saint-Vincent proche en 1141 par l'abbé de Saint-Magloire, Robert. Il s'appelait ensuite moulin Saint-Vincent. L'appellation « moulin Saint-Étienne » vient de l'ancienne paroisse Saint-Étienne sur laquelle le moulin se situait. L'abbaye n'exploitait pas directement le moulin, mais le louait à un meunier (blé et laine) moyennant un contrat de bail. Le moulin a été vendu à la famille Guéret comme bien national en 1792, puis à la famille Herbet en 1798 qui la transforma en moulin à tan pour le traitement des peaux, et qui garda l'établissement jusqu'en 1878. Le propriétaire suivant Bonnet, tout en gardant la laine, y fit une scierie de marbre, qui resta en exploitation jusqu'en 1923. Il la transforma alors en manufacture de caoutchouc, (tétines et préservatifs). Après la Deuxième Guerre mondiale, le nouveau propriétaire Mital se plaignait de la perte du débit de la Nonette, ayant diminué plus que de moitié[76],[77],[78]. En 1950, il y eut un incendie. Le bâtiment fut racheté par Mme Mercier qui le transforma en maison d'accueil. Puis la propriété fut léguée au Secours catholique en 1981 pour être vendue à l'Association des étudiants catholiques de Paris (CEP), qui la revendit à son tour en 2008[79] au monastère des sœurs Clarisses[80] de Paris[81]qui sont venues l'habiter après une restauration[82] complète et la construction d'une chapelle.
- L'ancien moulin de Villemétrie, sur la Nonette, rue de Villemétrie, au hameau de Villemétrie : Ce fut une propriété des évêques de Senlis. Équipé de turbines, ce moulin a fonctionné jusqu'en 1967. Il a servi ensuite de dépôt de documents à une banque[83].

## Petit patrimoine

### Patrimoine préhistorique
- Les menhirs des Indrolles, parcelle 296 de la forêt d'Halatte, près de la D 1017 : Ces deux menhirs inégaux ont été découverts par hasard par Amédée Margry en été 1869, entièrement cachés sous une épaisse végétation[84]. L'on ignore l'origine du nom des deux mégalithes[85], qui désignait à la base un canton forestier.

### Les monuments et statues

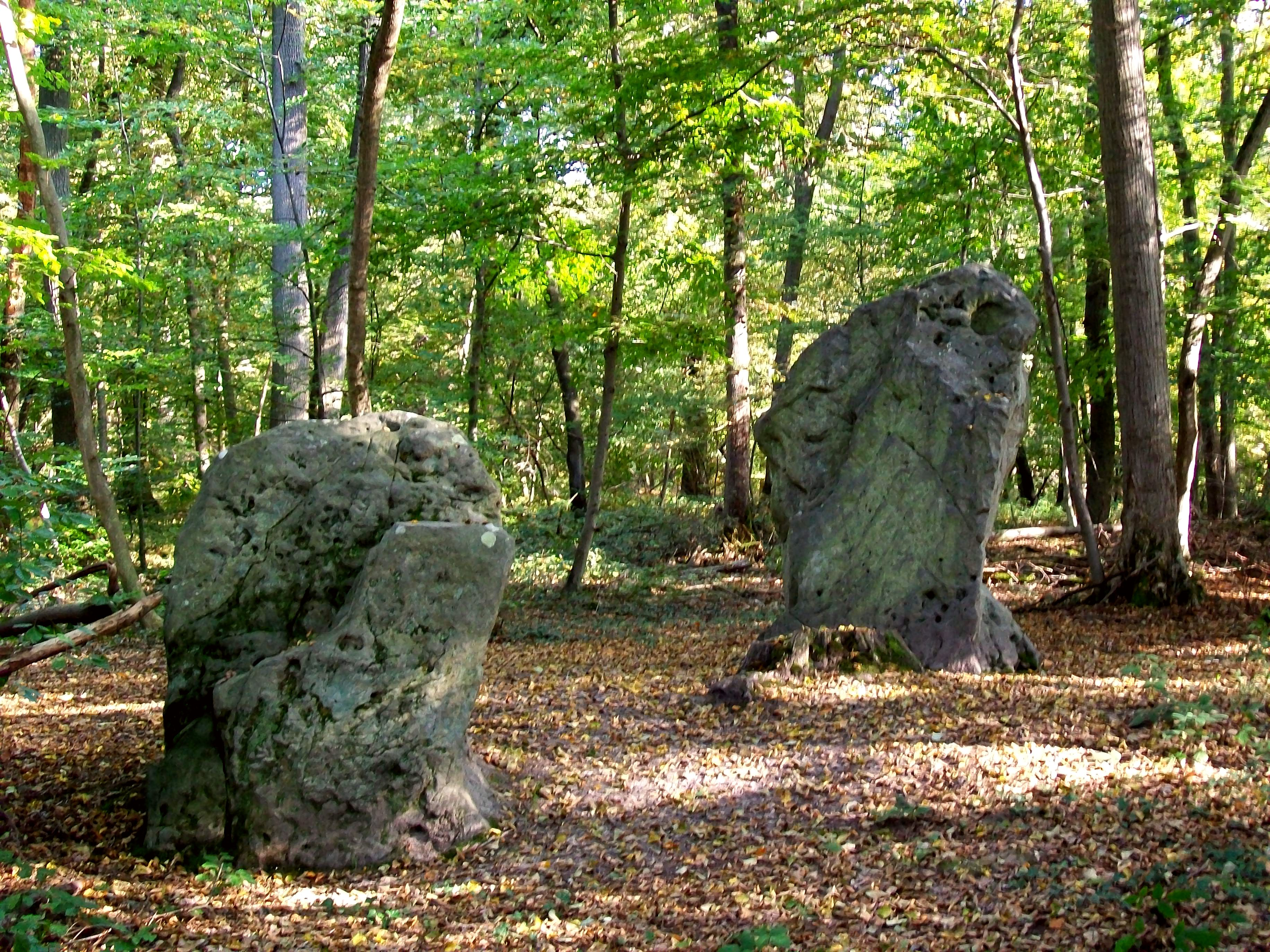
Les menhirs dits "des Indrolles" dans la forêt d'Halatte, parcelle 296.
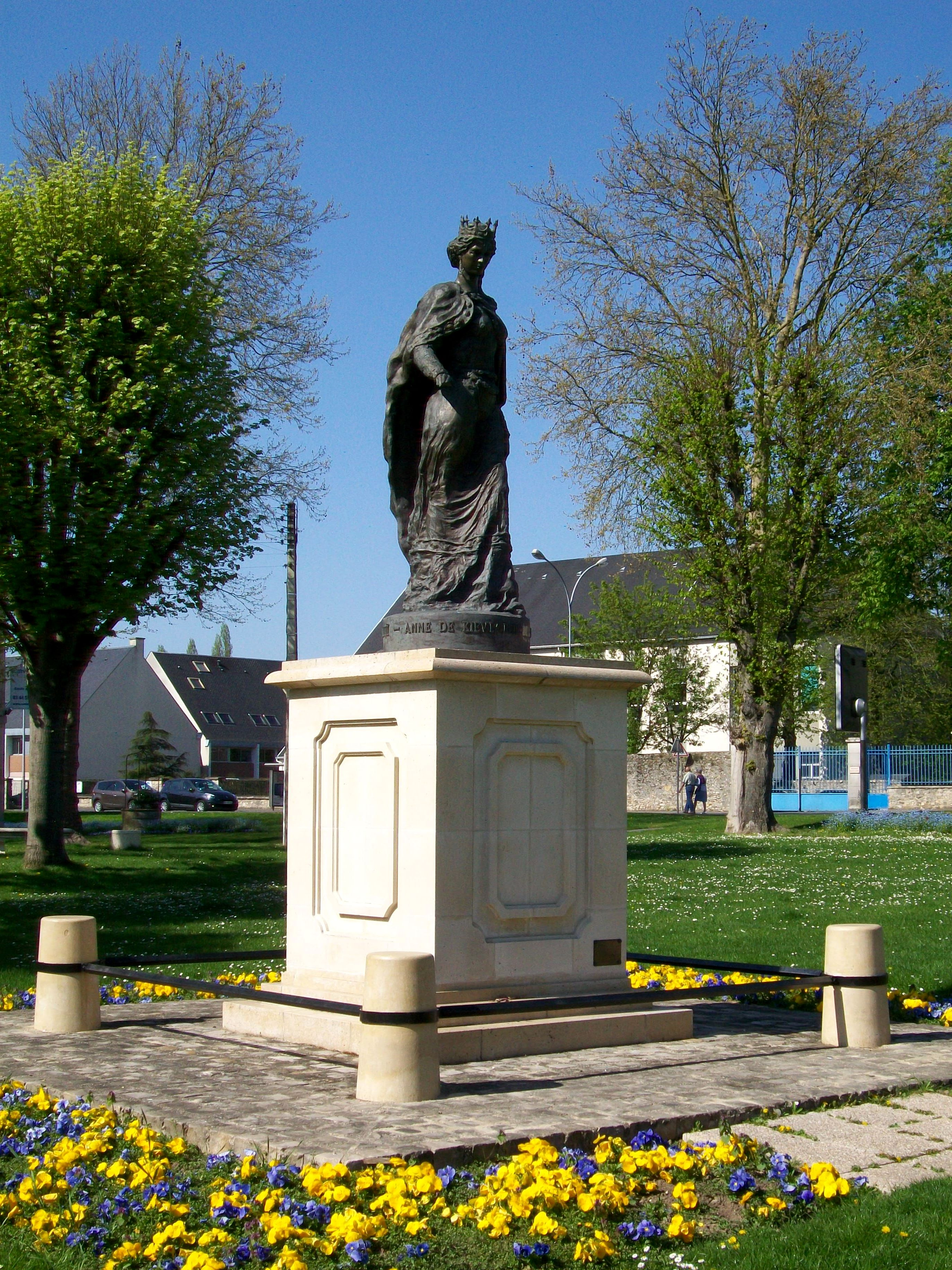
La statue d'Anne de Kiev, place des Arènes.
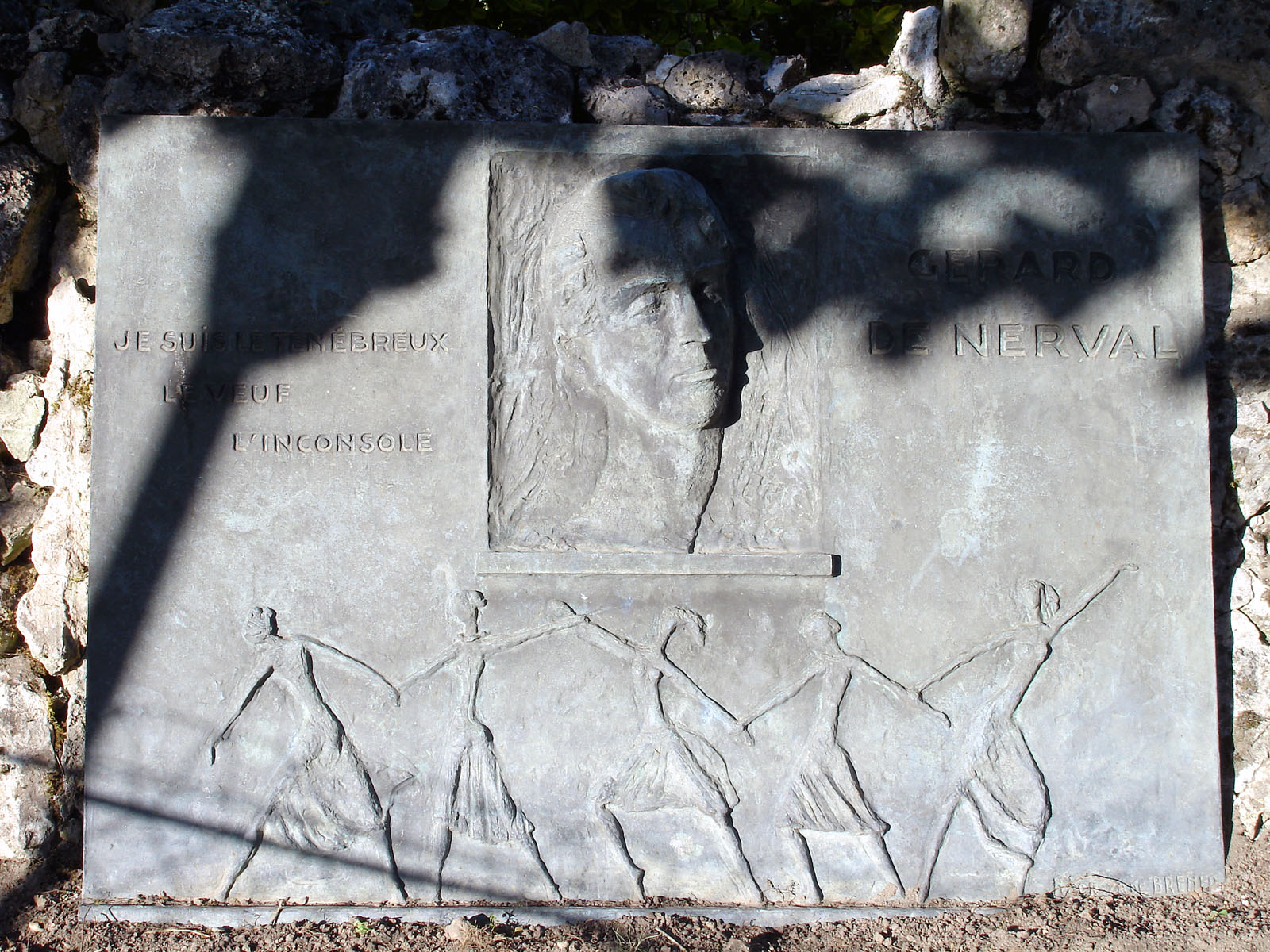
Plaque en hommage à Gérard de Nerval, sur la place du même nom.

- La statue de Thomas Couture, cours Thoré-Montmorency : Thomas Couture, né à Senlis le 21 décembre 1815 et mort à Villiers-le-Bel le 30 mars 1879, fut un artiste-peintre académique, connu pour sa composition Les Romains de la décadence (Musée d'Orsay) et pour avoir été le professeur d'Édouard Manet. La statue en bronze représente l'artiste grandeur nature, sa palette dans la main gauche et son pinceau dans la main droite, fixant avec le regard un endroit lointain qu'il s'apprête à matérialiser sur la toile.

- La statue d'Anne de Kiev, place des Arènes : Anne, une fille du Prince de Kiev (également appelée Agnès), née à Novgorod (Russie), selon certaines sources vers 1024, 1032 ou en 1036 et morte entre 1076 et 1089, fut reine de France de 1051 à 1060 comme épouse du roi Henri Ier. Son histoire est liée à celle de Senlis par l'abbaye Saint-Vincent qu'elle refonda en 1065. Sa statue en bronze a été inaugurée le 22 juin 2005 par le président ukrainien Viktor Iouchtchenko en présence de plusieurs personnalités. Cette œuvre des sculpteurs ukrainiens Myhkolav et Valentyn Znoba a été offerte en cadeau à la ville de Senlis par sa ville jumelée, Petchersk, faubourg de Kiev[86].

- Plaque en hommage à Gérard de Nerval, place Gérard-de-Nerval : En ardoise, elle porte la citation du premier vers de son célèbre poème « El desdichado » de 1854, « Je suis le ténébreux, le veuf, l'inconsolé », à gauche d'un portrait de Nerval jeune sous la forme d'un bas-relief. Les cinq minces figurines en bas de la plaque, s'enchaînant pour exécuter un genre de danse, évoquent les chimères du poème.

- Le monument aux morts, place de Verdun : ce monument impressionnant est une œuvre du sculpteur Gaston Dintrat (1889-1964)[87] inauguré le 15 juillet 1923 par Raymond Poincaré[88]. En plus d'honorer les soldats morts pour la France, des résistants et des victimes civiles, de la Première Guerre mondiale jusqu'à la guerre d'Algérie, il commémore plusieurs événements associés à la Grande Guerre. Le plus marquant pour Senlis reste la bataille de Senlis, le 2 septembre 1914, entraînant la destruction de nombreuses maisons. Senlis fut alors la limite extrême de l'avance allemande. La face occidentale du monument le rappelle, la plus impressionnante, avec la statue d'une femme de taille surhumaine, dans une position figée, inspirée du style Art déco. La face méridionale, orientée donc vers la ville, fait mention de la vaillance de la 56e division d'infanterie, lors de cette même bataille de Senlis. Une plaque en marbre rappelle le maréchal Foch, qui tint son quartier général à Senlis de 1918 à 1919, dont le jour de l'armistice, le 11 novembre 1918. Le maréchal est représenté de profil sur une médaille insérée dans la plaque. Comme le montrent des photos d'époque, cette face du monument présentait initialement un bas-relief illustrant l'incendie de Senlis par les Allemands du 2 septembre 1914, au lieu de l'inscription et de la plaque décrites[89]. Quant à la face orientale du monument, elle est dédiée aux sept otages civils senlisiens assassinés par les Allemands (voir aussi ci-dessous, le monument des otages), dont le maire, Eugène Odent. Son portrait a été sculpté par Dintrat sous la forme d'un médaillon.

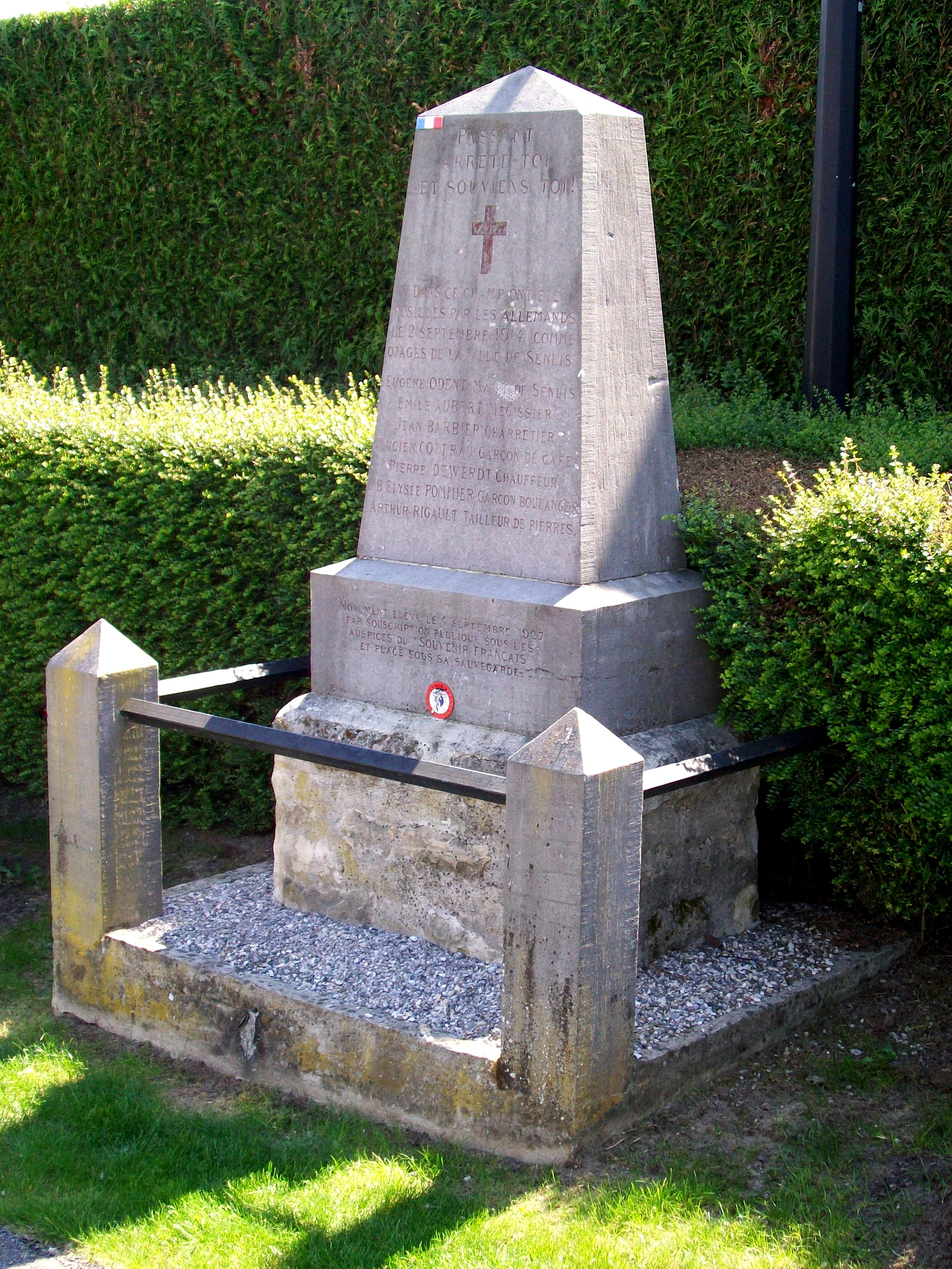
Le monument des otages de Senlis à Chamant.
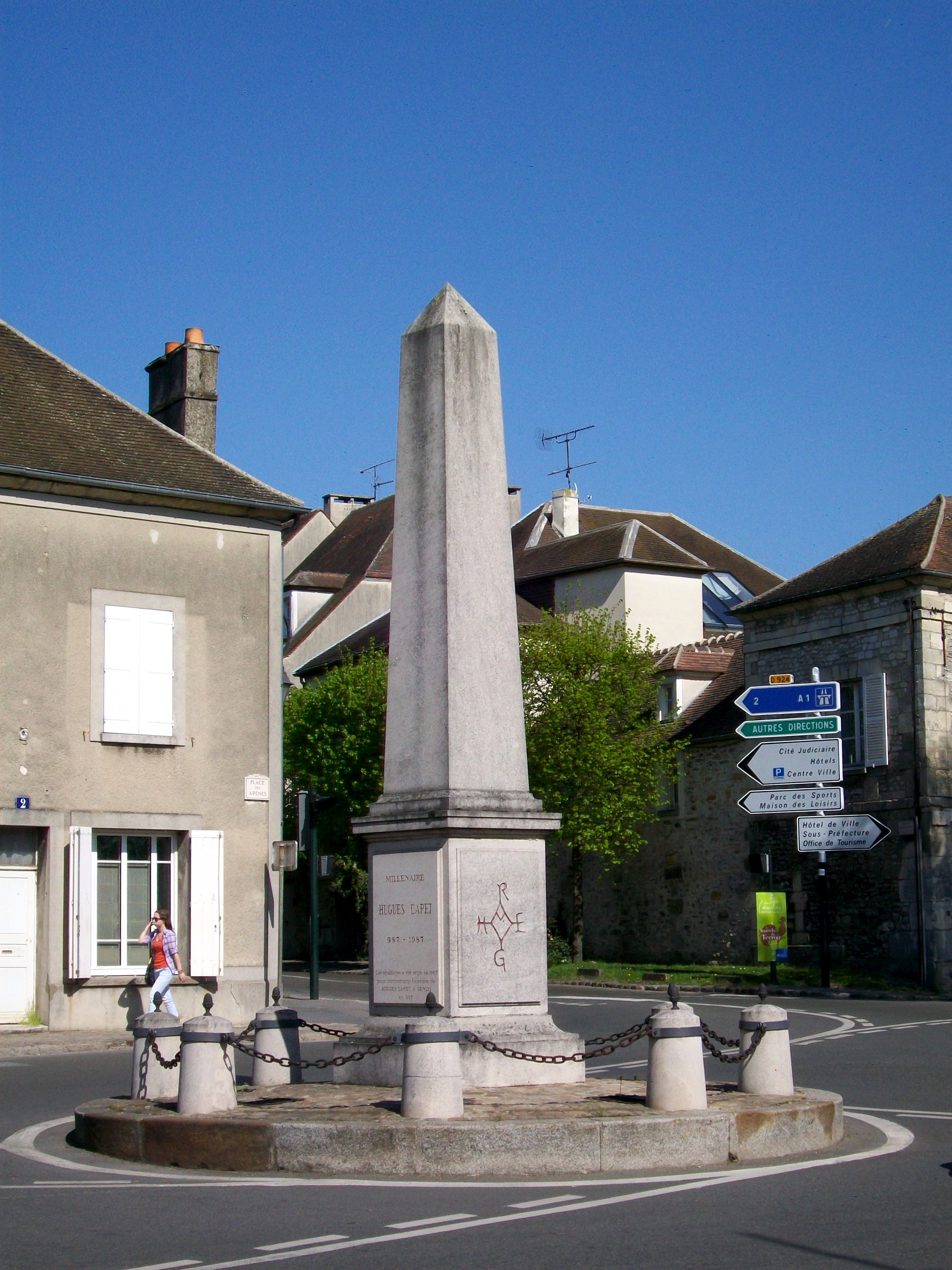
L'obélisque en souvenir du millénaire de l'élection de Hugues Capet.
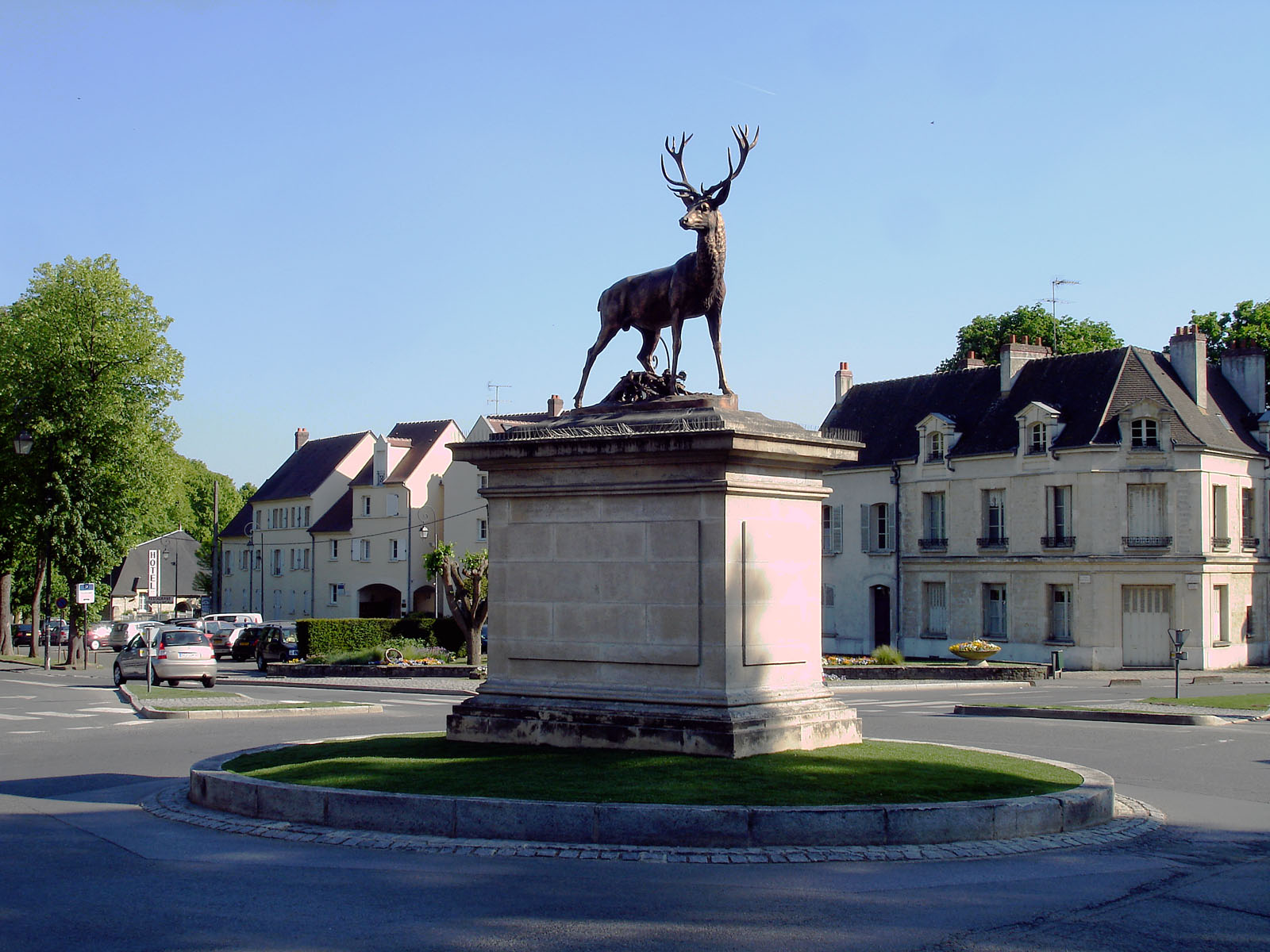
Le cerf, place du Chalet, au nord-est du centre-ville.
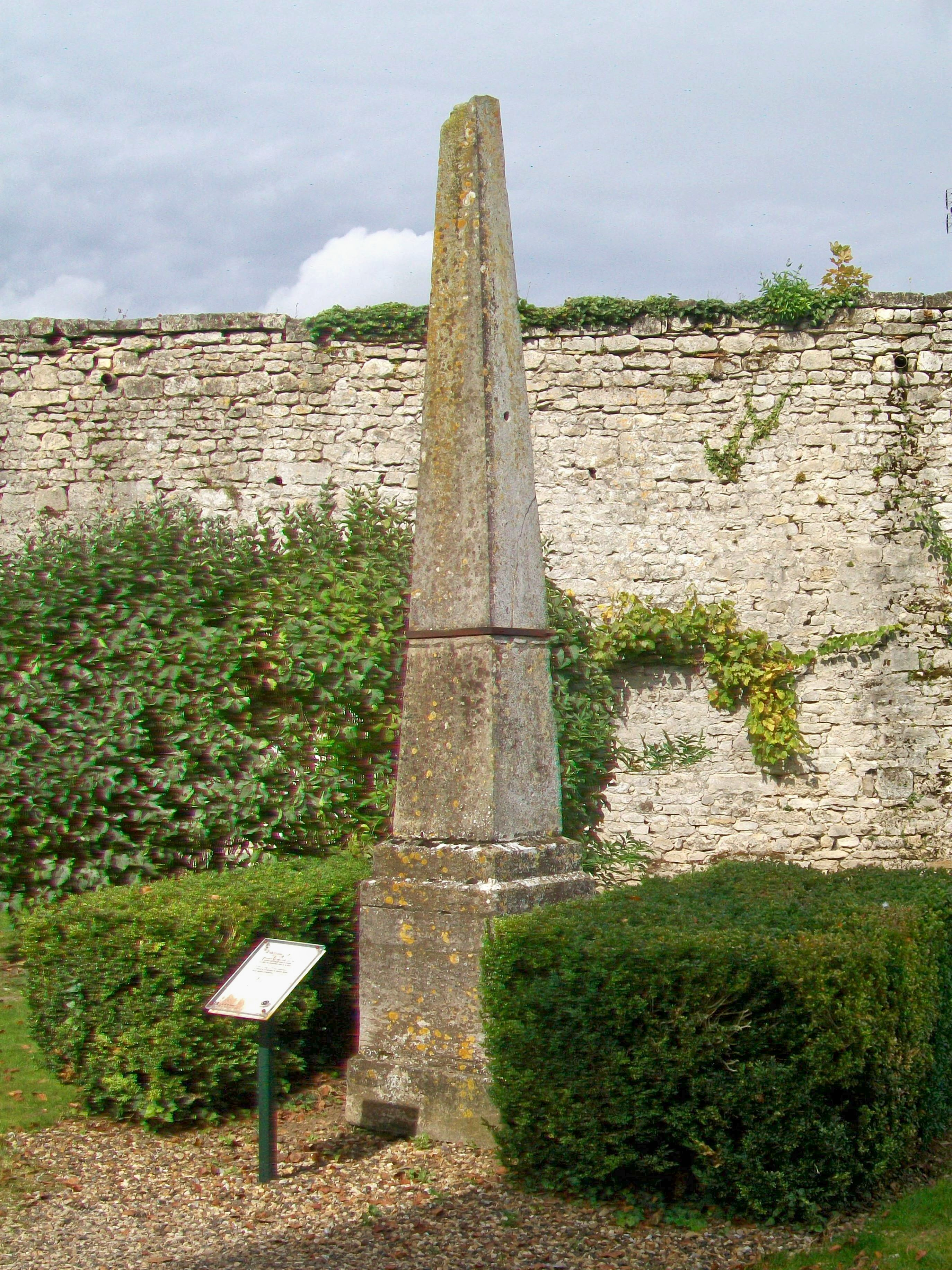
L'obélisque pour la naissance de « Madame Royale », au jardin du château royal.

- Le monument dit « de la Victoire » ou « de la fraternité franco-marocaine », cours Boutteville : Édifié initialement à Casablanca à partir de 1921[90], et inauguré le 20 juillet 1924 par le maréchal Hubert Lyautey, c'est une œuvre du célèbre sculpteur Paul Landowski (1875-1961). Après l'indépendance du Maroc, le monument a été démonté par les soins du consulat général de la France en 1961, transporté à Senlis par la Marine et par l'armée et réédifié sur le cours Boutteville, avec le concours de l'association « le Burnous ». Les travaux achevés, le monument a été officiellement remis à la ville de Senlis, représenté par son maire Yves Carlier, par le général Yves Simon, en date du 11 novembre 1965[91]. En marbre blanc, le monument représente deux soldats sur leurs chevaux, allant à la rencontre et se serrant les mains, l'un vêtu de l'uniforme d'un régiment de cavalerie métropolitain, l'autre portant l'uniforme des spahis marocains. Les inscriptions sur le socle du monument sont partiellement en arabe.
- Le monument des otages de Senlis, rue des Otages à Chamant :  « Passant, arrête-toi et souviens-toi ! Dans ce champ, ont été fusillés par les Allemands le 2 septembre 1914 comme otages de la ville de Senlis : Eugène Odent, maire de Senlis ; Émile Aubert, mégissier ; Jean Barbier, charretier ; Lucien Cottrau, garçon de café ; Pierre Dewerdt, chauffeur ; J.B. Élysée-Pommier, garçon boulanger ; Arthur Rigault, tailleur de pierres ». Le monument a été élevé le 4 septembre 1927 par souscription publique sous les auspices du Souvenir français[92]. Il ne se situe pas sur la commune de Senlis, mais à proximité ; aujourd'hui, le lieu d'exécution n'est plus un champ, mais une zone pavillonnaire.
- L'obélisque en souvenir de l'élection de Hugues Capet (vers 940-997), sur le rond-point de la place des Arènes : érigé pour le millénaire de cet événement en 1987, supposé s'être déroulé en 987 à Senlis.
- Le cerf, sur le rond-point entre les cours Thoré-Montmorency et Boutteville (place du Chalet).
- Le petit obélisque pour la naissance de « Madame Royale », au parc du château royal : l'obélisque avait été érigé en 1779 pour célébrer la naissance de Marie-Thérèse de France, premier enfant de Louis XVI et Marie-Antoinette au bout de huit années de mariage. L'emplacement initial fut devant l'ancienne porte Bellon du rempart médiéval, au carrefour rebaptisé alors « carrefour des Égyptiennes » ou « carrefour de l'Obélisque » par les Senlisiens. Ce carrefour se trouvait près du monument de la fraternité franco-marocaine, cours Boutteville. À la Révolution, le monument a été retiré, et il a trouvé son domicile actuel en 1956, à la suite du rachat du domaine de l'ancien château royal et du prieuré Saint-Maurice par la municipalité[93],[94].

### Les calvaires

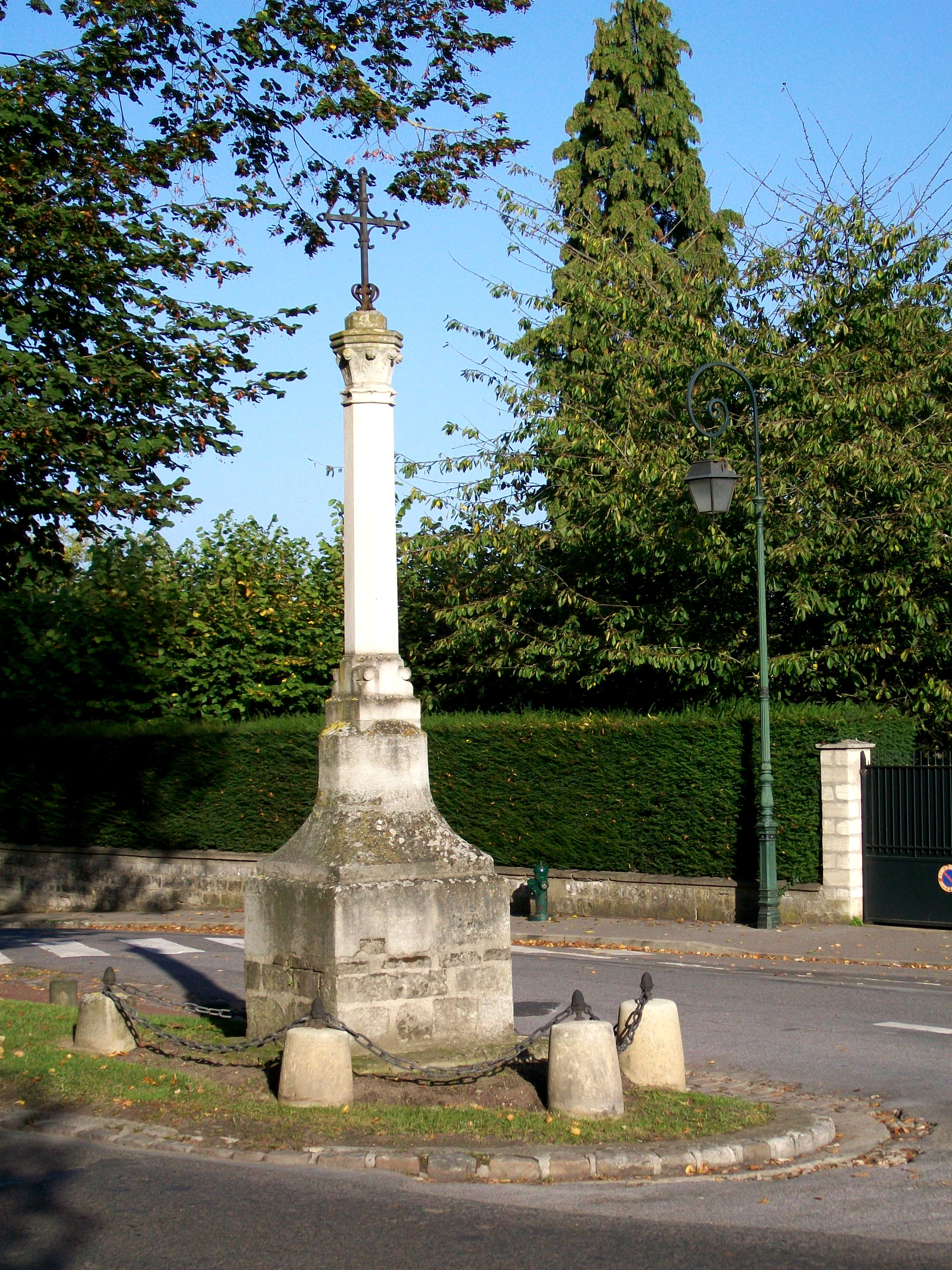
Calvaire boulevard Pasteur.
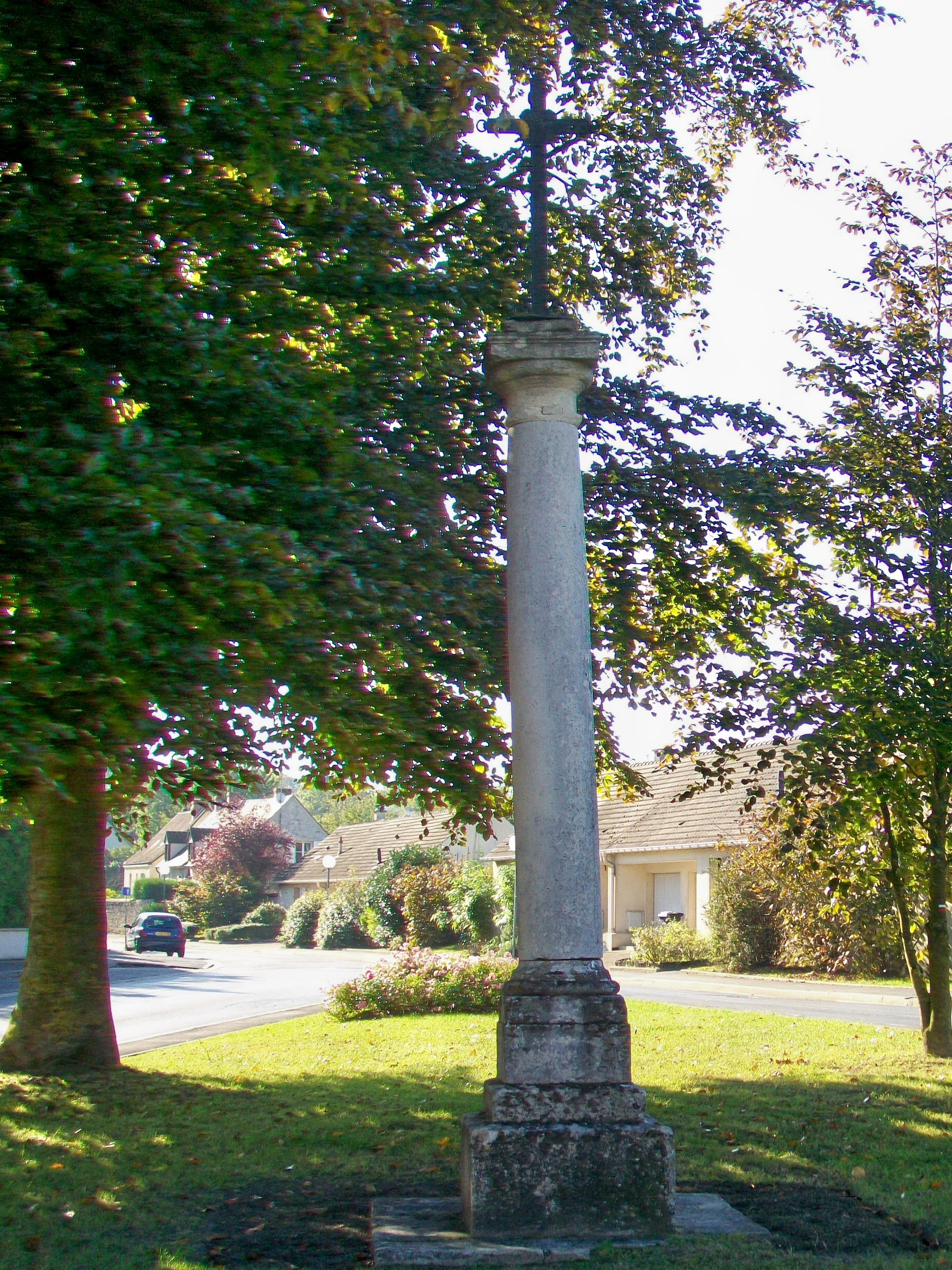
Calvaire de Villevert.
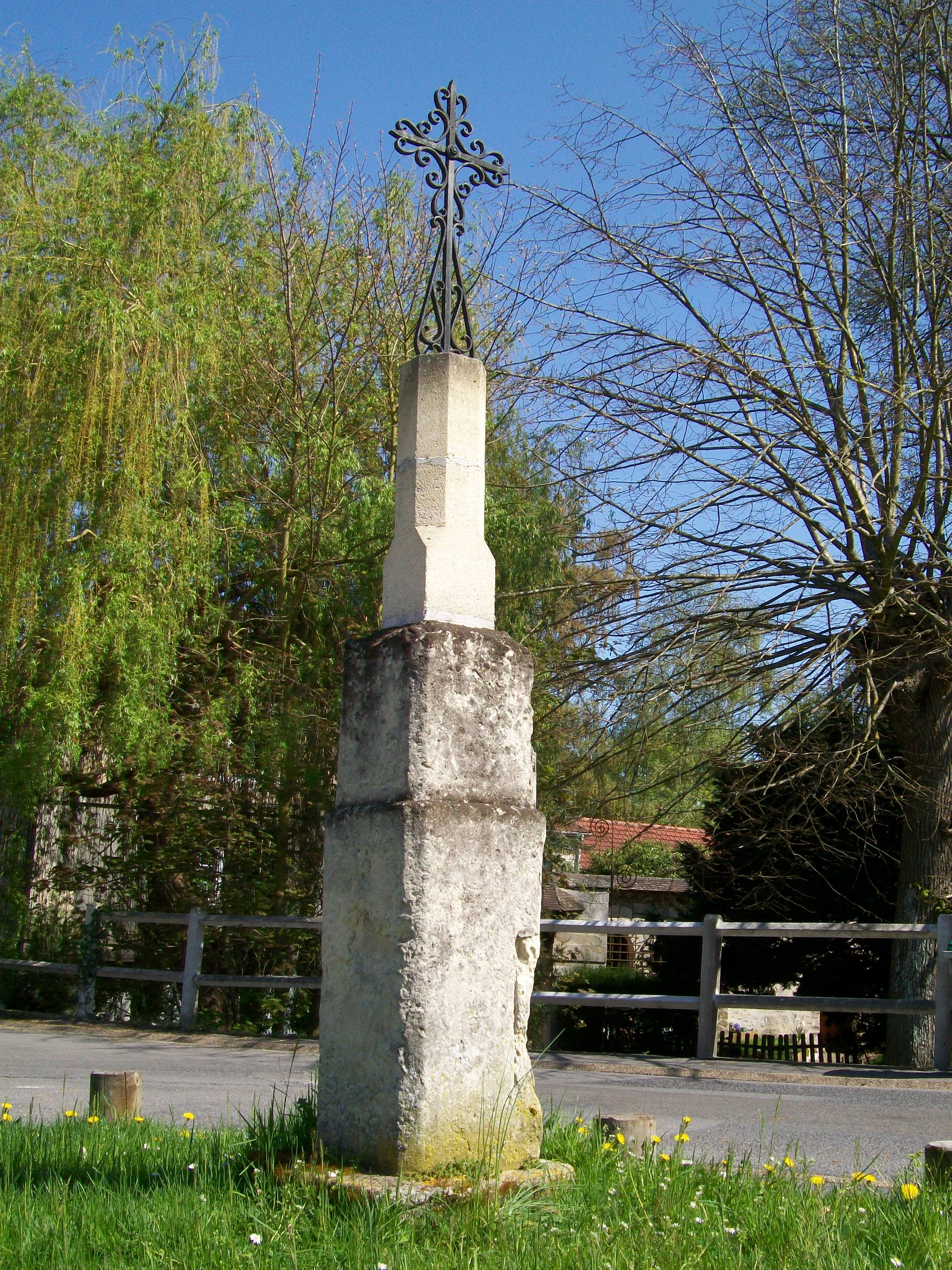
Calvaire devant le moulin Saint-Rieul.
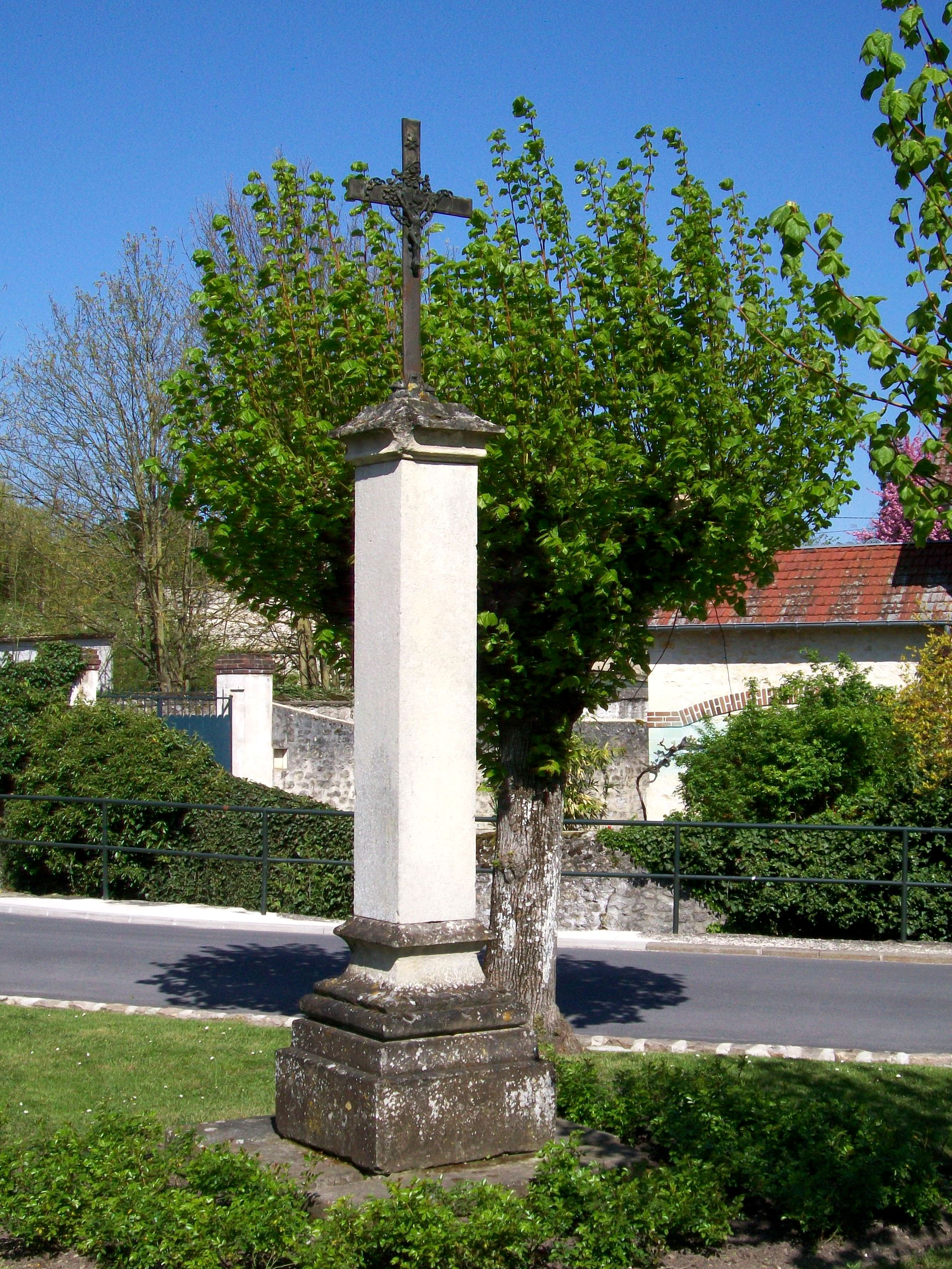
Calvaire Sainte-Marguerite devant la porte de Meaux.
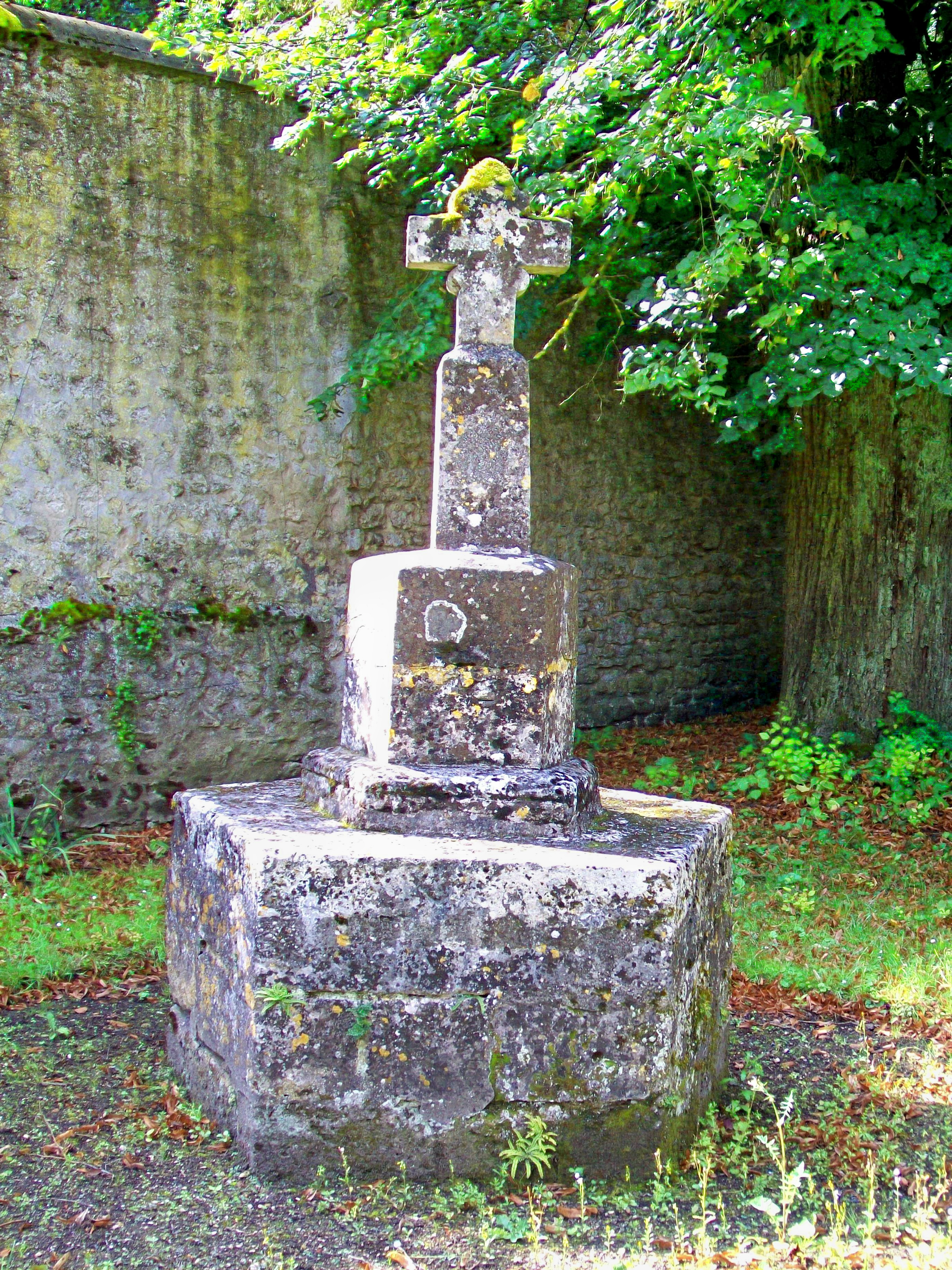
Le calvaire de Villemétrie, au hameau du même nom, à l'est de l'ancien moulin.

- Le calvaire du boulevard Pasteur, à la fourchette avec la rue du Moulin du Gué de Pont
- Le calvaire de Villevert, sur la petite place au carrefour rue du Moulin du Gué de Pont / route d'Aumont / chemin de la Fontaine des Prés / rue du moulin Saint-Tron.
- Le calvaire face à l'ancien moulin Saint-Rieul, rue du moulin Saint-Rieul, à la fourchette avec la rue Carnot
- Le calvaire Sainte-Marguerite, rue du vieux Chemin de Meaux : édifié en 1846 par J.L. Spère et restauré en 1878 par son fils[95].
- Le calvaire de Villemétrie ou croix Saint-Urbain, rue de Villemétrie, à l'est du moulin : restauré en 1835[96], sans doute après avoir été endommagé pendant la Révolution.

### Les lavoirs

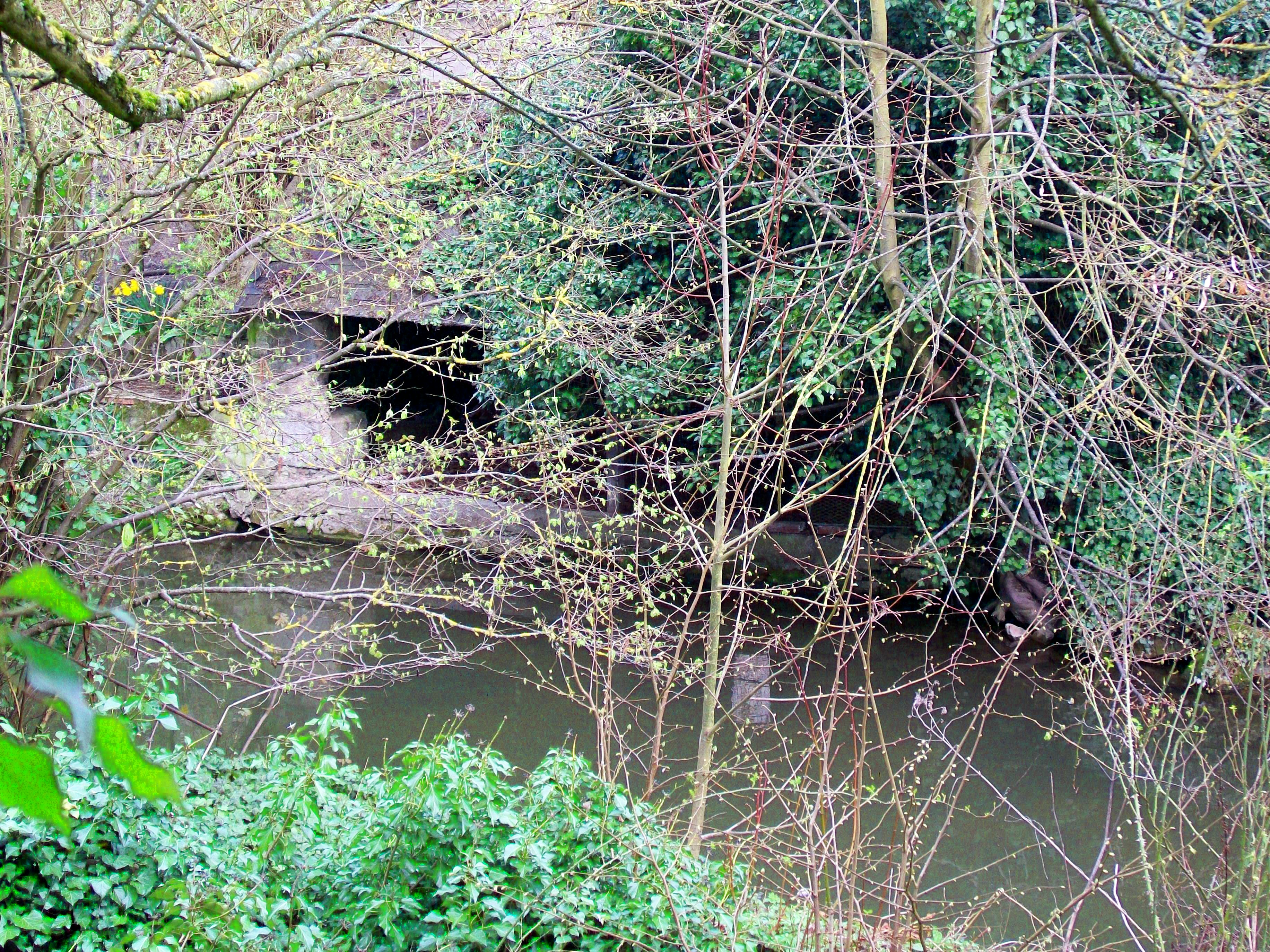
Lavoir de l'impasse Sainte-Marguerite.
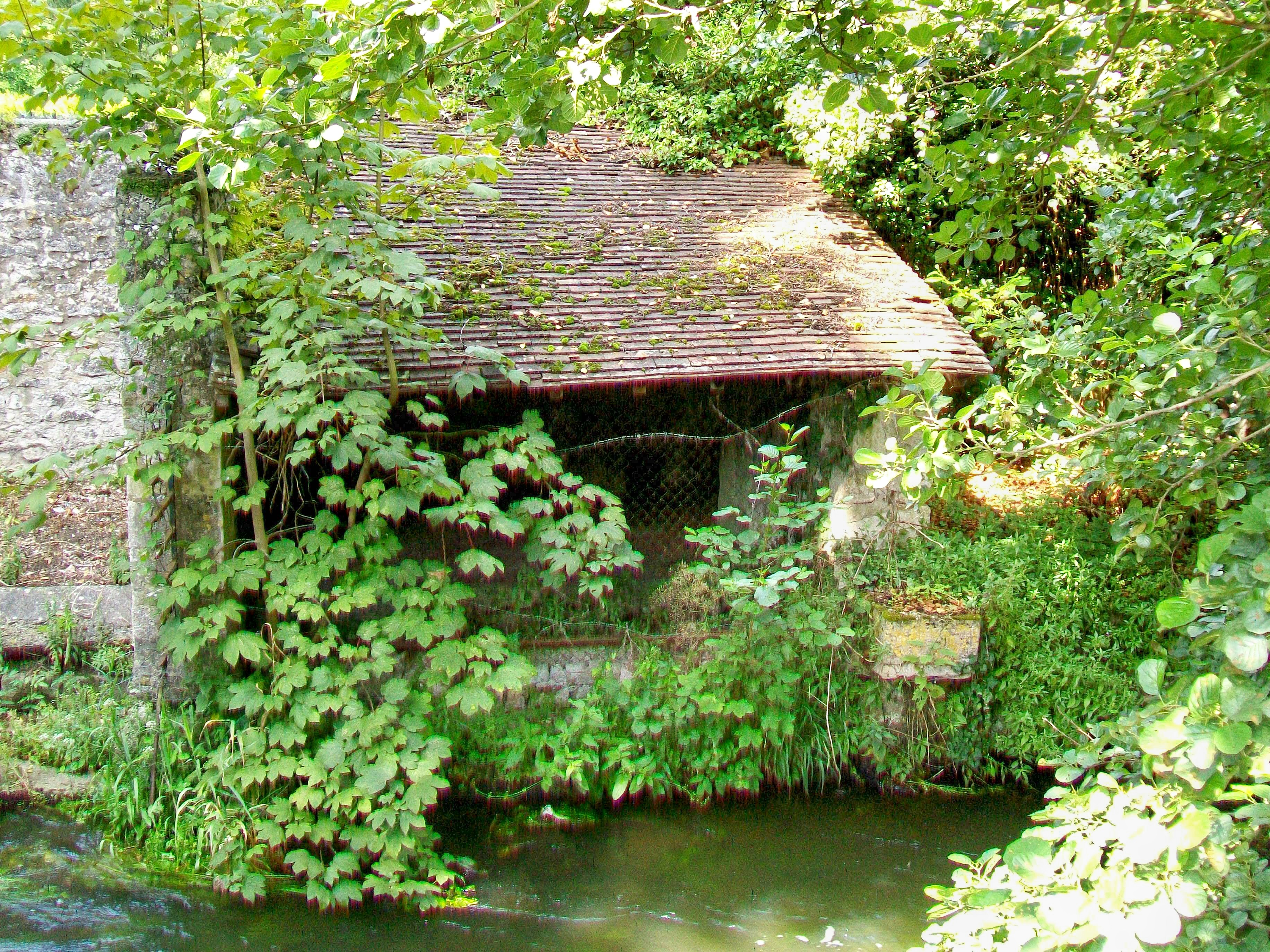
Lavoir de Villemétrie, sur la Nonette.
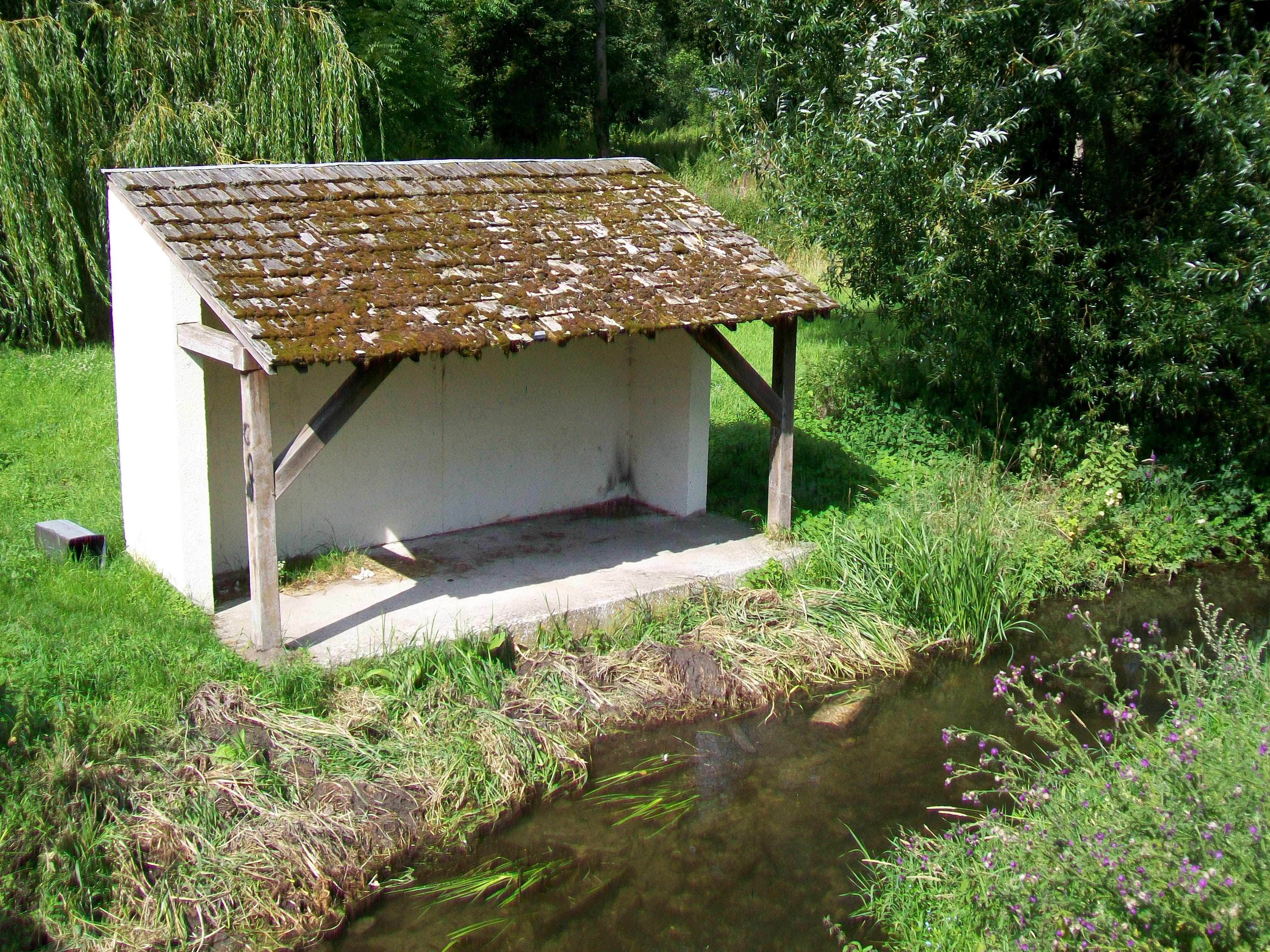
Lavoir de la rue du Vieux Chemin de Meaux.jpg
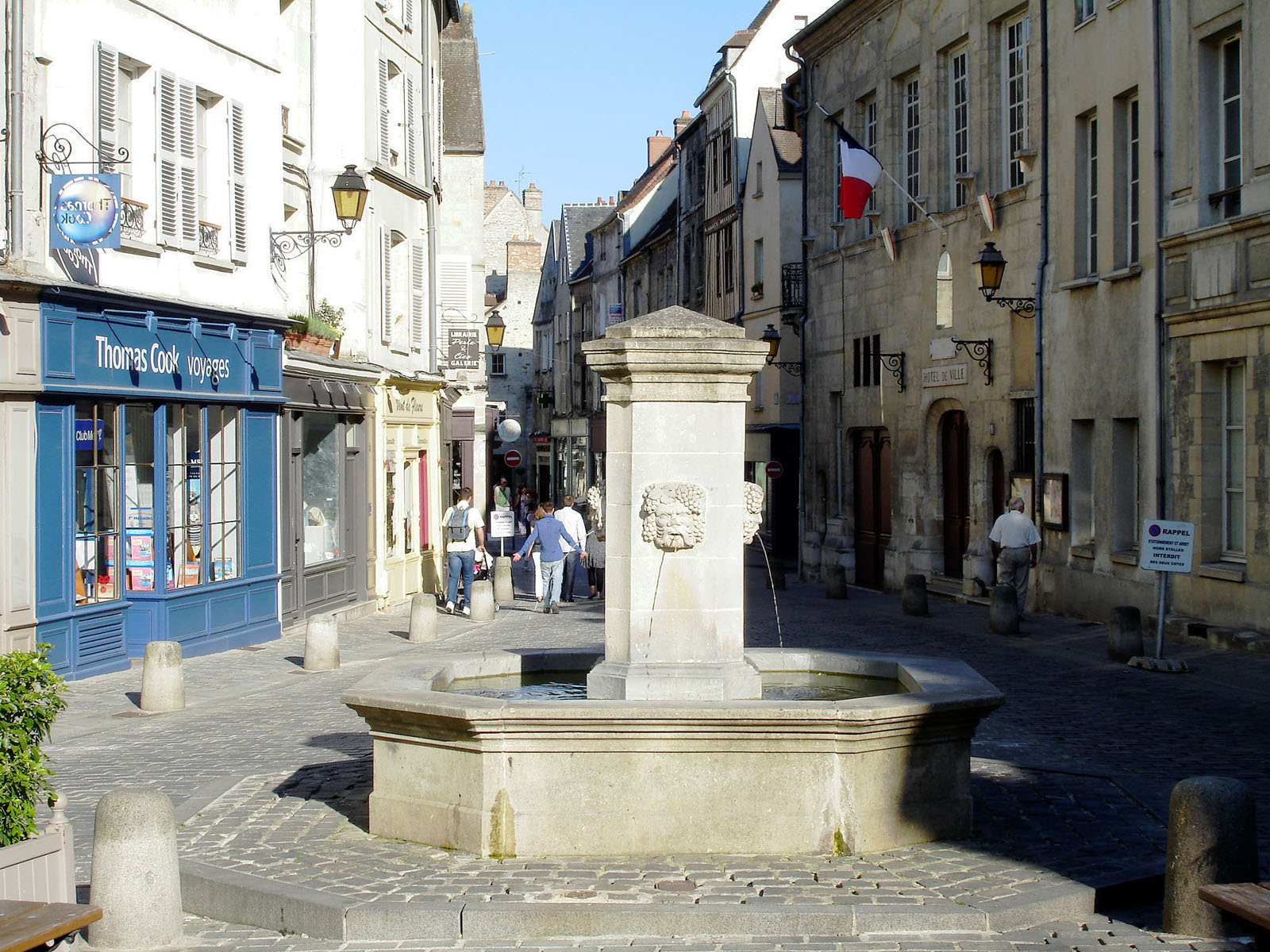
Fontaine de la place Henri-IV.
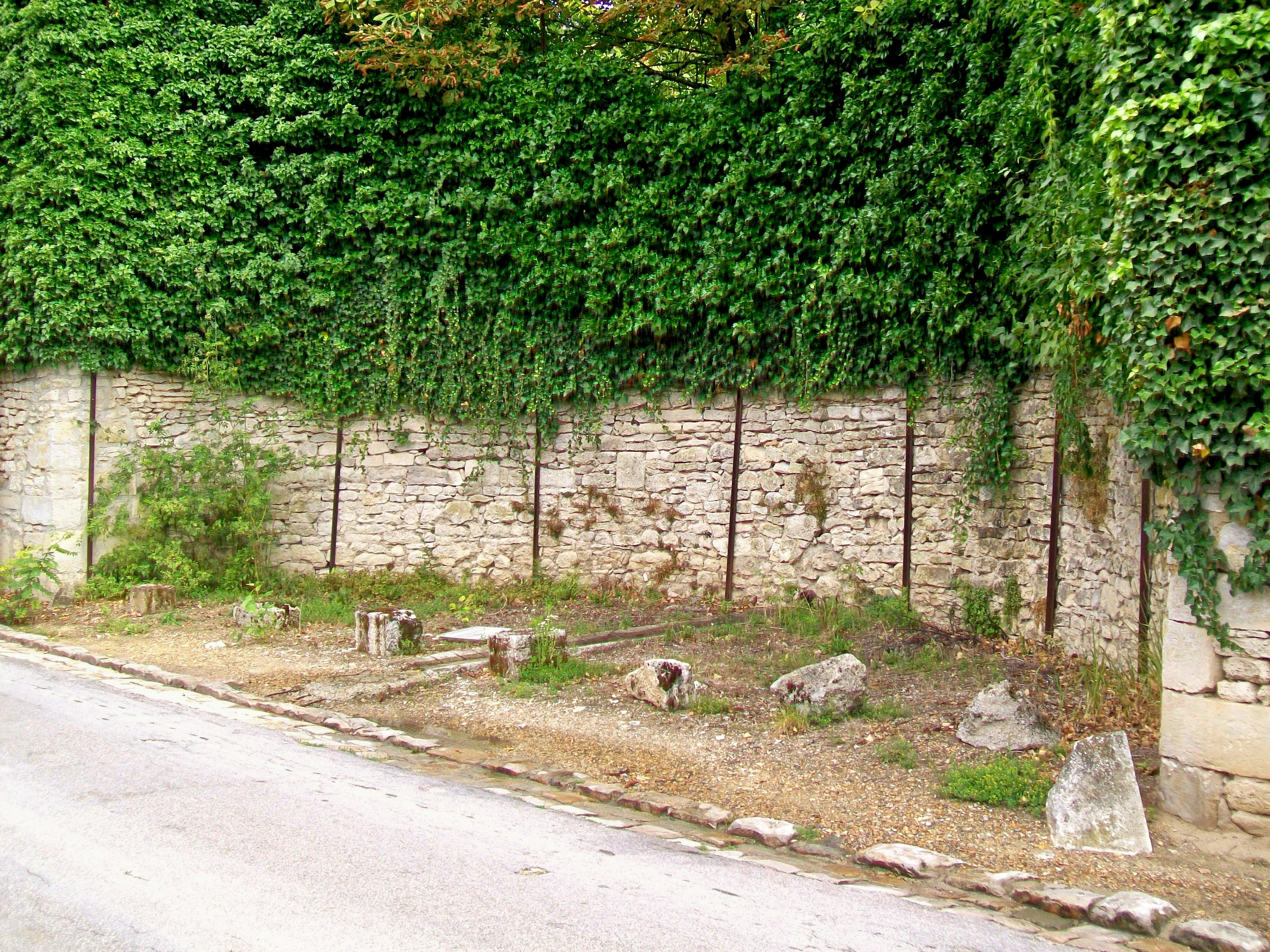
Ancienne fontaine Saint-Urbain à Villemétrie.

- Le lavoir de l'impasse Sainte-Marguerite, sur la Nonette : L'un des nombreux lavoirs ayant jadis existé le long de la Nonette et de la rivière de la fontaine Saint-Urbain, au pied du rempart Bellevue, oublié sur une propriété privée près de la poterne.
- Le lavoir de la rue du Vieux Chemin de Meaux, sur le ruisseau de la fontaine Saint-Urbain : Lavoir complètement reconstruit sans intérêt patrimonial.
- Le lavoir de Villemétrie, sur la Nonette, derrière le moulin et à côté du pont : Lavoir globalement bien conservé, mais successivement envahi par la végétation, sur une propriété privée.

### Les fontaines

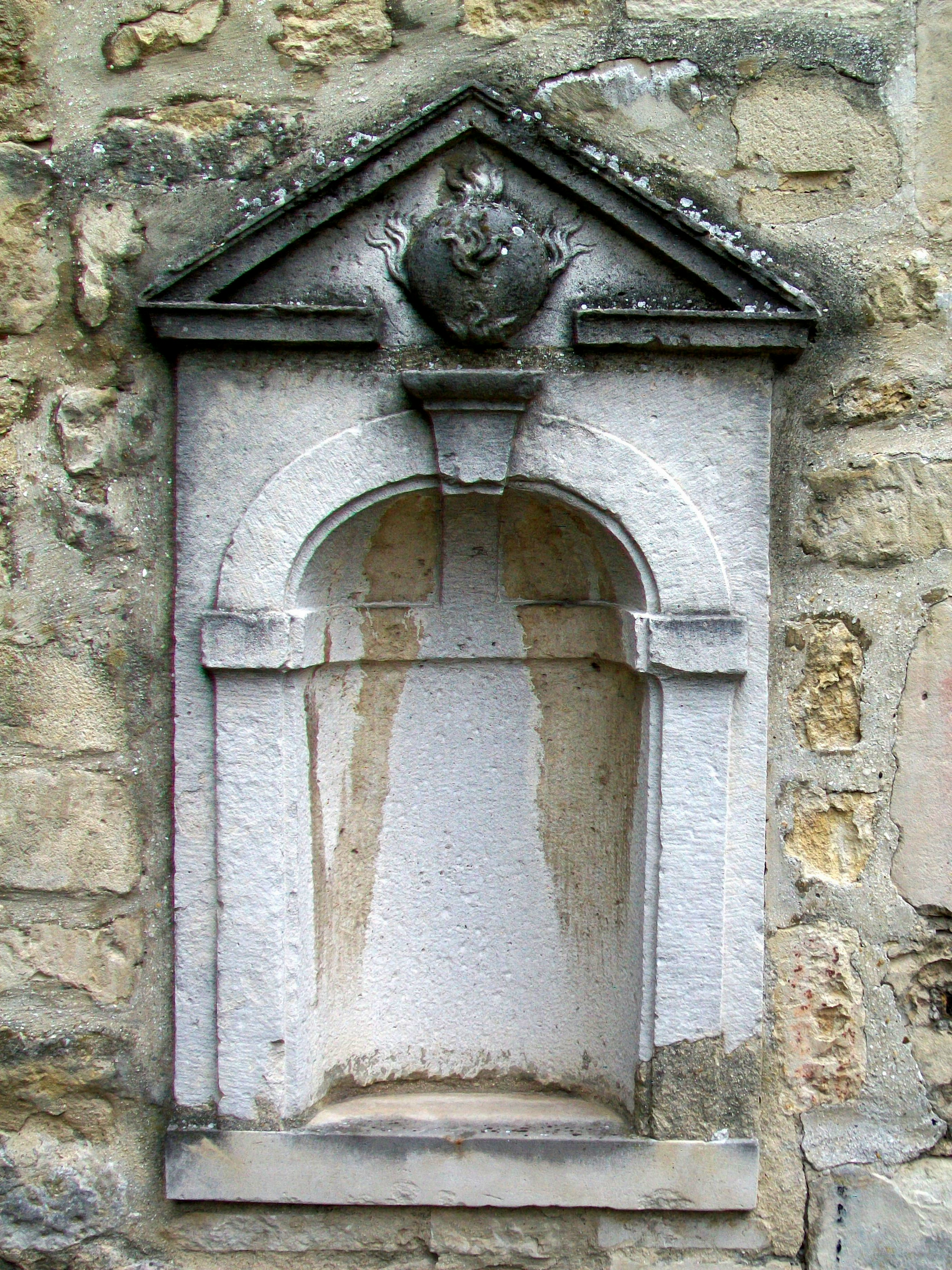
L'ancienne fontaine Sainte-Prothaise

- La fontaine Sainte-Prothaise, place aux Gâteaux (vestige) : L'on n'en voit plus aujourd'hui qu'une petite niche avec décors sculptés dans un mur[97].
- La fontaine de la place Henri-IV
- L'ancienne fontaine de la rue de Villemétrie, au hameau du même nom : Cette fontaine sur les hauteurs de Villemétrie se réduit aujourd'hui à une source, dont l'eau alimente la Nonette en contrebas.